# هولك هوجان
تيري جين بوليا (الإنجليزية: Terry Gene Bollea؛ 11 أغسطس 1953 – 24 يوليو 2025)، المعروف باسمه في حلبة المصارعة هولك هوغان، هو مصارعً محترف أمريكي. يُعرف على نطاق واسع بعمله في شركة المصارعة العالمية الترفيهية واتحاد بطولة العالم للمصارعة. يعتبر هوغان أحد أبرز نجوم المصارعة شهرة على مستوى العالم، والمصارع الأكثر شعبية في عقد الثمانينيات، وأحد أعظم المصارعين المحترفين في التاريخ بفضل شخصيته الاستعراضية، وبنيته الجسدية الضخمة، وشاربه الأشقر المميز على شكل حدوة حصان، وارتدائه للعصابات الرأسية.
بدأ هوغان مسيرته في المصارعة المحترفة عام 1977، إلا أنه نال شهرة عالمية واسعة بعد انضمامه إلى شركة المصارعة العالمي (WWE، المعروف حاليًا باسم دبليو دبليو إي) في ديسمبر 1983. ساهمت شخصيته البطولية بوصفه "الأمريكي المثالي" في إطلاق طفرة المصارعة الترفيهية في الثمانينيات، حيث تصدّر الحدث الرئيسي في ثماني نسخ من أول تسع نسخ من مهرجان الاتحاد السنوي الأبرز "راسلمينيا" (النسخ: 1، 2، 3، 5، 6، 7، 8، و9). كما كان نجمًا رئيسيًا في عروض "الحدث الرئيسي ليلة السبت" وفرعه "الحدث الرئيسي". خلال فترته الأولى في الاتحاد، تُوّج هوغان ببطولة شركة المصارعة العالمي خمس مرات، وتُعد فترة حمله الأولى للقب، التي امتدت 1,474 يومًا، الأطول في حقبة "راسلمينيا". وكان أيضًا أول مصارع يفوز بمباريات رويال رامبل على التوالي، في عامي 1990 و1991. ولا تزال مباراته الشهيرة ضد أندريه العملاق، التي أُقيمت ضمن عرض الحدث الرئيسي في 5 فبراير 1988، تحمل الرقم القياسي في نسبة المشاهدة التلفزيونية للمصارعة في الولايات المتحدة، حيث بلغت نسبة تقييم نيلسن 15.2، بمجموع 33 مليون مشاهد.
في عام 1993، غادر هوغان شركة المصارعة العالمي لمتابعة مسيرة في التمثيل والتلفزيون، لكنه عاد إلى الحلبة بعد توقيعه في عام 1994 مع بطولة العالم للمصارعة المنافس. فاز ببطولة العالم للوزن الثقيل في بطولة العالم للمصارعة ست مرات، ولا يزال يحتفظ بالرقم القياسي لأطول فترة حمل للقب. وفي عام 1996، شهدت مسيرته تحوّلًا كبيرًا حين تبنّى شخصية الشرير "هوليوود هالك هوغان"، وقاد مجموعة النظام العالمي الجديد (NWO) ذات الشعبية الواسعة. نتيجة لذلك، أصبح شخصية محورية خلال ما عُرف بـ"حرب ليلة الاثنين"، وهي مرحلة شهدت طفرة أخرى في شعبية المصارعة المحترفة. وقد تصدّر هوغان الحدث الرئيسي لمهرجان ستاركيد السنوي لبطولة العالم للمصارعة ثلاث مرات (في أعوام 1994، 1996، و1997)، وكانت نسخة عام 1997 الأكثر ربحًا في تاريخ عروض الدفع مقابل المشاهدة للاتحاد.
عاد هوغان إلى اتحاد WWE في عام 2002، بعد استحواذ الأخير على بطولة العالم للمصارعة في العام السابق. وخلال تلك العودة، فاز بلقب WWE بلا منازع للمرة السادسة، معادلًا الرقم القياسي في ذلك الوقت، قبل أن يغادر الاتحاد مجددًا عام 2003. أُدرج اسمه في قاعة مشاهير WWE عام 2005، وأُدرج مرة أخرى عام 2020 كعضو في فريق NWO. كما شارك في عروض جمعية المصارعة الأمريكية، حيث تصدّر الحدث الرئيسي لأول عرض مغلق للاتحاد بعنوان "الأحد الكبير" عام 1983، كما شارك في بطولة الوزن الثقيل آي دبليو جي بي، حيث كان أول من فاز بالنسخة الأصلية من البطولة للوزن الثقيل، وشارك أيضًا في إمباكت ريسلينغ.
خاض هوغان مسيرة تمثيلية واسعة خلال مسيرته في المصارعة وبعدها، بدأت بدوره في فيلم روكي 3 عام 1982. وقد شارك في عدة أفلام، منها: لا قيود، الكوماندوز من الضواحي، السيد مربية، كما شارك في ثلاثة برامج تلفزيونية: هالك هوغان يعرف الأفضل، الرعد في الجنة، الصين، إلينوي.
بالإضافة إلى ظهوره في إعلانات تجارية لمزيل العرق رايت غارد، وفي لعبة الفيديو الحدث الرئيسي لهالك هوغان. وكان المغني الرئيسي لفرقة ذا ريسلينغ بوت باند، التي بلغ ألبومها الوحيد قواعد هالك المرتبة الثانية عشرة على قائمة Billboard Top Kid Audio عام 1995.

## النشأة
ولد هوغان في أوغستا بولاية جورجيا في 11 أغسطس 1953 وهو ابن بيترو "بيتر" بوليا (6 ديسمبر 1913 – 18 ديسمبر 2001) المشرف على أعمال البناء وروث ف. (اسمها قبل الزواج مودي؛ 1922 – 1 يناير 2011) ربة منزل ومدرسة رقص. كان بوليا من أصول إيطالية وبنمية واسكتلندية وفرنسية وكان جده لأبيه الذي يحمل أيضا اسم بيترو قد ولد عام 1886 في تشيليانو بمقاطعة فرشيلي في بيدمونت بإيطاليا. كان لهوغان أخ أكبر يُدعى ألان (1947–1986) توفي عن عمر 38 عاما بسبب جرعة مخدرات زائدة. عندما كان عمره سنة ونصف انتقلت عائلته إلى بورت تامبا بولاية فلوريدا. في صغره كان لاعبَ كرة قاعدة (بيسبول) في دوري الأطفال. التحق هوغان بمدرسة روبنسون الثانوية. بدأ مشاهدة المصارعة المحترفة في سن 16. خلال فترة دراسته الثانوية كان معجب بداستي رودز وكان يحضر بانتظام عروض المصارعة في صالة تامبا سبورتاتوريوم. وفي أحد تلك العروض لاحظ للمرة الأولى المصارع "سوبرستار" بيلي غراهام وبدأ يقتدي به فمنذ أن رآه لأول مرة على التلفزيون أراد هوغان أن يحاكي مظهره الخارق.
كان هوغان أيضا موسيقيا حيث قضى عقدا من الزمن يعزف على غيتار البيس (الجهير) في عدة فرق روك في فلوريدا. ثم درس في كلية هيلزبورو المجتمعية وجامعة جنوب فلوريدا. لكن عندما بدأت العروض الموسيقية تعيق مسيرته الجامعية انسحب من جامعة جنوب فلوريدا. وفي النهاية شكل هوغان مع موسيقيين محليين فرقة تدعى روكاس (الضجيج) عام 1976. وسرعان ما أصبحت الفرقة مشهورة في منطقة خليج تامبا. في وقت فراغه كان هوغان يتدرب في صالة هيكتورز جيم في منطقة خليج تامبا حيث بدأ رفع الأثقال. وكان العديد من المصارعين الذين يتنافسون في منطقة فلوريدا يزورون الحانات التي كانت فرقة روكاس تعزف فيها. ومن بين الحضور في عروضه كان الأخوان جاك وجيرالد بريسكو اللذان كانا يصارعان كفريق ثنائي في منطقة فلوريدا.
معجبا بالبنية الجسدية لهوغان طلب الأخوان بريسكو من هيرو ماتسودا مدرب المصارعين العاملين في بطولة المصارعة من فلوريدا أن يجعل منه متدربا محتملا. في عام 1976 طلب الأخوان من هوغان تجربة المصارعة فوافق في النهاية. في البداية رفض مايك غراهام نجل مدير بطولة المصارعة من فلوريدا إدي غراهام إدخال هوغان إلى الحلبة وفقا لهوغان فقد التقى بغراهام في المدرسة الثانوية ولم يتفقا. بعد أن ترك هوغان فرقة روكاس وأخبر الناس في المدينة أنه سيكون مصارعا وافق غراهام أخيرا على طلب الأخوين بريسكو. في الجلسة الأولى من التدريب كسر ماتسودا ساق هوغان. وبعد 10 أسابيع من التأهيل عاد هوغان للتدريب مع ماتسودا وصده عندما حاول كسر ساقه مرة أخرى.

## مسيرة المصارعة الاحترافية

### السنوات المبكرة (1977–1979)
في منتصف عام 1977 وبعد تدريبه لأكثر من عام مع ماتسودا زار الأخوان بريسكو صالة الألعاب الرياضية لمقابلة هوغان. خلال هذه الزيارة سلمه جاك بريسكو حذاء مصارعة وأخبره أنه مقرر أن يخوض أولى مبارياته الأسبوع التالي. في أول ظهور له كمصارع محترف قام إدي غراهام بضمه لمواجهة برايان بلير في فورت مايرز بولاية فلوريدا في 10 أغسطس 1977 ضمن بطولة بطولة المصارعة من فلوريدا. بعد فترة قصيرة ارتدى هوغان قناعا واتخذ شخصية "ذا سوبر دستروير" (المدمر الخارق) وهي شخصية مقنعة كان يؤديها في الأصل دون جاردين وتبناها مصارعون آخرون لاحقا.
لم يستطع هوغان الاستمرار في العمل مع هيرو ماتسودا الذي رآه مدربا متسلطا فغادر بطولة المصارعة من فلوريدا. بعد رفض عرض للمصارعة في دائرة كانساس سيتي أخذ استراحة من المصارعة وأدار نادي "ذا أنكور" الخاص في كوكا بيتش بولاية فلوريدا لصالح رجل يدعى وايتي بريدجز. مع الوقت أصبح الاثنان صديقين مقربين وافتتحا صالة ألعاب رياضية معا عرفت باسم "صالة وايتي وتيري الأولمبية".
بعد فترة قصيرة جاء صديق هوغان إد ليزلي (المعروف لاحقا باسم بروتس بييفكيك) إلى كوكا بيتش ليساعدهما في إدارة النادي والصالة الرياضية. في وقت فراغهما كانا يتدربان معا حتى اكتسب بييفكيك بنية جسدية عضلية. أعجب هوغان بضخامة بييفكيك الجسدية واقتنع بأنهما يجب أن يصارعا كفريق ثنائي. في عام 1978 اتصل هوغان الذي كان يشعر بالاكتئاب ويشتاق إلى المصارعة بـ"سوبرستار" بيلي غراهام على أمل أن يساعده في العثور على عمل خارج فلوريدا فوافق غراهام وانضم هوغان إلى دائرة لوي تيليت في ألاباما. أقنع هوغان أيضا ليزلي (الذي لم يكن مصارعا بعد) بالقدوم معه ووعد بتعليمه كل ما يعرفه عن هذه الرياضة.
في ألاباما صارع الاثنان تحت اسمي "تيري وإد بولدر" وعرفا باسم "الأخوين بولدر". أثارت هذه المباريات المبكرة إشاعة بين المعجبين الذين لم يكونوا على دراية بالتفاصيل الداخلية لعالم المصارعة بأنهما أخوان حقيقيان حيث كان عدد قليل فقط يعرف أسماءهما الحقيقية خارج دائرة الأصدقاء والعائلة والوكلاء. بعد مشاركتهما في عرض لاتحاد رابطة المصارعة القارية في ممفيس عرض جيري جاريت (منظم رابطة المصارعة القارية) عليهما العمل في اتحاده بمبلغ 800 دولار أسبوعيا وهو مبلغ أكبر بكثير من 175 دولار التي كانا يتقاضيانها مع تيليت. قبل الاثنان العرض وتركا دائرة تيليت.
أثناء وجوده في ممفيس ظهر هوغان في برنامج حواري محلي جالسا بجانب لو فيرينيو نجم مسلسل "ذا إنكريديبل هولك" التلفزيوني. علق المقدم على كيف أن هوغان الذي بلغ طوله 201 سم ووزنه 134 كغم مع عضلات ذراعين قياس 61 سم تجاوز في ضخامته حتى "الهولك" نفسه! عند مشاهدتها للبرنامج من الكواليس لاحظت ماري جاريت أن هوغان أكبر حجما من فيرينيو المعروف بعضلاته الضخمة. نتيجة لذلك بدأ هوغان الأداء تحت اسم "تيري ذا هولك بولدر" وأحيانا باسم "ستيرلينغ غولدن".
في 1 ديسمبر 1979 فاز هوغان بأول بطولة مصارعة محترفة في مسيرته بطولة اتحاد المصارعة الوطني للوزن الثقيل للجنوب الشرقي (القسم الشمالي) المعترف بها في ألاباما وتينيسي عندما هزم بوب رووب في نوكسفيل بولاية تينيسي. لكنه خسرها في يناير 1980 لصالح بوب أرمسترونج. كما صارع لفترة وجيزة في بطولة جورجيا للمصارعة من سبتمبر إلى ديسمبر 1979 تحت اسم "ستيرلينغ غولدن".

### الاتحاد العالمي للمصارعة(1979–1981)

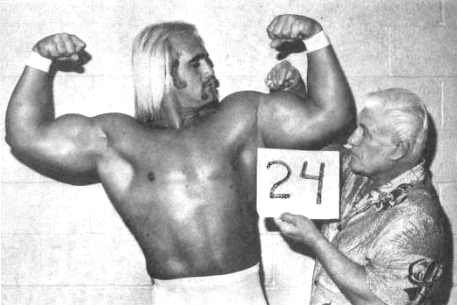
هوجان ومديره فريدي بلاسي في عام 1980.

في خريف عام 1979 قدم بطل العالم السابق للوزن الثقيل تيري فانك بوليا (هوغان) إلى مالك/منظم اتحاد المصارعة العالمي (دبليو دبليو إف) فينسنت ج. مكماهون الذي أعجب بشخصيته الكاريزمية وبنيتيه الجسدية الضخمة. أراد مكماهون الذي كان يرغب في استخدام اسم إيرلندي أن يمنحه لقب "هوغان" كما طلب منه صبغ شعره بالأحمر. إلا أن بوليا أكد أن شعره كان قد بدأ يتساقط بالفعل في ذلك الوقت فرفض صبغه قائلا ببساطة: "سأبقى إيرلنديا أشقر".
خاض هوغان أول مباراة له في دبليو دبليو إف تحت اسم "هولك هوغان" في 17 نوفمبر 1979 خلال حلقة من برنامج "بطولة المصارعة" حيث هزم هاري فالديز. ثم ظهر لأول مرة في ماديسون سكوير جاردن في 17 ديسمبر 1979 منتصرا على تيد ديبياسي بعد حركة "عناق الدب". بعد المباراة شكر هوغان ديبياسي لمساعدته في إبرازه وأخبره أنه "مدين له" وهو الجميل الذي سداده خلال فترة ديبياسي الثانية مع الشركة في أواخر الثمانينيات وأوائل التسعينيات تحت شخصية "رجل المليون دولار".
كلف مكماهون المصارع السابق وبطل الفرق توني ألتومير بمرافقة هوغان وإرشاده. خلال هذه الفترة واجه هوغان بوب باكلوند على لقب دبليو دبليو إف كما بدأ عداءه الكبير الأول مع أندريه العملاق الذي بلغ ذروته في مباراة جماهيرية في ملعب شيا ستاديوم في أغسطس 1980.
أثناء فترة أدائه كشخصية شريرة في دبليو دبليو إف ربط هوغان بالمصارع السابق والمدير الحالي "فريدي بلاسي" الملقب بـ"الأنيق" والذي كان معروف بشخصيته الشريرة.

## اتحاد اليابان الجديد للمصارعة المحترفة (1980–1985)

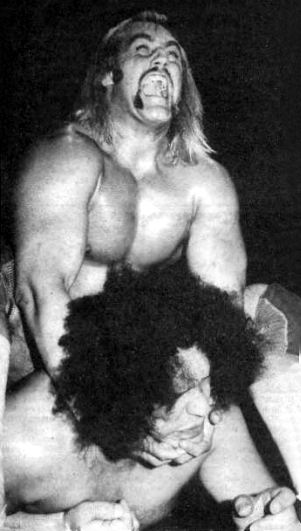
هالك هوجان وأندريه العملاق خلال عرض سوبردوم شوداون للمصارعة المحترفة في 2 أغسطس 1980، في نيو أورلينز.

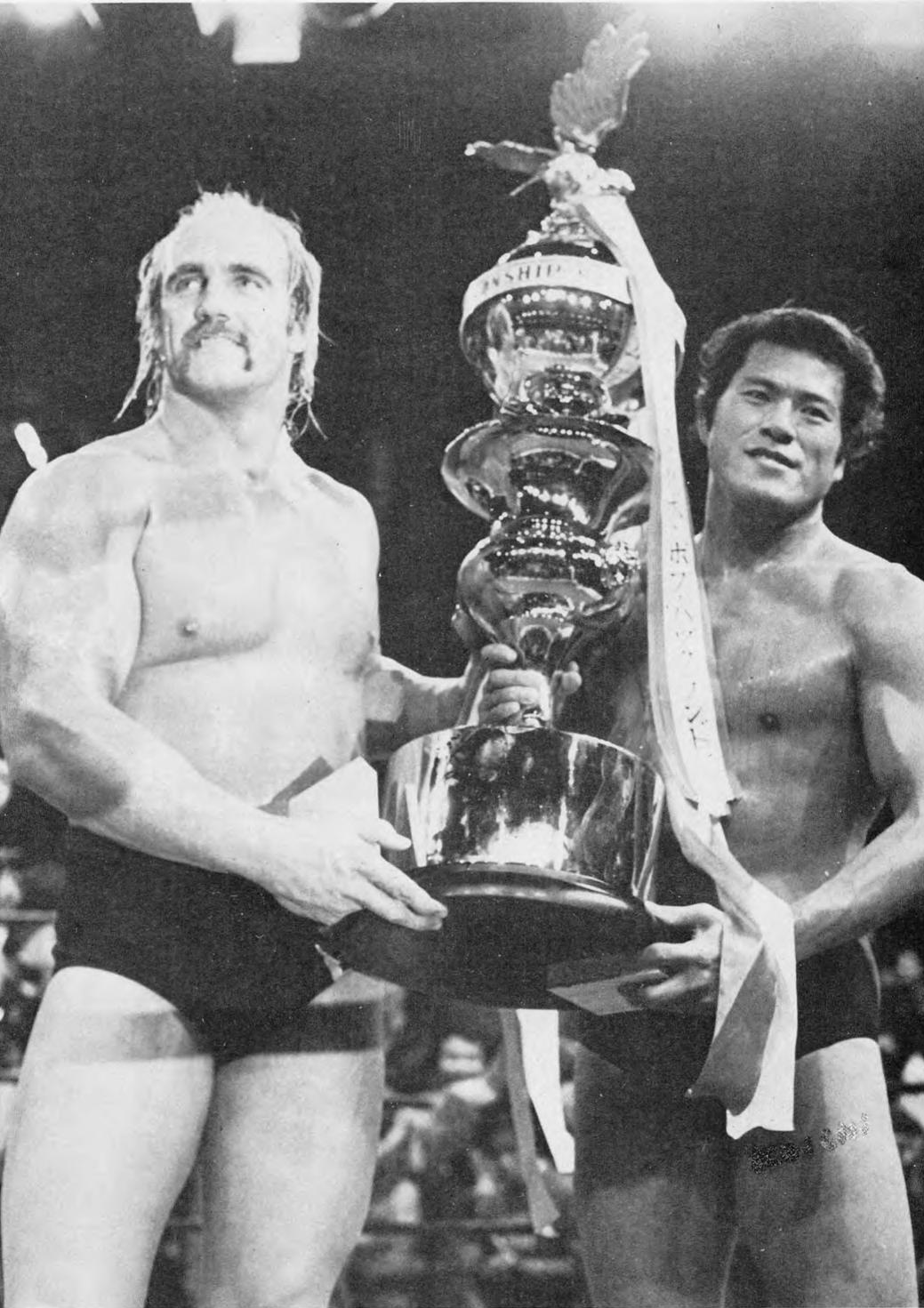
هوجان (يسار) وإينوكي (يمين) يحملان كأس بطولة حديقة ماديسون سكوير للفرق الثنائية، 1982.

في عام 1980 بدأ هولك هوجان الظهور في اتحاد اليابان الجديد للمصارعة المحترفة حيث أطلق عليه المعجبون اليابانيون لقب "إيتشيبان" (بمعنى "رقم واحد"). ظهر هوجان لأول مرة في 13 مايو 1980 بينما كان لا يزال يعمل مع دبليو دبليو إف. قام بجولات متقطعة في اليابان خلال السنوات التالية وواجه مجموعة متنوعة من المنافسين بدءا من تاتسومي فوجينامي وحتى عبد الله الجزار.
خلال منافساته في اليابان اعتمد هوجان أسلوبا مختلفا تماما عن أسلوبه المعتاد حيث استخدم حركات مصارعة تقنية وتقليدية بدلا من الأسلوب القوي والعنيف الذي اعتاد عليه الجمهور الأمريكي. كما استخدم حركة "أكس بومبر" (وهي ضربة كوع معوج) كحركة إنهاء في اليابان بدلا من حركة "ليق دروب" الجارية التي كانت حركته الأساسية في أمريكا.
استمر هوجان في الظهور مع دبليو دبليو إف حيث خسر أمام بيدرو موراليس في مباراة على لقب القارات في 26 مارس 1981. وفي 2 يونيو 1983 أصبح هوجان أول فائز ببطولة نيو جابان برو ريسلينغ وأول حاصل على النسخة الأولى من لقب نيو جابان برو ريسلينغ للوزن الثقيل بعد أن هزم أنطونيو إنوكي بالضربة القاضية في نهائيات بطولة عشرة رجال.
تعاون هوجان وإنوكي كفريق في اليابان حيث فازا ببطولة حديقة ماديسون سكوير للفرق لسنتين متتاليتين (1982 و1983). وفي 1984 عاد هوجان للدفاع عن لقبه ضد إنوكي بعد فوز الأخير ببطولة نيو جابان برو ريسلينغ ليصبح المتحدي الرسمي لكنه خسر المباراة بالعد الخارجي بسبب تدخل ريكي تشوشو.
دافع هوجان عن لقب دبليو دبليو إف العالمي ضد سيجي ساكاغوتشي وفوجينامي وآخرين قبل أن ينهي جولته في ناغويا في 13 يونيو بخسارة بالعد الخارجي أمام إنوكي في مباراة على لقب نيو جابان برو ريسلينغ. ويبقى هوجان المتحدي الوحيد في تاريخ هذه البطولة الذي لم يفز بالبطولة المؤهلة ليصبح المتحدي الرسمي.

### رابطة المصارعة الأمريكية (1981–1983)
بعد قبوله عرضا للمشاركة في فيلم روكي 3 (قرار لم يعجبه فينسنت ج. مكماهون مما أدى إلى تسريحه من الاتحاد) انضم هولك هوجان إلى اتحاد المصارعة الأمريكي المملوك لفرن غاني في أغسطس 1981. بدأ هوجان مسيرته في اتحاد المصارعة الأمريكي كشخصية شريرة تحت إدارة "جوني فاليانت" الملقب بـ"الفاتن" لكن هذا الوضع لم يدم طويلا حيث أحب الجمهور شخصيته وتحول إلى أكثر المصارعين شعبية في الاتحاد حيث خاض معارك ضد عائلة هينان ونيك بوكوينكل.
تحول هوجان إلى شخصية محبوبة في نهاية يوليو 1981 خلال حلقات تلفزيونية بثت في أغسطس عندما أنقذ براد راينغانز من اعتداء جيري بلاكويل بعد خسارة الأخير بالمصارعة. تطورت عداوة بينهما انتهت بانتصار هوجان وحصل بحلول نهاية 1981 على أولى مبارياته على اللقب العالمي ضد بوكوينكل.
في مارس 1982 هزم هوجان بوكوينكل ومديره بوبي هينان في مباراة غير لقبية بنظام الهانديكاب في شيكاغو. استمر هوجان في تحدي بوكوينكل على لقب اتحاد المصارعة الأمريكي العالمي للوزن الثقيل حيث انتهت معظم المباريات بالإقصاء (مما يحول دون تغيير حامل اللقب). في أبريل 1982 فاز هوجان على بوكوينكل وأعلن بطلا جديدا إلا أن رئيس اتحاد المصارعة الأمريكي ستانلي بلاكبيرن ألغى النتيجة بسبب استخدام هوجان لأداة غير قانونية أثناء المباراة.
غادر هوجان اتحاد المصارعة الأمريكي في نوفمبر 1983 بطريقة غير تقليدية حيث أرسل خطاب استقالة إلى غاني الذي ظنه في البداية مزحة من منظم آخر إلى أن تأكد من غياب هوجان عن العروض المقررة.

### العودة إلى دبليو دبليو إف (1983–1993)

#### صعود هولكامانيا (1983-1984)

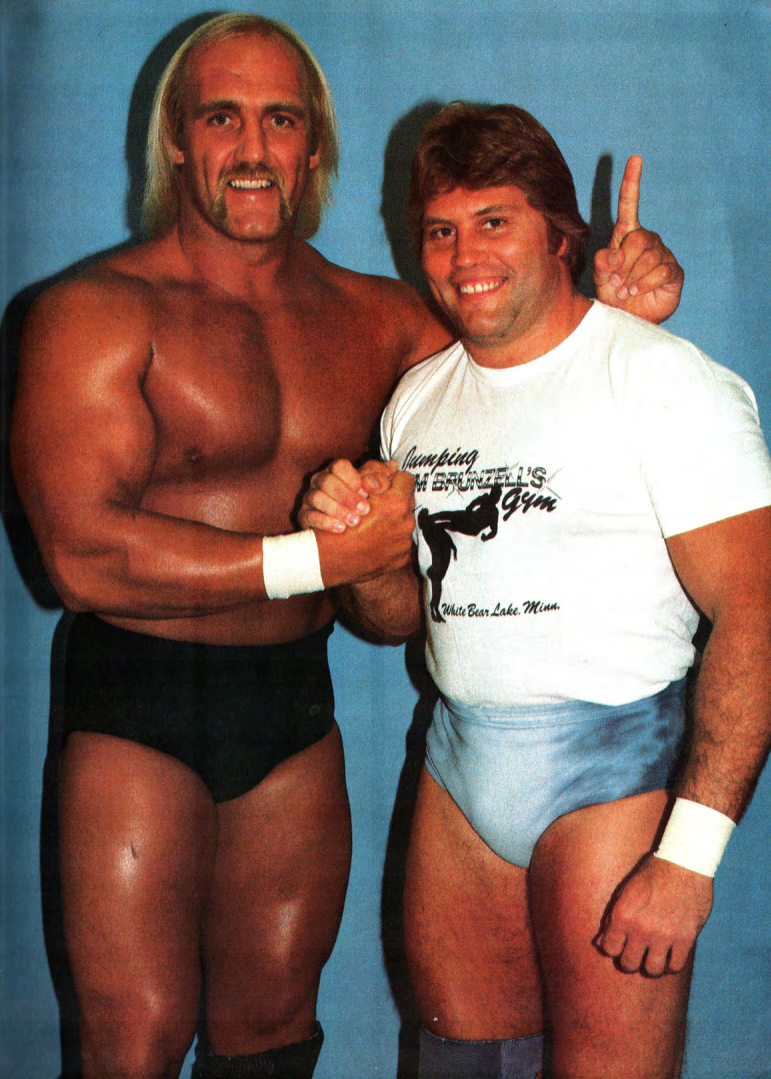
هالك هوجان وجيم برونزيل، ديسمبر 1983.

بعد شراء الشركة من والده عام 1982 وضع فينسنت ك. مكماهون خطة لتوسيع نطاق دبليو دبليو إف ليشمل كافة أنحاء البلاد واختار هوغان شخصيا ليكون النجم الجذاب الرئيسي للشركة بفضل كاريزماته وشهرته. عاد هوغان إلى الظهور في عرض تلفزيوني مسجل في سانت لويس بولاية ميسوري في 27 ديسمبر 1983 حيث هزم بيل ديكسون.
في حلقة 7 يناير 1984 من برنامج "بطولة المصارعة" أكد هوغان تحوله لشخصية محبوبة (لجماهير دبليو دبليو إف الذين لم يكونوا على علم بتغييره لموقفه أواخر 1981) عندما أنقذ بوب باكلوند من اعتداء ثلاثي من قبل "الساموا المتوحشين". تم شرح هذا التحول ببساطة من قبل باكلوند: "لقد غير أسلوبه. إنه رجل عظيم. أخبرني أنه لن يكون بلاسي معه بعد الآن". كان هذا الاختصار الدرامي ضروريا لأنه في أقل من ثلاثة أسابيع تحديدا في 23 يناير فاز هوغان بأول لقب له ببطولة دبليو دبليو إف العالمية للوزن الثقيل بعدما هزم "الشيخ الحديدي" (الذي كان بلاسي في زاويته) في ماديسون سكوير جاردن.
كانت القصة المصاحبة للفوز أن هوغان كان "بديلا في اللحظة الأخيرة" لخصم الشيخ الأصلي بوب باكلوند وأصبح البطل بكونه أول شخص يهرب من حركة "القبضة الجملية" (الحركة القاضية للشيخ الحديدي). بعد الفوز باللقب مباشرة أعلن المعلق غوريلا مونسون: "هولكمانيا قد وصلت!". كان هوغان يشير إلى معجبيه غالبا باسم "هولكمانياكس" في مقابلاته وقدم "وصاياه الثلاث": التمرين والصلاة وتناول الفيتامينات. وأضيفت وصية رابعة (الإيمان بالنفس) لاحقا خلال عداوته مع إيرثكويك عام 1990.
اتسمت ملابس هوغان في الحلبة بألوانه المميزة من الأصفر والأحمر وكانت دخولاته للحلبة تتضمن تمزيق قميصه بطريقة احتفالية وتمارين العضلات والاستماع إلى هتافات الجمهور بشكل مبالغ فيه. معظم مباريات هوغان في هذه الفترة كانت ضد مصارعين أشرار تم تقديمهم كوحوش لا تقهر باستخدام نمط أصبح شبه روتيني: يبدأ بالهجوم ثم يفقد الزخم ويبدو قريبا من الهزيمة وبعد تلقيه الحركة القاضية لخصمه يستعيد نشاطه فجأة ويبدأ بالرد بينما "يتغذى" على طاقة الجمهور ويصبح منيعا ضد الهجمات وهي عملية وصفت بـ"التأهب الهولكي". تتبعها حركاته المميزة وهي الإشارة إلى الخصم (يرافقها لاحقا صياح الجمهور "أنت!") وهز الإصبع لتوبيخه وثلاث لكمات وحركة "السوط الأيرلندي" والحذاء الكبير ثم حركة "ليق دروب" (الرجل الساقطة) الجارية مما يضمن الفوز.

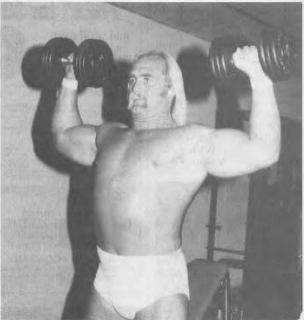
هولك هوجان يرفع الأثقال عام 1980

في عام 1984 أدت أوجه التشابه بين شخصية هوغان وشخصية "الهولك" إلى اتفاق بين شركة تيتان سبورتس ومارفل كومكس وهوغان نفسه حيث حصلت مارفل على العلامات التجارية "هولك هوغان" و"هولكستر" و"هولكمانيا" لمدة 20 عاما ووافقت تيتان على عدم الإشارة إليه بـ"الرائع" أو مجرد "هولك" أو إلباسه اللونين البنفسجي أو الأخضر. كما حصلت مارفل لاحقا على 0.9% من إيرادات بيع البضائع المرتبطة بهوغان و100 دولار لكل مباراة يخوضها و10% من حصة تيتان من أرباحه الأخرى تحت هذا الاسم. امتد هذا الاتفاق إلى بطولة العالم للمصارعة التي اندمجت شركتها الأم تيرنر برودكاستنغ سيستم مع تايم وارنر عام 1996 وأصبحت شقيقة لشركة دي سي كومكس المنافسة لمارفل. (وبما أن هوغان كان في ذروة قصة نيو ورلد أوردر تحت اسم "هوليوود هوغان" آنذاك فقد تجنب ذلك تايم وارنر الموقف المحرج المتمثل في دفع حقوق الاسم لمارفل بينما تمتلك منافسها الرئيسي). في قصة في مارفل كومكس بريزنتس عام 1988 تم قذف مصارع يشبه هوغان عبر سقف الصالة من قبل الهولك لأنه "اختار الاسم الخطأ".

#### الشهرة العالمية (1985–1988)

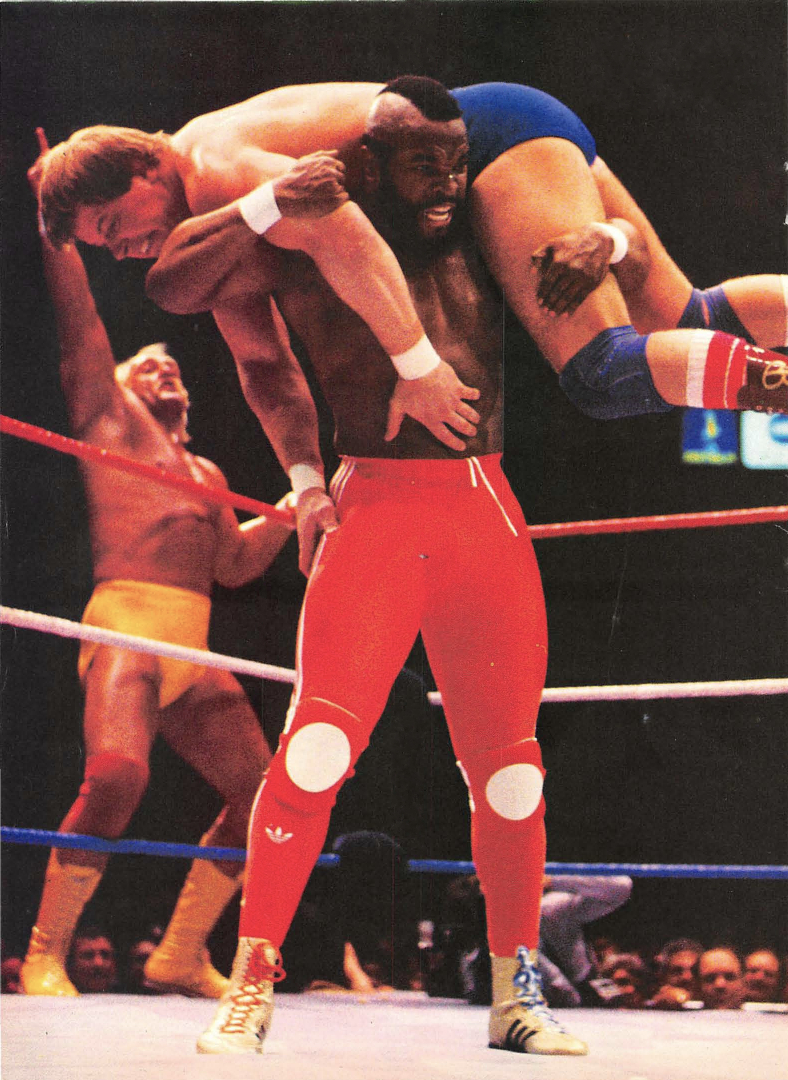
يرفع السيد تي رودي بايبر على كتفيه بينما يهتف هالك هوجان في الخلفية خلال الحدث الرئيسي في أول راسلمينيا على الإطلاق.

خلال العام التالي أصبح هولك هوغان وجه المصارعة المحترفة بينما قاد مكمان اتحاد دبليو دبليو إف ليكون مؤسسة ثقافة شعبية من خلال "الاتصال بين الروك أند رول والمصارعة" على قناة إم تي في محققا أرقاماً قياسية في الحضور الجماهيري ومعدلات المشاهدة. كان هوغان المحور الرئيسي لأول عرض ريسلمانيا في 31 مارس 1985 حيث تعاون مع صديقه الحميم نجم التلفزيون والسينما مستر تي لهزيمة منافسه اللدود "رودي" رودي بايبر و"مستر واندرفل" بول أورندورف عندما تسبب "كاوبوي" بوب أورتن (الذي كان في زاوية بايبر وأورندورف) بالخطأ في هزيمة فريقه بضربه لأورندورف على مؤخرة رأسه بجبيرة يده أثناء محاولته ضرب هوغان.
في أولى حلقات "ساترداي نايتز مين إيفنت" دافع هوغان بنجاح عن لقب دبليو دبليو إف العالمي للوزن الثقيل ضد أورتن في مباراة انتهت بإقصاء هوغان. تم اختيار هوغان كأكثر المشاهير طلبا في ثمانينيات القرن العشرين لمؤسسة "ميك-أ-وِش" الخيرية للأطفال. ظهر على أغلفة مجلات "سبورتس إلوستريتد" (أول وآخر مصارع محترف يفعل ذلك حتى 2013) و"تي في غايد" و"بيبول" كما شارك في برنامج "ذا تونايت شو" وكان له كرتون صباحي خاص على قناة سي بي إس بعنوان "هولك هوغانز روك أند ريسلينغ". كأيقونة دبليو دبليو إف الأولى تصدر هوغان سبعة من أول ثمانية عروض ريسلمانيا. كما شارك في تقديم برنامج "ساترداي نايت لايف" في 30 مارس 1985 خلال هذه الفترة المربحة.
أفادت شركة التليفون والتلغراف الأمريكي أن خط المعلومات الهاتفي 900 الذي أداره هوغان مع دبليو دبليو إف كان الأكثر نجاحا من 1991 إلى 1993. واستمر في إدارة خط هاتفي مماثل بعد انضمامه لاحقا إلى اتحاد بطولة العالم للمصارعة. في الحلقة الثانية من "ساترداي نايتز مين إيفنت" دافع بنجاح عن لقبه ضد نيكولاي فولكوف في مباراة العلم. وواجه منافسه القديم رودي بايبر في مباراة على لقب دبليو دبليو إف في عرض "ذا ريسلينغ كلاسيك" للدفع مقابل المشاهدة حيث احتفظ باللقب بعد إقصاء بايبر بسبب تدخل بوب أورتن بضربه هوغان بجبيرة يده.
واجه هوغان العديد من المنافسين مع بداية العام الجديد. طوال عام 1986 نجح في الدفاع عن لقبه ضد منافسين مثل تيري فانك ودون موراكو وكينغ كونغ بوندي (في مباراة القفص الحديدي في ريسلمانيا 2) وبول أورندورف وهيركيوليز هيرنانديز.

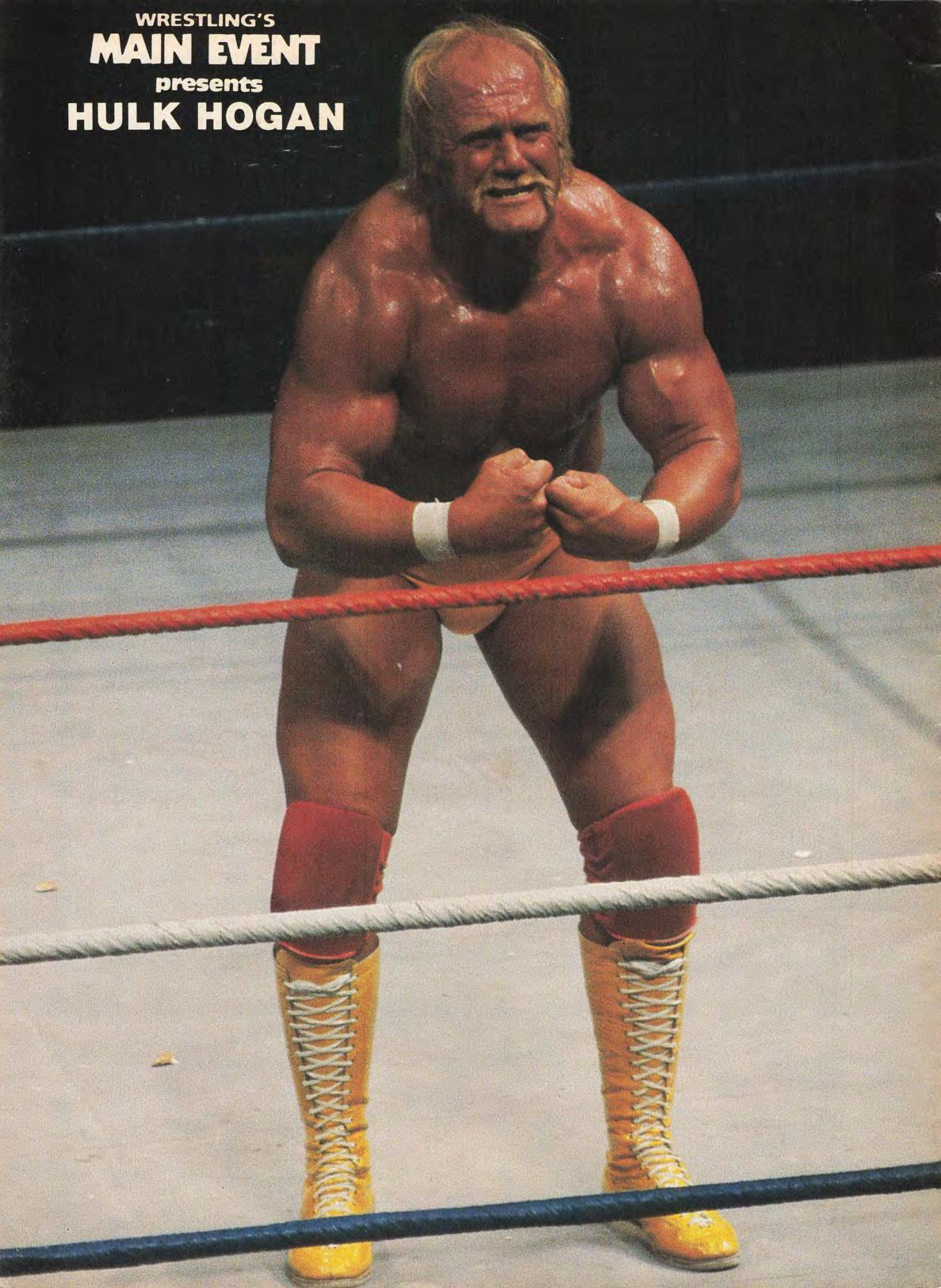
هالك هوجان في عام 1987.

في خريف عام 1986 شارك هولك هوغان أحيانا في مباريات فرق الزوجي مع فريق "ذا ماشينز" تحت اسم "هولك ماشين" مرتديا قناعا مستوحى من شخصية "سوبر سترونج ماشين" في اتحاد نيو جابان برو ريسلينغ. وفي راسلمينيا 3 عام 1987 خاض هوغان مباراة دفاع عن اللقب ضد أندريه العملاق الذي كان نجم المصارعة الأبرز وكان يقدم على أنه لم يهزم طوال الخمسة عشر عاما الماضية.
في مطلع عام 1987 تم تقديم قصة جديدة حيث منح هوغان جائزة لكونه بطل دبليو دبليو إف العالمي للوزن الثقيل لثلاث سنوات متتالية. ظهر أندريه العملاق الذي كان صديقا مقربا لهوغان ليهنئه. بعد ذلك بفترة قصيرة منح أندريه جائزة أصغر قليلا لكونه "لم يهزم في دبليو دبليو إف لمدة 15 عاما". عندما خرج هوغان لتهنئة أندريه غادر الأخير أثناء خطاب هوغان.
ثم في حلقة من برنامج "بايبيرز بيت" واجه هوغان بوبي "ذا برين" هينان الذي أعلن أن أندريه أصبح تلميذه الجديد وتحدى أندريه هوغان لمباراة على اللقب في راسلمينيا 3. في هذه المباراة التاريخية نجح هوغان في الدفاع عن لقب دبليو دبليو إف العالمي للوزن الثقيل ضد أندريه العملاق. خلال المباراة نفذ هوغان حركة "بودي سلام" على أندريه الذي يزن 520 رطلا (235 كيلوغرام) (والتي أطلق عليها "البودي سلام التي سمع صداها حول العالم") وفاز بالمباراة بعد حركة "ليق دروب" الشهيرة.

#### القوى الكبرى (1988-1989)

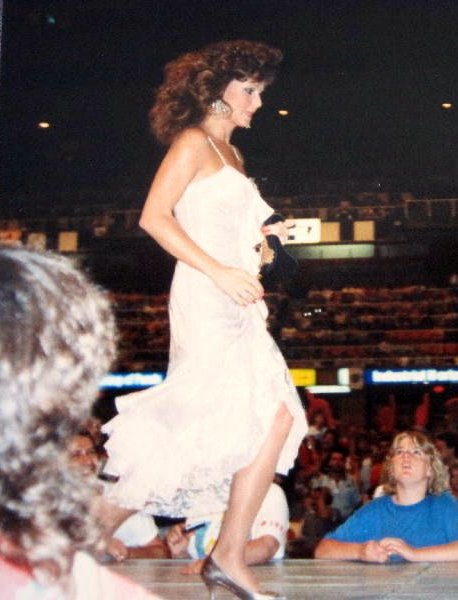
السيدة إليزابيث، التي أدارت هوجان كجزء من قصة القوى الكبرى مع زوجها راندي سافاج.

في 7 مارس 1989 واجه هولك هوغان بيج بوس مان في مركز إل باسو المدني خلال تصوير حدث دبليو دبليو إف "سوبرستارز أوف ريسلينغ". حافظ هوغان على لقب دبليو دبليو إف العالمي للوزن الثقيل لمدة أربع سنوات متواصلة (1,474 يوما). لكنه خسر اللقب أخيرا لصالح أندريه العملاق في الحدث الرئيسي الأول (ذا مين إيفنت I) بعد خدعة معقدة شارك فيها "ذا مليون دولار مان" تيد ديبياسي وإيرل هيبنر (الذي حل محل شقيقه التوأم ديف هيبنر الحكم الأصلي للمباراة). بعد أن نفذ أندريه حركة "بالي تو بيلاي سوبلكس" على هوغان أسرع هيبنر في العد بينما كان كتف هوغان الأيسر مرفوعا بوضوح عن الحلبة. بعد المباراة سلم أندريه اللقب لديبياسي ليكمل صفقتهما التجارية.
نتيجة لذلك أعلن شغور لقب دبليو دبليو إف العالمي للوزن الثقيل لأول مرة في تاريخه الذي امتد 25 عاما حيث قرر رئيس دبليو دبليو إف آنذاك جاك تاني أن اللقب لا يمكن بيعه من مصارع لآخر. في راسلمينيا الرابع شارك هوغان في بطولة لتحديد بطل جديد لاستعادة اللقب حيث تأهل هو وأندريه تلقائيا إلى ربع النهائي لكن مباراتهما انتهت بإقصاء مزدوج. لاحقا في تلك الليلة خلال الحدث الرئيسي تدخل هوغان لمنع أندريه من العبث بالمباراة مما ساعد "ماتشو مان" راندي سافاج في هزيمة تيد ديبياسي والفوز باللقب.
شكل هوغان وسافاج مع مديرتهما ميس إليزابيث تحالفا عرف باسم "القوى الكبرى". بعد تتويج سافاج بلقب دبليو دبليو إف العالمي في راسلمينيا الرابع دخل الثنائي في عداوة مع "ذا ميجا باكز" (أندريه العملاق وتيد ديبياسي) وهزماهم في الحدث الرئيسي لأول عرض سمرسلام. ثم انتقلوا لمواجهة "ذا توين تاورز" التابعين لسليك: أكيم وبيج بوس مان.

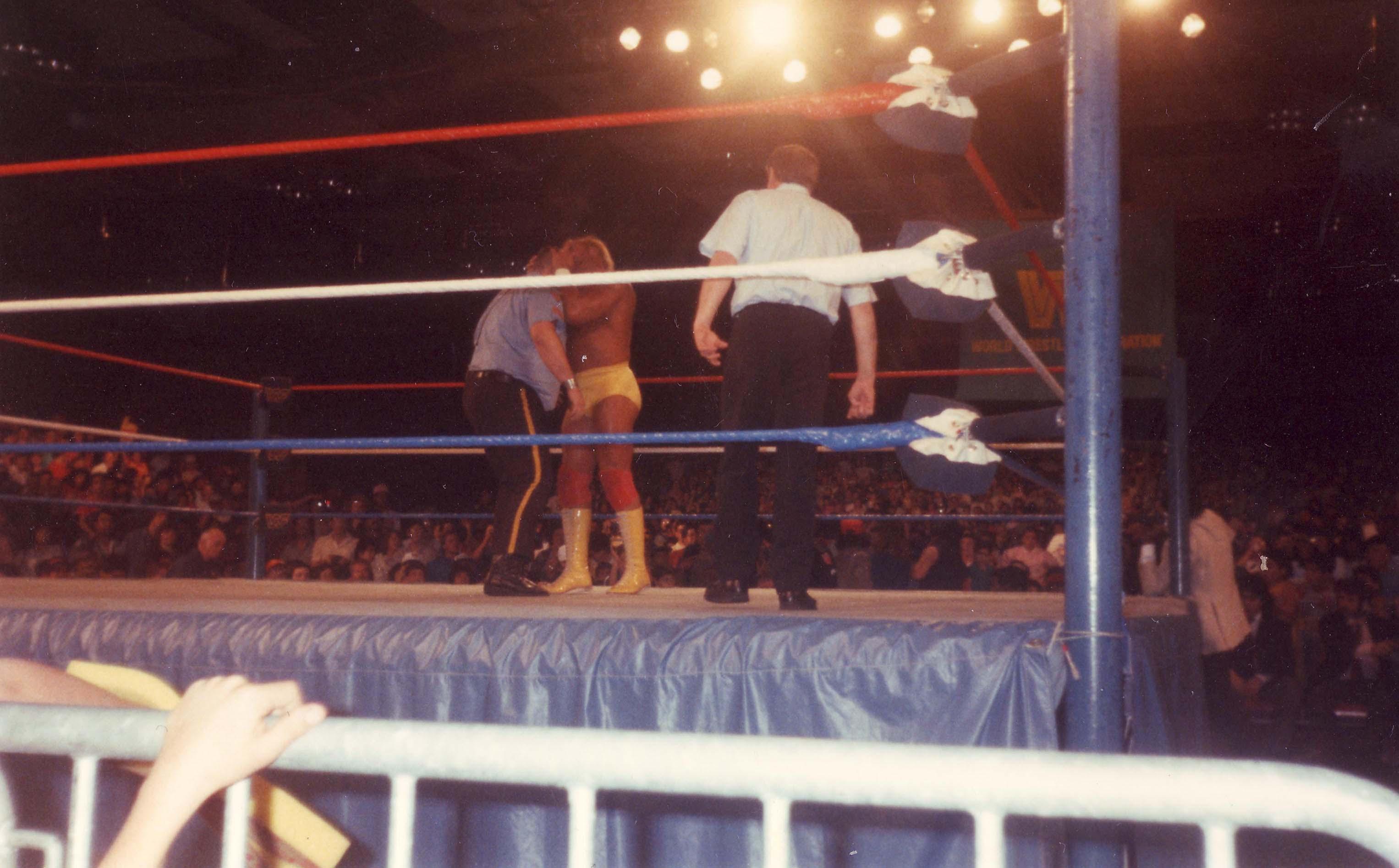
هالك هوجان ضد بيج بوس مان.

في منتصف عام 1988 استخدم هولك هوغان في عروض المصارعة خوذة غريبة أطلق عليها اسم "وار بونيت" (غطاء الحرب) وهي خوذة مصارعة حمراء وصفراء مزينة بقبضة يد بارزة. اشتهر استخدامها عندما تسبب في أول خسارة لباد نيوز براون في عرض بمدينة ماديسون سكوير جاردن قبل أن يتم التخلي عن هذه الفكرة تماما. لاحقا في عام 2012 أعادت دبليو دبليو إيه استخدام فكرة "وار بونيت" في سلسلتها الكوميدية الإلكترونية "هل أنت جاد؟".
بدأ تحالف "القوى الكبرى" في الانهيار بسبب غيرة سافاج المتزايدة من هوغان وشكوكه الواهمة بوجود علاقة خاصة بين هوغان وإليزابيث. في رويال رامبل 1989 تسبب هوغان في إقصاء سافاج عن طريق الخطأ أثناء محاولته إقصاء باد نيوز براون مما أدى لتصاعد التوتر بينهما قبل أن يتم إقصاء هوغان نفسه من قبل "ذا توين تاورز".
وفي أوائل 1989 انهار التحالف تماما أثناء مباراة ضد "ذا توين تاورز" في ذا مين إيفنت 11 عندما اصطدم سافاج بالخطأ بميس إليزابيث خلال المباراة فقام هوغان بأخذها للخلف الكواليس لتلقي العلاج الطبي تاركا سافاج وحيدا. بعد التأكد من سلامة إليزابيث عاد هوغان للحلبة طالبا من سافاج أن يسمح له بالدخول لكن سافاج الغاضب أمسك بيد هوغان الممدودة بيد بينما صفعه بالأخرى قبل أن يغادر الحلبة لينجح هوغان في الفوز بالمباراة بمفرده.
بعد المباراة هاجم سافاج هوغان في الكواليس مما أشعل عداوة شرسة بينهما. وبلغت هذه العداوة ذروتها في راسلمينيا الخامس عندما هزم هوغان سافاج ليحصل على لقب دبليو دبليو إف العالمي للوزن الثقيل للمرة الثانية في مسيرته.

#### نهائي بطولة اتحاد المصارعة العالمي (1989–1993)

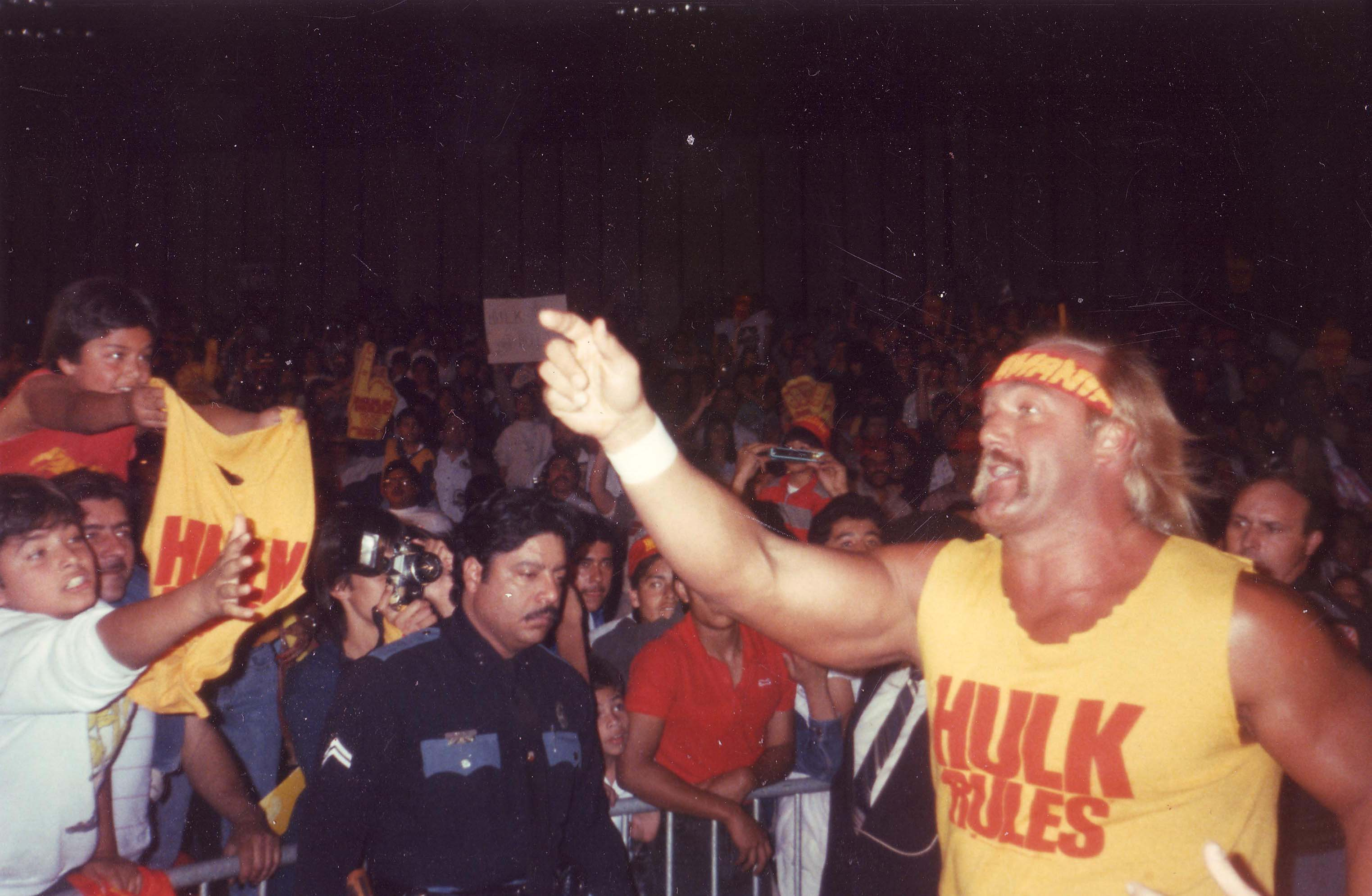
هوجان يتجه إلى الحلبة في مركز مؤتمرات إيل باسو في 7 مارس 1989 لحضور حدث نجوم المصارعة المذاع على التلفاز.

استمرت فترة هوغان الثانية كبطل في عام 1989 لمدة عام كامل وخلالها دافع عن لقبه في مباراتين ضد راندي سافاج في أبريل خسر فيهما بالعد الخارجي قبل أن يهزم بيج بوس مان في مباراة قفص حديدية في عرض "ساترداي نايتز مين إيفنت 21" الذي بث في 27 مايو. وفي مايو أيضا خلال عرض دبليو دبليو إف على قناة شبكة نيو إنجلاند الرياضية احتفظ هوغان باللقب رغم خسارته مرة أخرى بالعد الخارجي أمام سافاج.
كانت هذه آخر مرة يُشار فيها إلى اللقب باسم "بطولة العالم للوزن الثقيل في دبليو دبليو إف" خلال دفاع عن اللقب في عرض تلفزيوني حيث شهد دفاع هوغان الناجح التالي عن اللقب أمام هونكي تونك مان في عرض "ساترداي نايتز مين إيفنت 22" تغيير اسم اللقب إلى "بطولة دبليو دبليو إف" بشكل مبسط.
خلال فترة هوغان الثانية كبطل شارك في فيلم "نو هولدز باريد" الذي ألهم عداء مع زميله في الفيلم توم ليستر الابن الذي ظهر في عروض المصارعة بشخصيته في الفيلم "زيوس" (الوحش الذي لا يقهر والذي كان يحسد هوغان على نجوميته ويريد الانتقام). هزم هوغان زيوس بسهولة في سلسلة مباريات في جميع أنحاء البلاد خلال أواخر 1989 بدءا من مباراة فرق زوجية في سمرسلام حيث انتصر هوغان وبروتس بييفكيك على زيوس وسافاج.
التقى هوغان وزيوس مرة أخرى في سرفايفر سيريز حيث واجه "الهولكمانياكس" فريق "المليون دولار". في بداية المباراة حاول هوغان بكل ما أوتي من قوة لكن دون تأثير على زيوس الذي سيطر على هوغان ودفع الحكم ديف هيبنر مرتين مما أدى إلى إقصاء زيوس. ثم هزم هوغان وبييفكيك زيوس وسافاج في مباراة إعادة في عرض "نو هولدز باريد" الدفعي لإنهاء العداء.
كما هزم هوغان سافاج للاحتفاظ بلقب دبليو دبليو إف في مباراة الإعادة الرسمية لراسلمانيا في 10 أكتوبر خلال العرض الأول لدبليو دبليو إف في المملكة المتحدة في لندن أرينا. خلال فترة حمل هوغان للقب دبليو دبليو إف للمرة الثانية فاز بمباراة رويال رامبل 1990 قبل أن يخسر أمام بطل القارات ذا ألتميت ووريور في مباراة لقب ضد لقب في راسلمانيا 6 في 1 أبريل 1990.
سرعان ما انخرط هولك هوغان في عداوة ساخنة مع المصارع الذي يزن 468 رطلا (212 كيلوغرام) "إيرثكويك" الذي سحق أضلاع هوغان في هجوم غادر خلال برنامج "ذا براذر لوف شو" في مايو 1990. علق المذيعون على الشاشة أن إصابات هوغان وخسارته أمام ووريور في راسلمينيا السادس أثرت بشدة على روحه القتالية لدرجة رغبته في الاعتزال. طلب من المشاهدين إرسال خطابات وبطاقات بريدية تشجعه على العودة (حصلوا في المقابل على صورة موقعة منه بحجم بطاقة بريدية كـ"شكر").
عاد هوغان بحلول عرض سمرسلام وسيطر على إيرثكويك لعدة أشهر في سلسلة مباريات في أنحاء البلاد. دفعته هزيمة هذا الخصم العملاق لإضافة "وصية رابعة" إلى فلسفته: "الإيمان بنفسك" كما أصبح يعرف بلقب "هولك هوغان الخالد".
سجل هوغان إنجازا غير مسبوق بكونه أول مصارع يفوز ببطولة رويال رامبل مرتين متتاليتين (1990 و1991). في راسلمينيا السابع دافع عن الولايات المتحدة ضد سرجنيت سلوتر وهزمه ليفوز بلقب دبليو دبليو إف للمرة الثالثة ثم كرر الفوز عليه في مباراة الإعادة ضمن عرض "يو كيه رامبيج" الحصري للمملكة المتحدة.
في خريف 1991 تلقي هوغان تحديا من ريك فلير (بطل بطولة الوزن الثقيل العالمية إن دبليو إيه العالمي السابق) لكنه خسر لقبه أمام ذا أندرتيكر في سرفايفر سيريز. حصل على مباراة إعادة بعد ستة أيام في "هذا الثلاثاء في تكساس" وفاز بها لكن تدخلات فلير أفرغت النتائج من مصداقيتها فأعلن اللقب شاغرا.
في رويال رامبل 1992 دخل هوغان بالرقم 26 لكن صديقه سيد جستيس أقصاه فساعد هوغان بدوره في إقصاء سيد ليفوز فلير باللقب. تعاون هوغان وسيد لاحقا ضد فلير والأندرتيكر في "ساترداي نايتز مين إيفنت" لكن سيد تخلى عن هوغان أثناء المباراة مما أشعل عداوة بينهما. في راسلمينيا الثامن فاز هوغان على سيد بالإقصاء بسبب تدخل مديره هارفي ويبلمان ثم تعرض لهجوم من بابا شانجو وأنقذه الألتميت ووريور العائد.
في تلك الفترة بدأت التقارير الإخبارية تتهم طبيب لجنة ألعاب القوى في بنسلفانيا الدكتور جورج زاهوريان الثالث ببيع المنشطات بشكل غير قانوني للمصارعين مع تركيز خاص على هوغان. ظهر هوغان في برنامج "ذا أرسينيو هول شو" لينفي هذه الادعاءات لكن الضغط الإعلامي الشديد دفعه لأخذ إجازة من الشركة.
عاد هوغان إلى دبليو دبليو إف في فبراير 1993 لمساعدة صديقه بروتس بييفكيك في عداوته مع فريق "ماني إنك" (المكون من إيروين ر. شستر وتيد ديبياسي). أعاد الاثنان تسمية فريقهما إلى "ذا ميجا-مانياكس" وانضم إليهما مدير "ماني إنك" السابق جيمي هارت (صديق هوغان القديم خارج الحلبة) كمدير لهما وهي المرة الأولى التي يظهر فيها هارت كشخصية محبوبة للجماهير.
في راسلمينيا التاسع خسر "الميجا-مانياكس" أمام "ماني إنك" في مباراة على لقب الفرق بالإقصاء حيث ظهر هوغان مصابا بجرح فوق حاجبه الأيسر وعين سوداء. استخدمت دبليو دبليو إف إصابة هوغان في قصة درامية تفيد بأن ديبياسي دفع لمجموعة من البلطجية لمهاجمة هوغان قبل العرض.
في مفاجأة تلك الليلة فاز هوغان بلقبه الخامس بعدما هزم يوكوزونا في مباراة مرتجلة دقائق فقط بعد فوز يوكوزونا بلقب دبليو دبليو إف من بريت هارت. وتشير التقارير إلى أن هوغان استخدم نفوذه لتغيير نتيجة راسلمينيا في اللحظات الأخيرة ليصبح بطلا خلال جولته الدولية التي كانت بمثابة جولة وداع.
في أول عرض "كينج أوف ذا رينج" الدفعي في 13 يونيو دافع هوغان عن لقبه أمام يوكوزونا في مباراة الإعادة. كانت هذه المرة الوحيدة التي يدافع فيها عن اللقب بعد راسلمينيا. خسر هوغان المباراة بعدما نجا يوكوزونا من حركته الشهيرة "ليق دروب" ثم أعماه "مصور ياباني" (هارفي ويبلمان متنكرا) بكتلة نارية ليهبط عليه يوكوزونا بحركة "بانزاي دروب" القاضية.
كانت هذه آخر مشاركة لهوغان في عروض دبليو دبليو إف الدفعية حتى عام 2002 حيث استكمل عداوته مع يوكوزونا في العروض الدولية حتى أغسطس 1993 قبل أن ينتظر انتهاء عقده الذي لم يتم تجديده.

### العودة إلى اتحاد نيو جابان برو ريسلينغ (1993-1994)
في 3 مايو 1993 عاد هولك هوغان إلى اتحاد نيو جابان برو ريسلينغ وهو لا يزال حاملا لقب دبليو دبليو إف حيث واجه بطل الجائزة الكبرى الدولية للمصارعة للوزن الثقيل ذا غريت موتا في مباراة أحلام ضمن عرض "مصارعة دونتاكو" وانتهت بانتصاره. واجه هوغان موتا مرة أخرى في 26 سبتمبر 1993 لكن هذه المرة تحت اسمه الحقيقي (كيجي موتو). كما شارك هوغان في مباريات فرق زوجية إلى جانب موتا وماساهيرو تشونو ضد فريق "ذا هيل رايزرز". كانت آخر مباراة له في اليابان في 4 يناير 1994 خلال عرض "ساحة المعركة" حيث هزم المصارع الأسطوري تاتسومي فوجينامي.

### بطولة العالم للمصارعة (1994-2000)

#### بطل العالم للوزن الثقيل (1994–1996)

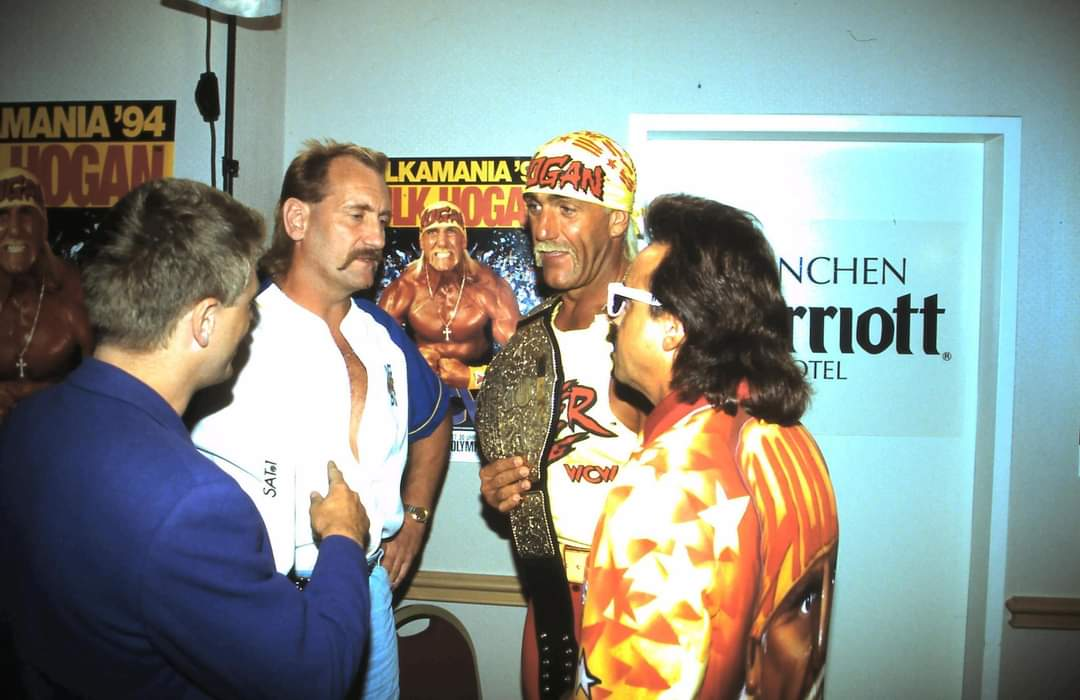
هوجان مع جيمي هارت في عام 1994.

في مارس 1994 بدأ هولك هوغان الظهور على شاشة بطولة العالم للمصارعة من خلال مقابلات أجراها معه المذيع السابق في دبليو دبليو إف جين أوكرلوند (المنتقل حديثا لبطولة العالم للمصارعة) أثناء تصوير حلقات مسلسله "ثاندر إن بارادايس". أثارت بطولة العالم للمصارعة جدلا حول ما إذا كان على هوغان الاستمرار في التمثيل أو العودة للمصارعة لمواجهة ريك فلير. في 28 مايو 1994 خلال حلقة من "ليلة سبت بطولة العالم للمصارعة" مزق هوغان عقد المسلسل معلنا عودته للمصارعة بينما أطلق أوكرلوند استطلاعا هاتفيا لرأي الجمهور حول رغبتهم في رؤية هوغان ببطولة العالم للمصارعة. في 11 يونيو 1994 وقع هوغان رسميا مع اتحاد بطولة العالم للمصارعة المملوك لتيد تورنر في حفل أقيم بـ "ديزني-إم جي إم ستوديوز". وبعد شهر واحد فقط وبإدارة جيمي هارت فاز هوغان بلقب بطولة العالم للمصارعة العالمي للوزن الثقيل في أولى مبارياته بالاتحاد بعد هزيمة ريك فلير في مباراة "الحلم" ضمن عرض "باش آت ذا بيتش". تواصلت المواجهات بينهما حيث خسر هوغان أمام فلير بالإقصاء في "كلاش أوف ذا تشامبيونز 28" (مما سمح له بالاحتفاظ باللقب) لتصل الذروة في مباراة القفص الحديدي التي خسر فيها فلير مسيرته كمصارع (بحضور مستر تي كحكم خاص) وانتهت بانتصار هوغان.
بعد أن تصدر هولك هوغان بطاقة الحدث السنوي الرئيسي لبطولة العالم للمصارعة "ستاركيد" (ستاركيد: التهديد الثلاثي) في ديسمبر 1994 عبر هزيمته لـ "ذا بوتشر" والفوز باللقب انتقل إلى عداوة جديدة مع "فيدر" الذي تحداه على بطولة العالم للمصارعة العالمية للوزن الثقيل في "سوبربرول 5" حيث فاز هوغان بالإقصاء بعد تدخل ريك فلير العائد. ثم تغلب هوغان على فيدر (الذي كان يديره فلير جزئيا) في مباراة حزام جلدية غير مقيدة باللقب في عرض "أنسينسرد". وبسبب النهاية المثيرة للجدل التي تسبب فيها فلير مرة أخرى في "أنسينسرد" بلغت ذروة العداوة بين هوغان وفيدر في مباراة قفص حديدي على بطولة العالم للمصارعة العالمية للوزن الثقيل في "باش آت ذا بيتش" حيث انتصر هوغان بالهروب من القفص. واستمر هوغان في الدفاع بنجاح عن لقبه ضد "بيج بوبا روجرز" و"ليكس لوغر" في مباراتين منفصلتين في "نايترو" خلال سبتمبر 1995. وشهد بث 9 أكتوبر 1995 من "نايترو" أول ظهور لهوغان بزي أسود بالكامل. ثم خاض هوغان عداوة مع "دنچن أوف دوم" أدت إلى مباراة "وورگيمز" في "فول برول" حيث انتصر فريق هوغان (المكون من ليكس لوغر وراندي سافيج وستينج). وانتهى عهد هوغان كبطل بطولة العالم للمصارعة العالمي للوزن الثقيل (الذي استمر 469 يوما كأطول فترة في تاريخ اللقب) عندما خسر اللقب لصالح "ذا جاينت" بالإقصاء في "هالوين هافوك".
بعد الخسارة المثيرة للجدل (التي حدثت بسبب "بند في العقد")، أصبح لقب بطولة العالم للمصارعة العالمي للوزن الثقيل شاغرا وكان من المقرر تتويج بطل جديد في مباراة باتل رويال ضخمة بمشاركة 60 مصارعا في ثلاث حلقات ضمن عرض "وورلد وار 3" حيث تسبب "ذا جاينت" في حرمان هوغان من الفوز باللقب. أدى هذا إلى مباراة قفص حديدي بين هوغان وذا جاينت في "سوبربرول 6" انتصر فيها هوغان لإنهاء عداوتهما. وفي أوائل عام 1996 أعاد هوغان تشكيل تحالف "القوى الكبرى" مع راندي سافيج لمواجهة "ذا ألاينس تو إند هولكمانيا" وبلغت هذه العداوة ذروتها في مباراة "دومزدي كيج" ضمن عرض "أنسينسرد" التي انتهت بانتصار هوغان وسافيج.

#### نيو ورلد أوردر (1996-1999)
في حدث "باش آت ذا بيتش" في 7 يوليو خلال مباراة فرق سداسية ضمت فريق "ذا أوتسايدرز" (كيفن ناش وسكوت هول) ضد مؤيدي دبليو سي دبليو تدخل هولك هوجان وهاجم راندي سافاج لصالح هول وناش مما جعله يتحول إلى شخصية شريرة لأول مرة منذ نحو 15 عاما. بعد المباراة ألقى هوجان خطابا هاجم فيه الجماهير وبطولة العالم للمصارعة لاستهانتهم بموهبته وقدرته على جذب المشاهدين وأعلن عن تشكيل مجموعة "نيو ورلد أوردر". اكتسبت هذه المجموعة الجديدة شهرة كبيرة في الأسابيع والأشهر التالية. أطلق هوجان لحية سوداء بجانب شاربيه الشهير واستبدل ملابسه الحمراء والصفراء بملابس سوداء وبيضاء مزينة بشرارات برق وغير اسمه إلى "هوليوود" هولك هوجان (الذي اختصر لاحقا إلى هوليوود هوجان). فاز هوجان ببطولة العالم للمصارعة للوزن الثقيل للمرة الثانية في حدث "هوج وايلد" في 10 أغسطس بعد هزيمته لـ"ذا جاينت". قام برش عبارة نيو ورلد أوردر على حزام البطولة وشطب اسم اللقب وأشار إليه باسم "لقب نيو ورلد أوردر". ثم بدأ هوجان عداء مع ليكس لوغر بعد هزيمة لوغر وذا جاينت لهوجان ودينيس رودمان في مباراة فرق في حدث "باش آت ذا بيتش" في 13 يوليو 1997.
في حلقة 4 أغسطس من برنامج "نايترو" خسر هوجان اللقب لصالح ليكس لوغر بالاستسلام. بعد خمسة أيام في حدث "رواد وايلد" في 9 أغسطس هزم هوجان لوغر ليعيد لنفسه بطولة العالم للمصارعة للوزن الثقيل. ثم خسر اللقب لصالح ستينغ في مباراة بحدث "ستاركايد" في 28 ديسمبر. خلال المباراة اتهم بريت هارت الذي كان قد انضم حديثا لبطولة العالم للمصارعة الحكم نيك باتريك بالعد السريع لصالح هوجان وأعاد المباراة مع تعيين نفسه حكما. فاز ستينغ لاحقا بالاستسلام. بعد مباراة العودة في الليلة التالية على "نايترو" والتي احتفظ فيها ستينغ باللقب بشكل مثير للجدل أعلن عن شغور بطولة العالم للمصارعة للوزن الثقيل. فاز ستينغ باللقب الشاغر ضد هوجان في حدث "سوبربراول 8" في 22 فبراير 1998 ثم تطور عداء بين هوجان وصديقه السابق (والعضو الجديد في نيو ورلد أوردر) راندي سافاج الذي تسبب في خسارة هوجان لمباراة اللقب في "سوبربراول" بضربه بعلبة رذاذ. بلغ هذا العداء ذروته في مباراة قفص حديدي في حدث "أنسنسورد" في 15 مارس والتي انتهت بدون فائز. انتزع سافاج بطولة العالم للمصارعة للوزن الثقيل من ستينغ في حدث "سبرينج ستامبيد" في 19 أبريل بينما تحالف هوجان مع كيفن ناش لمواجهة رودي بايبر وذا جاينت في أول مباراة باستخدام مضارب بيسبول في التاريخ.
خان هوجان ناش بضربه بالمضرب ثم تحدى سافاج في الليلة التالية على "نايترو" على اللقب العالمي. في مباراة "بدون استبعاد" على اللقب الذي فاز به سافاج حديثا دخل ناش الحلقة وهجم على هوجان بقوة انتقاما للضربة التي تلقاها في الليلة السابقة لكن بريت هارت تدخل لاحقا وهاجم سافاج ليضمن الفوز لهوجان الذي حصل على بطولة العالم للمصارعة للوزن الثقيل للمرة الرابعة. كان هجوم ناش على هوجان إيذانا بانقسام نيو ورلد أوردر إلى فصيلين أصبح أحدهما تحت قيادة هوجان باسم "نيو ورلد أوردر هوليوود" والآخر تحت قيادة ناش باسم "نيو ورلد أوردر وولفباك" وتنافس الفصيلان مع بعضهما طوال العام. دافع هوجان عن اللقب حتى يوليو من ذلك العام عندما وضعه اتحاد بطولة العالم للمصارعة في مباراة ضد المبتدئ غولدبرغ بطل الولايات المتحدة للوزن الثقيل آنذاك الذي لم يخسر أي مباراة حتى ذلك الحين. في نهاية المباراة انشغل هوجان بكارل مالون مما سمح لغولدبرغ بتثبيته والفوز بلقب بطولة العالم للمصارعة للوزن الثقيل في حلقة 6 يوليو من "نايترو".
قضى هوجان ما تبقى من عام 1998 في خوض مباريات ضد مشاهير: حيث واجه هو ودينيس رودمان في مباراة فرق ثانية كل من دايموند دالاس بيج وكارل مالون في حدث "باش آت ذا بيتش" بتاريخ 12 يوليو وفي حدث "رود وايلد" بتاريخ 8 أغسطس خسر هو وإيريك بيشوف أمام بيج وجاي لينو بسبب تدخل كيفن يوبانكس. كما خاض هوجان مباراة إعادة مثيرة للانتقادات ضد ذا واريور في حدث "هالوين هافوك" بتاريخ 25 أكتوبر حيث ساعده ابن أخيه هوراس في تحقيق الفوز.
في الحلقة الخاصة بعيد الشكر من برنامج "ذا تونايت شو مع جاي لينو" أعلن هوجان رسميا اعتزاله المصارعة المحترفة وترشحه لرئاسة الولايات المتحدة. حيث عرضت لقطات حملته على برنامج "نايترو" تظهره هو وبيشوف في مؤتمر صحفي مما جعل الأمر يبدو حقيقيا. لكن كلا الإعلانين كانا مزيفين وتمثيليتين ترويجية لاستعادة بعض الضجة التي حظي بها فوز جيسي فنتورا في انتخابات حاكم مينيسوتا. بعد فترة غياب عن بطولة العالم للمصارعة عاد هوجان في حلقة 4 يناير 1999 من برنامج "نايترو" ليتحدى كيفن ناش على بطولة العالم للمصارعة للوزن الثقيل والتي فاز بها للمرة الخامسة لكن الكثيرين رأوا أن تغيير اللقب كان "مشبوها". نتيجة لذلك اتحدت فصائل نيو ورلد أوردر المتناحرة مرة أخرى في مجموعة واحدة وبدأت عداء جديدا مع غولدبرغ وفرقة ذا فور هورسمين.

#### السنوات الأخيرة في بطولة العالم للمصارعة (1999–2000)
خسر هوجان بطولة العالم للمصارعة للوزن الثقيل لصالح ريك فلير في مباراة "الدم الأول" داخل قفص حديدي بحدث "أنسنسرد". لاحقا تعرض هوجان لإصابة بالغة خلال مباراة "إعصار تكساس" على بطولة العالم للمصارعة للوزن الثقيل التي ضمته مع دايموند دالاس بيج وفلير وستينج في حدث "سبرينج ستامبيد". في حلقة 12 يوليو من برنامج "نايترو" عاد هوجان كشخصية خيرة لأول مرة منذ ثلاث سنوات وقبل تحديا مفتوحا من راندي سافاج الذي كان قد فاز بلقب بطولة العالم للمصارعة للوزن الثقيل في حدث "باش آت ذا بيتش" الليلة السابقة بعدما ثبت كيفن ناش في مباراة فرق. بفضل تدخل ناش هزم هوجان سافاج ليفوز بلقب بطولة العالم للمصارعة للوزن الثقيل للمرة السادسة والأخيرة. لكن ناش خان هوجان في الأسبوع التالي مما أشعل عداء بينهما استمر حتى حدث "رود وايلد".
في 9 أغسطس 1999 بدأ هوجان الليل مرتديا ملابسه السوداء والبيضاء المعتادة لكن بعد مشهد خلف الكواليس مع ابنه ظهر مرتديا ألوانه التقليدية الحمراء والصفراء لمباراة الفرق السداسية الرئيسية. ثم هزم هوجان ناش في مباراة اعتزال بحدث "رود وايلد" محتفظا بلقب البطولة. تزايدت الإصابات والإحباطات وغاب هوجان عن الشاشات من أكتوبر 1999 حتى فبراير 2000. ذكر هوجان في كتابه "هوليوود هولك هوجان" أن رئيس الكتابة الإبداعية الجديد فينس روسو طلب منه أخذ إجازة دون إخباره بموعد عودته. رغم بعض التحفظات وافق على ذلك. في 24 أكتوبر بحدث "هالوين هافوك" كان من المفترض أن يواجه هوجان ستينغ على اللقب العالمي. ظهر هوجان في الحلبة بملابس مدنية استلقى للعد ثم غادر الحلبة.

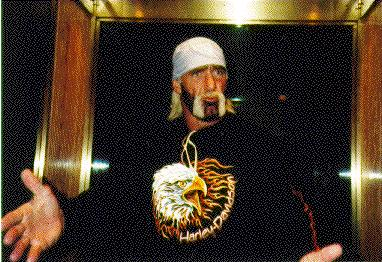
هوجان في عام 2000.

بعد عودته بفترة قصيرة في فبراير 2000 شارك هوجان في حدث "باش آت ذا بيتش" بتاريخ 9 يوليو في عمل مثير للجدل مع فينس روسو. كان من المقرر أن يواجه هوجان جيف جاريت على بطولة العالم للمصارعة للوزن الثقيل. قبل المباراة نشب خلاف خلف الكواليس بين هوجان وروسو حيث أراد هوجان الفوز باللقب بينما خطط روسو لجعل جاريت يفوز ثم يخسره لاحقا لصالح بوكر تي. أخبر روسو هوجان أنه سيجعل جاريت يستلقي أمامه في الحلبة لمحاكاة صراع حقيقي دون إبلاغ جاريت بأن الأمر مدبر. عند دق الجرس استلقى جاريت في منتصف الحلبة بينما ألقى روسو حزام البطولة في الحلبة وصاح في هوجان من خارج الحلبة ليثبت جاريت. بدا هوجان مرتبكا واضعا قدمه على صدر جاريت بعد أن أمسك المايكروفون وقال لروسو: "هل هذه فكرتك يا روسو؟ لهذا السبب أصبحت الشركة في هذا الوضع المزري بسبب هراء مثل هذا!". بعد الفوز وإعلانه بطلا جديدا أخذ هوجان الحزام على الفور. بعد لحظات عاد روسو إلى الحلبة غاضبا معلنا أن هذه ستكون آخر مرة يشاهد فيها الجماهير "هذا الخسيس" في حلبة بطولة العالم للمصارعة. في هذه اللحظة أيضا اكتشف الجمهور من خلال روسو بند "السيطرة الإبداعية" في عقد هوجان الذي يمنحه الحق في التحكم في مصير شخصيته دون اعتراض من أحد. في كلمته المثيرة خلال الحدث قال روسو إنه كان يتجادل مع هوجان طوال اليوم قبل الحدث لأنه أراد استخدام هذا البند في مباراة جاريت قائلا: "هذا يعني أنه في منتصف هذه الحلبة عندما علم (هوجان) أن الأمر مزيف يهزم جيف جاريت!". وبما أن هوجان رفض الخسارة أمام جاريت تم إنشاء بطولة العالم للمصارعة للوزن الثقيل جديدة تمهيدا لمباراة بين بوكر تي وجاريت في نفس الليلة.
نتيجة لذلك رفع هوجان دعوى قضائية ضد روسو بتهمة التشهير تم رفضها لاحقا في عام 2002. يدعي روسو أن الأمر كله كان مدبرا بينما يؤكد هوجان أن روسو حوله إلى موقف حقيقي. وافق إريك بيشوف مع رواية هوجان عندما كتب أن فوز هوجان وأخذه الحزام كان جزءا من عمل ميداني (من تخطيط بيشوف وليس روسو) وأنه وهوجان احتفلا بنجاح الزاوية بعد الحدث لكن خروج روسو لفصل هوجان كان تصرفا غير مخطط له أدى إلى الدعوى القضائية. كانت هذه آخر مرة يظهر فيها هوجان في بطولة العالم للمصارعة.

### مساعي ما بعد بطولة العالم للمصارعة (2001)
في الأشهر التي تلت انهيار بطولة العالم للمصارعة النهائي في مارس 2001 خضع هوجان لجراحة في ركبتيه ليتمكن من المصارعة مرة أخرى. كاختبار خاض هوجان مباراة في أورلاندو بولاية فلوريدا في 14 نوفمبر لصالح اتحاد المصارعة إكسيتمنت الذي يديره مديره القديم جيمي هارت. هزم هوجان كورت هينيج في هذه المباراة وشعر بأنه بحالة جيدة بما يكفي لقبول عرض العودة إلى دبليو دبليو أف في فبراير 2002.

### العودة الثانية إلى دبليو دبليو إف/دبليو دبليو إي (2002-2003)

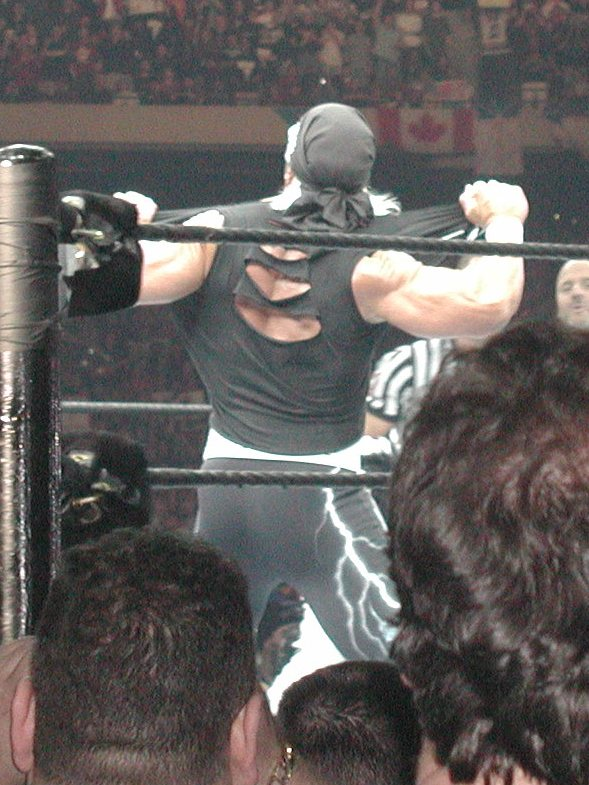
هوجان يدخل ريسلمانيا 18 في مارس 2002 وهو أول ظهور له في ريسلمانيا منذ تسع سنوات.

في حدث "نو واي أوت" بتاريخ 17 فبراير 2002 عاد هولك هوجان إلى اتحاد دبليو دبليو إف كشخصية شريرة (هيل). عاد هوجان كقائد لفريق نيو ورلد أوردر الأصلي برفقة سكوت هول وكيفن ناش واشتبك الثلاثي مع ذا روك كما تسببوا في حرمان ستون كولد ستيف أوستن من فرصة الفوز بلقب بطل دبليو دبليو إف الموحد ضد كريس جيريكو في المباراة الرئيسية. خاض فريق نيو ورلد أوردر عداء مع كل من أوستن وذا روك وفي حلقة 18 فبراير من برنامج راو قبل هوجان تحدي ذا روك لمباراة في راسلمينيا 18 المقررة في 17 مارس حيث طلب هوجان من هول وناش عدم التدخل رغبة منه في هزيمة ذا روك بمفرده. رغم أن هوجان كان من المفترض أن يلعب دور الشرير في المباراة إلا أن الجمهور أيده بحماس كبير. فاز ذا روك بالمباراة بنزاهة ثم تصالح مع هوجان في نهاية اللقاء وساعده في مواجهة هول وناش اللذين استاءا من موقف هوجان التصالحي. بعد المباراة تحول هوجان إلى شخصية خيرة بوقوفه إلى جانب ذا روك رغم أنه استمر في ارتداء ملابس السوداء والبيضاء لعدة أسابيع بعد راسلمينيا 18 قبل أن يعود إلى ملابسه الحمراء والصفراء المميزة. خلال هذه الفترة أعيد تصميم شعار "حكم هالك" من الثمانينيات ليحمل عبارة "هالك مازال يحكم" كما ارتدى هوجان نفس الملابس التي كان يرتديها قبل 12 عاما عندما تصدر بطاقة راسلمينيا 6 في نفس الساحة (سكاي دوم). لفترة من الوقت ظل معروفا باسم "هوليوود هولك هوجان" حيث احتفظ بشاربه الأشقر على طريقة هوليوود هوجان مع لحية سوداء بينما ارتدى ملابس حمراء وصفراء تشبه أيام هولكامانيا واستخدم موسيقى الدخول "طفل الفودو" التي كان يستخدمها في بطولة العالم للمصارعة. في حلقة 25 مارس من برنامج راو تم نقل هوجان إلى برنامج سماكداون كجزء من سحب القرعة الافتتاحي. وفي حلقة 4 أبريل من سماكداون بدأ هوجان عداء مع تريبل إتش ثم هزمه ليفوز بلقب دبليو دبليو إف الموحد في حدث باكلاك بتاريخ 21 أبريل. بعد أسبوعين غير اتحاد دبليو دبليو إف اسمه إلى دبليو دبليو إي ليصبح هوجان بذلك آخر "بطل دبليو دبليو إف" وأول "بطل دبليو دبليو إي".
في 19 مايو بحدث جادجمنت داي، خسر هوجان لقب دبليو دبليو إي الموحد لصالح ذا أندرتيكر. وبعد خسارته مباراة تحديد المنافس الأول على اللقب أمام تريبل إتش في حلقة 6 يونيو من سماكداون بدأ هوجان عداء مع كورت أنجل أدى إلى مباراة بينهما في كينج أوف ذا رينج يوم 23 يونيو والتي فاز بها أنجل بالإخضاع. في حلقة 4 يوليو من سماكداون تحالف هوجان مع إيدج لهزيمة بيلي وتشاك والفوز ببطولة فرق دبليو دبليو إي لأول مرة. احتفل الثنائي برفع العلم الأمريكي بينما غنى الجمهور المبتهج أغنية هوجان "ريال أمريكان". لكنهما خسرا الأحزمة لصالح ذا أن-أمريكانز (كريستيان ولانس ستورم) في فينجينس يوم 21 يوليو. في أغسطس شارك هوجان في قصة درامية مع بروك ليسنر بلغت ذروتها بمباراة فردية رئيسية في حلقة 8 أغسطس من سماكداون حيث فاز ليسنر بالإخضاع الفني (بعد إيقاف المباراة بسبب فقدان هوجان الوعي من حركة عناق الدب). أصبح ليسنر ثاني مصارع فقط في دبليو دبليو إي يهزم هوجان بالإخضاع (بعد كورت أنجل) والأول الذي يهزمه بإيقاف المباراة. واستمر ليسنر في ضرب هوجان بعد المباراة تاركا إياه فاقدا للوعي ونازفا في الحلبة.

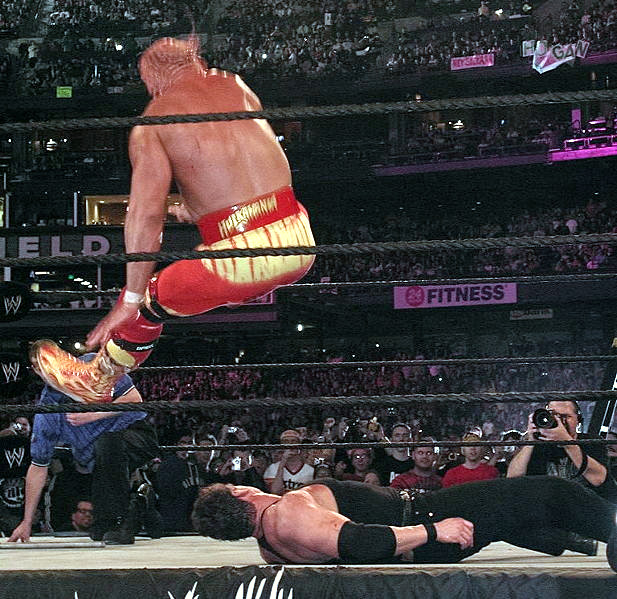
هوجان يؤدي حركته الشهيرة "إسقاط الساق" على السيد مكماهون في راسلمينيا 19.

نتيجة الاعتداء الذي تعرض له من ليسنر أخذ هوجان إجازة حتى مطلع عام 2003 حيث حلق لحيته السوداء وتخلى عن لقب "هوليوود" عند عودته. خاض هوجان مباراة ثانية ضد ذا روك (الذي تحول لشخصية شريرة) في حدث نو واي أوت يوم 23 فبراير وخسر ثم انتصر على مستر مكمان في راسلمينيا 19 يوم 30 مارس بمباراة شوارع وصفت بأنها "حصاد عشرين عاما". بعد راسلمينيا ظهر هوجان بشخصية "مستر أمريكا" المقنعة وهي شخصية تشبه هوجان في الصوت والسلوك لكنها تنكرت باستمرار أنها الهولكستر. استخدم مستر أمريكا أغنية هوجان "ريال أمريكان" كموسيقى دخول بالإضافة إلى جميع حركاته وعباراته المميزة. جاءت هذه القصة بعد أن أجبره مكماهون على الجلوس دون منافسات حتى نهاية عقده. سبق ظهوره حملة ترويجية غامضة لبضعة أسابيع في سماكداون مع مناقشات على الشاشة بين المديرة العامة ستيفاني مكماهون وآخرين حول تعيينها لمستر أمريكا "دون رؤيته". في حلقة 1 مايو من سماكداون ظهر مستر أمريكا لأول مرة في فقرة بايبرز بيت. ادعى مكماهون أنه هوجان متنكرا فرد مستر أمريكا: "أنا لست هولك هوجان يا أخي!" (مقلدا طريقة هوجان في استخدام كلمة "أخي"). استمر العداء خلال مايو حيث خاض مستر أمريكا مباراة فردية ضد خصم هوجان القديم "رودي" رودي بايبر في جادجمنت داي يوم 18 مايو وفاز بها.
كان آخر ظهور لـ"مستر أمريكا" في دبليو دبليو إي خلال حلقة 26 يونيو من برنامج سماكداون حيث هزم كل من بيج شو وفرقة "ذا وورلدز جريتست تاج تيم" (تشارلي هاس وشيلتون بنجامين) فريقا مكونا من بروك ليسنر وكورت أنجل ومستر أمريكا في مباراة فرق سداسية. بعد انتهاء البث المباشر لسماكداون كشف مستر أمريكا عن هويته الحقيقية للجمهور مؤكدا أنه هولك هوجان بالفعل حيث وضع إصبعه على شفتيه طالبا من الجمهور كتمان السر. في الأسبوع التالي استقال هوجان من دبليو دبليو إي بسبب خيبة أمله من فريق الكتابة الإبداعية. وفي حلقة 3 يوليو من سماكداون عرض مكماهون لقطات لكشف هوية مستر أمريكا على أنه هوجان و"أقاله" رسميا على الرغم من أن هوجان كان قد استقال بالفعل في الواقع. وكشفت التقارير لاحقا أن هوجان كان غير راض عن المقابل المادي لمبارياته بعد عودته بشخصية مستر أمريكا. وقد أنهى مكماهون عقد هوجان في إطار القصة الدرامية للعرض.

### العودة الثانية إلى نيو جابان برو ريسلينغ (2003)
عاد هولك هوجان إلى نيو جابان برو ريسلينج في أكتوبر 2003 حيث هزم ماساهيرو تشونو في حدث "ألتميت كراش 2" بملعب طوكيو دوم. بعد مغادرة هوجان لدبليو دبليو إي بفترة قصيرة بدأت منظمة توتال نونستوب أكشن ريسلينج في التواصل معه حيث قام جيف جاريت (أحد مؤسسي توتال نونستوب أكشن ريسلينج وبطل بطولة الوزن الثقيل العالمية إن دبليو إيه آنذاك) بهجوم متلفز على هوجان في اليابان بعد مباراة تشونو. كان من المفترض أن يكون هذا الهجوم مقدمة لمواجهة بين هوجان وجاريت على لقب بطولة الوزن الثقيل العالمية إن دبليو إيه في أول عرض مدفوع لتوتال نونستوب أكشن ريسلينج مدته ثلاث ساعات. إلا أن مشاكل الركبة والورك المتكررة حالت دون ظهور هوجان في توتال نونستوب أكشن ريسلينج.

### العودة الثالثة إلى دبليو دبليو إي (2005–2007)

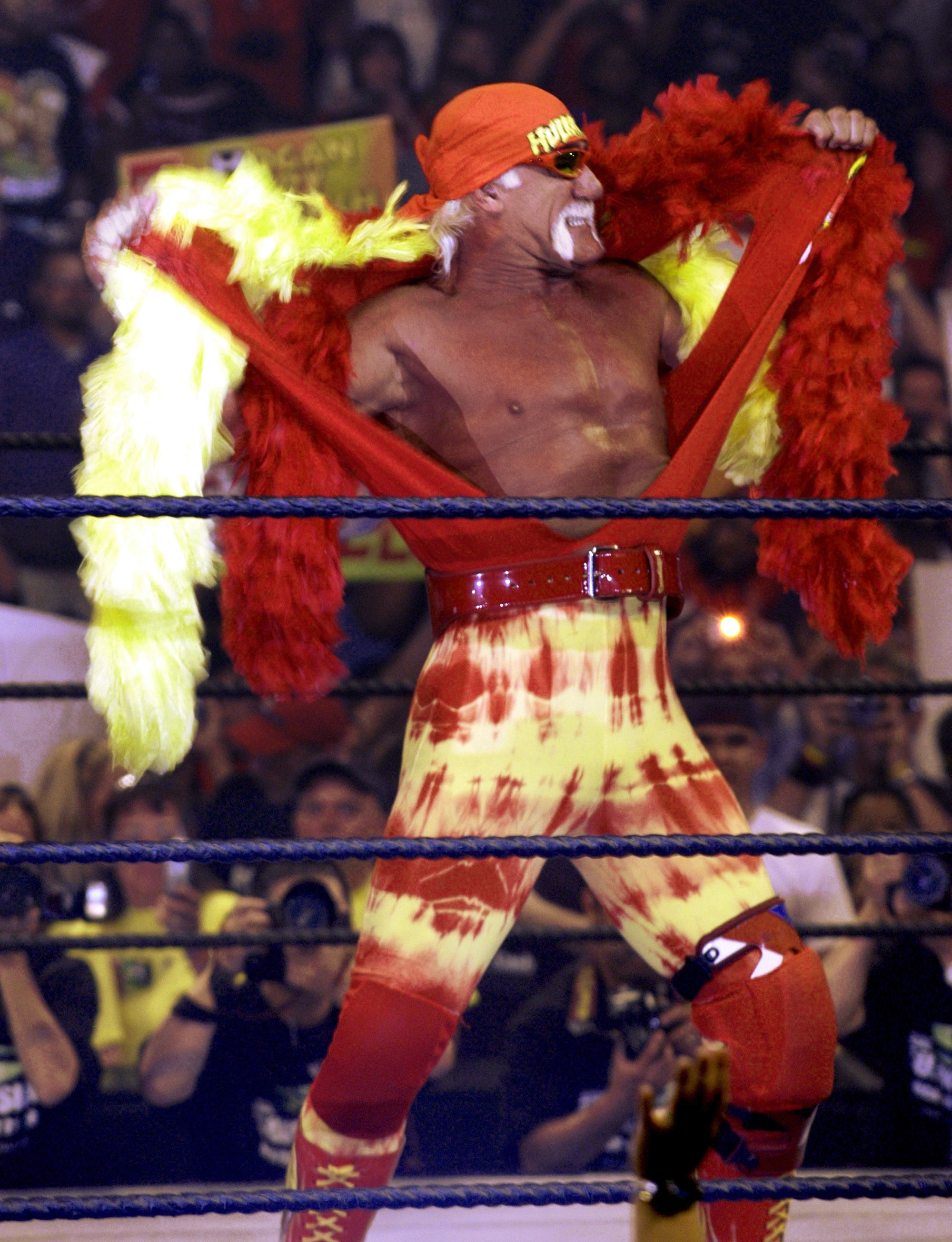
هوجان يدخل إلى سمرسلام في عام 2005.

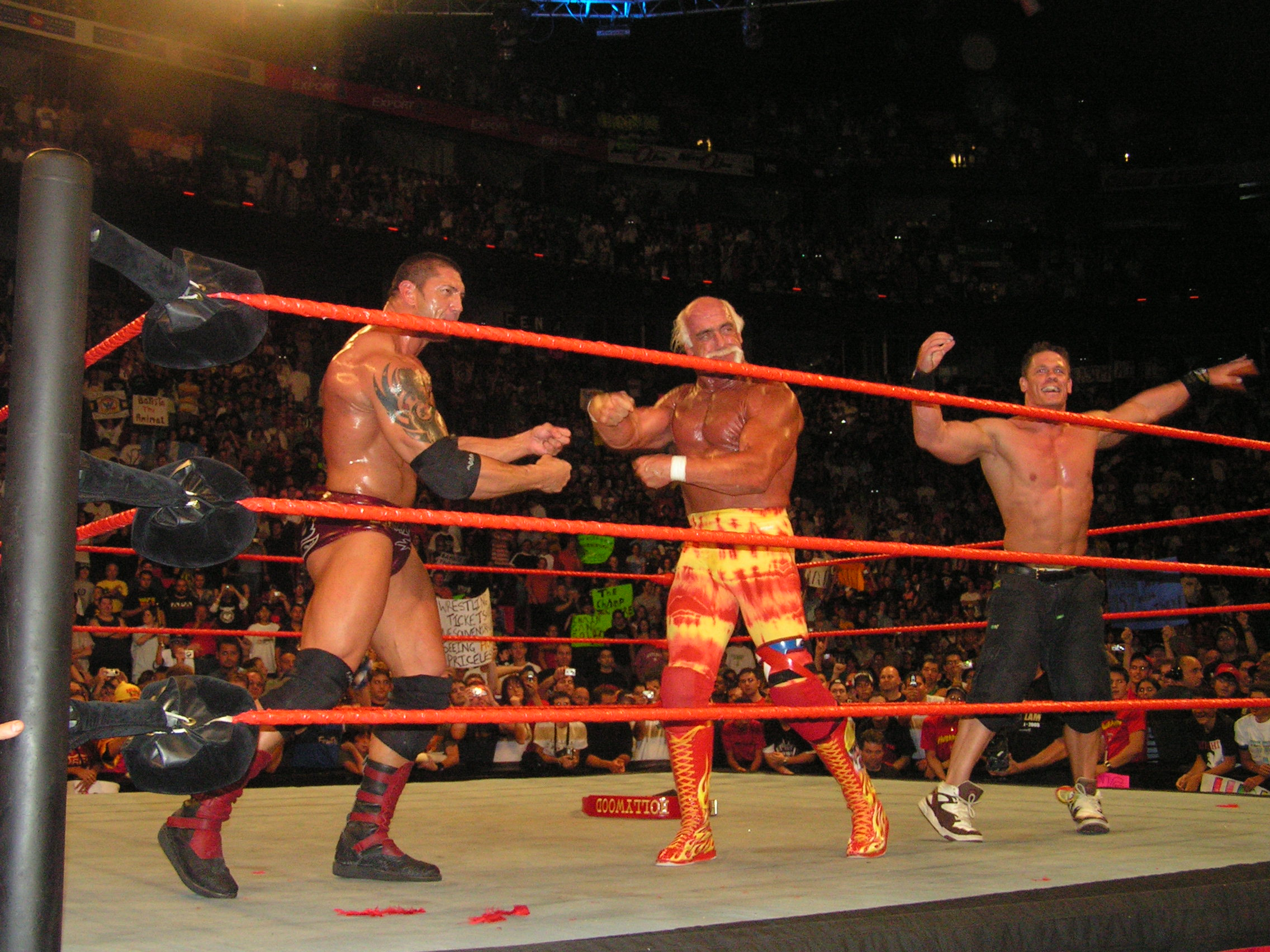
باتيستا، هالك هوجان وجون سينا.

في 2 أبريل 2005 تم إدخال هوجان في قاعة مشاهير دبليو دبليو إي لعام 2005 من قبل الممثل والصديق سيلفستر ستالون. وفي راسلمينيا 21 بتاريخ 3 أبريل خرج هوجان لإنقاذ يوجين الذي كان يتعرض لهجوم من محمد حسن وخسرو دايفاري. تم عرض التحضيرات لحفل قاعة المشاهير وزاوية راسلمينيا الخاصة بهوجان في الموسم الأول من برنامج "هوجان نوز بيست". في الليلة التالية على راو واجه حسن ودايفاري شون مايكلز المحبوب من الجماهير وهاجماه. في الأسبوع التالي على راو طلب مايكلز من المدير العام إريك بيشوف مباراة ضد حسن ودايفاري بظروف غير متكافئة. رفض بيشوف لكنه وافق على منحه مباراة فرق إذا وجد شريكا. فطلب مايكلز من هوجان أن يكون شريكه. في حلقة 18 أبريل من راو هاجم حسن مايكلز مرة أخرى حتى ظهر هوجان وأنقذه وقبل عرض المشاركة. وفي حدث باكلاش بتاريخ 1 مايو خسر حسن ودايفاري أمام هوجان ومايكلز.
ثم ظهر هوجان في حلقة الرابع من يوليو من برنامج راو كضيف خاص لكارليتو في فقرة برنامجه الحواري "كارليتو كابانا". بعد أن وجه كارليتو له أسئلة حول ابنته بروك هاجمه هوجان. ثم ظهر كورت أنجل أيضا وعلق على بروك مما أثار غضب هوجان أكثر الذي تعرض لهجوم مزدوج من كارليتو وأنجل لكن شون مايكلز أنقذه. لاحقا في تلك الليلة انتصر مايكلز وهوجان على كارليتو وأنجل في مباراة فرق وخلال الاحتفال بعد المباراة قام مايكلز بتنفيذ حركته القاضية "سويت تشين ميوزيك" على هوجان ثم غادر. في الأسبوع التالي على راو ظهر مايكلز في فقرة "بايبز بيت" وتحدى هوجان لمواجهته فردية للمرة الأولى. ظهر هوجان على راو بعد أسبوع وقبل التحدي. جرت المباراة في حدث سمرسلام في 21 أغسطس والتي فاز بها هوجان. بعد المباراة مد مايكلز يده له قائلا إنه "كان عليه أن يكتشف بنفسه" وصافحه هوجان بينما غادر مايكلز الحلبة ليترك هوجان يحتفل مع الجمهور.
قبل حدث راسلمينيا 22 في أبريل 2006 قام هوجان بإدخال صديقه المذيع السابق "مين" جين أوكيرلوند إلى قاعة مشاهير دبليو دبليو إي لعام 2006. عاد هوجان في برنامج "ساترداي نايتس ماين إيفينت 33" برفقة ابنته بروك. خلال العرض حاول راندي أورتن التقرب من بروك ثم هاجم هوجان في موقف السيارات لاحقا. تحدى أورتن هوجان بعد ذلك لمباراة في حدث سمرسلام في 20 أغسطس والتي فاز بها هوجان. كانت هذه آخر مباراة لهولك هوجان في دبليو دبليو إي رغم أنه كانت هناك مفاوضات لمباراة ضد جون سينا في راسلمينيا 25 لكنها لم تتم في النهاية.

### مصارعة ممفيس (2007-2008)

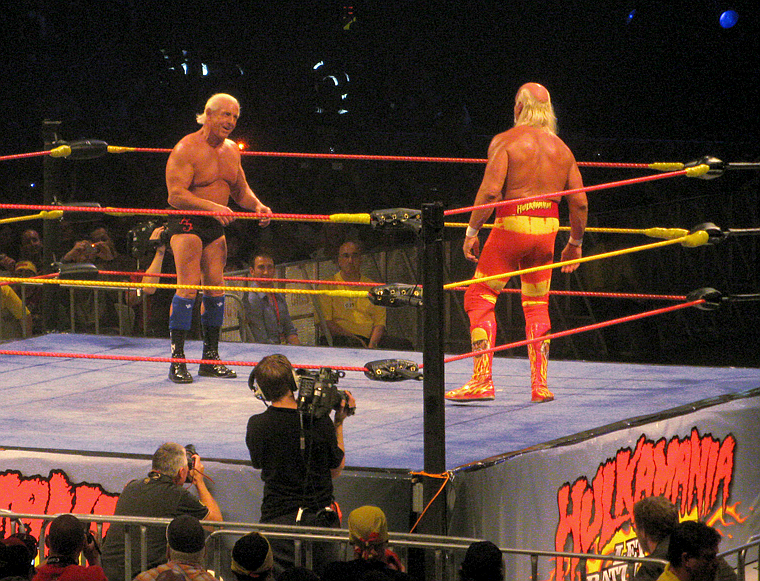
هوجان يواجه ريك فلير في جولة هولكامانيا.

بعد خلاف قصير مع مكمان ودبليو دبليو إي تم جذب هوجان إلى منظمة "ممفيس ريسلينج" بعرض لمصارعة جيري لولر. تم الترويج لهذه المباراة على برنامج "ممفيس ريسلينج برايم تايم" لعدة أشهر. وفي 12 أبريل 2007 أعلن لولر في مؤتمر صحفي أن دبليو دبليو إي منعته من مصارعة هوجان بحجة أن عقد العاملين في إن بي سي (بما في ذلك لولر كمقدم مشارك لبرنامج راو على قناة يو إس إيه نيتورك المملوكة لإن بي سي وظهوره في برنامج دبليو دبليو إي نصف السنوي "ساترداي نايتس ماين إيفينت") يمنعهم من الظهور على قناة في إتش 1 التي يعرض عليها برنامج "هوجان نوز بيست". أدت هذه الأحداث إلى رفع دعوى قضائية ضد دبليو دبليو إي من قبل منظم الحدث كوري ماكلين. تم استبدال لولر بـبول وايت.

### هولكامانيا: لتبدأ المعركة (2009)

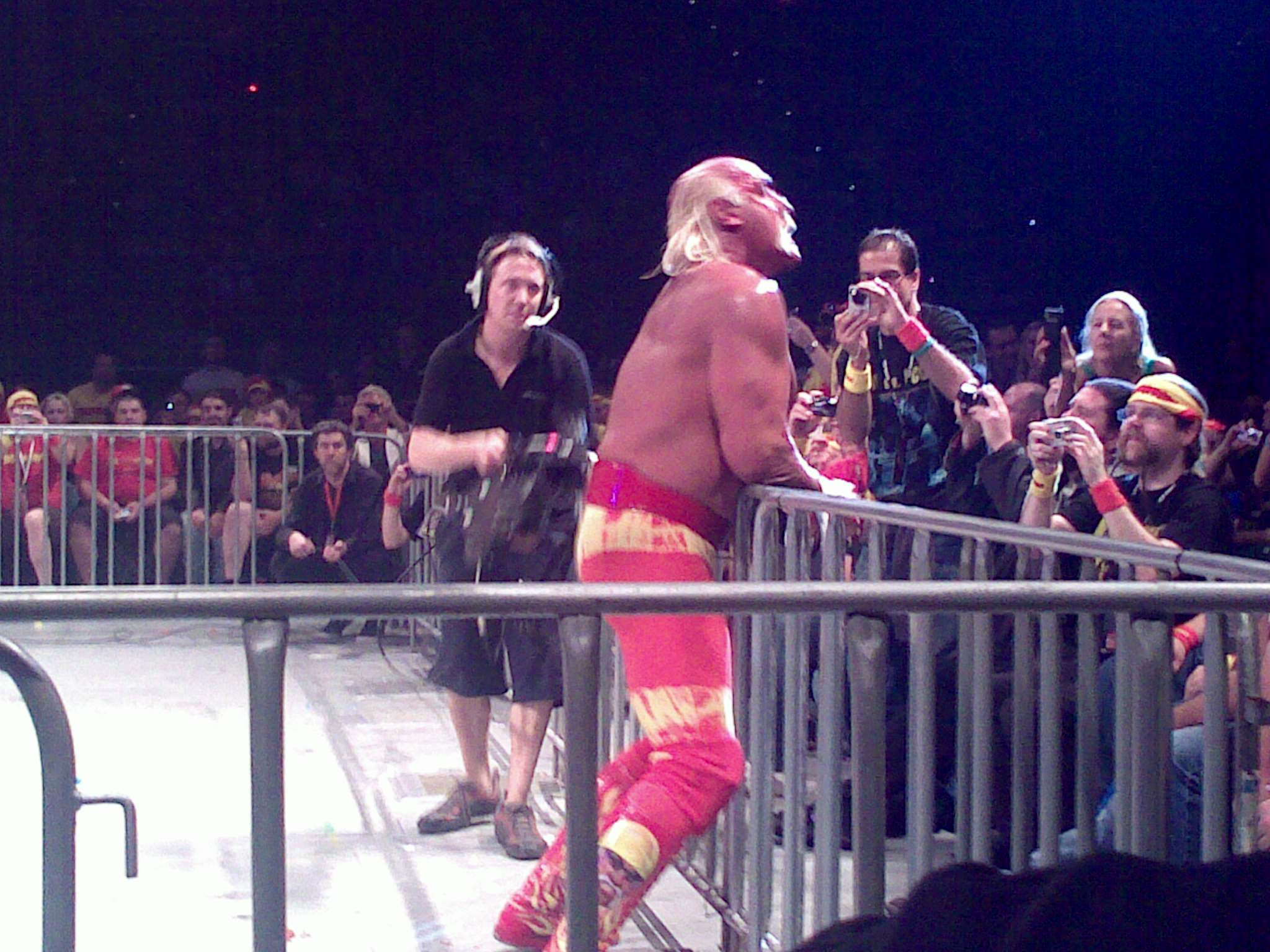
هوجان خلال مباراة ضد ريك فلير في عام 2009.

في الفترة من 21 إلى 28 نوفمبر شارك هوجان في جولة أسترالية بعنوان "هولكامانيا: لتكن المعركة" مع مجموعة من المصارعين تضمنت سبارتان-3000 وهايدنريتش ويوجين وبروتس "ذا باربر" بييفكيك وأورلاندو جوردان. كانت المباراة الرئيسية في كل عرض عبارة عن مباراة إعادة بين هوجان وريك فلير المصارع الذي هزم هوجان مرات أكثر من أي منافس آخر. تمكن هوجان من هزيمة فلير في المباريات الأربع جميعها.

### مصارعة توتال نون ستوب أكشن (2009–2013)

#### شريك ديكسي كارتر التجاري (2009-2010)
في 27 أكتوبر 2009 أعلن عن توقيع هوجان عقدا للانضمام إلى إمباكت ريسلينغ بدوام كامل. وتم عرض لقطات توقيعه والمؤتمر الصحفي الذي أعقب ذلك في ماديسون سكوير جاردن خلال حلقة 29 أكتوبر من برنامج إمباكت.
وفي 5 ديسمبر أعلن هوجان خلال برنامج المقاتل النهائي التابع لبطولة القتال النهائي (يو إف سي) أنه سيقوم بأول ظهور رسمي له في إمباكت ريسلينغ في 4 يناير 2010 خلال حلقة خاصة مباشرة مدتها ثلاث ساعات من إمباكت تذاع ليل الاثنين لتنافس برنامج راو التابع لدبليو دبليو إي (الذي شهد عودة بريت هارت).
وفي حلقة 4 يناير من إمباكت ظهر هوجان لأول مرة حيث اجتمع لفترة وجيزة مع شركائه السابقين في فريق نيو ورلد أوردر كيفن ناش وسكوت هول وشون والتمان حيث عاد الأخيران إلى الشركة. رفض هوجان الانضمام إليهم لإحياء فريقهم بالكامل قائلا: "إنه وقت مختلف" وتمسك بعلاقته التجارية مع بيشوف الذي ظهر ليعلن أن الاثنين سيقومان "بتغيير الشركة رأسا على عقب" وسيتعين على الجميع كسب مكانهم. كما واجه هوجان مؤسس إمباكت ريسلينغ جيف جاريت خلال البث حيث ظهر عبر شاشة الفيديو وقاطع خطاب جاريت عن نجاح الشركة مشيرا إلى أن كارتر كان عاملا حاسما في بقاء الشركة وأنه مثل البقية سيتعين على جاريت كسب مكانه في إمباكت ريسلينغ.
وفي حلقة 18 فبراير من إمباكت تولى هوجان رعاية أبيس وخلال هذه الفترة منحه خاتم قاعة المشاهير الخاص به وزعم أنه سيجعله "إله المصارعة". وعاد هوجان إلى الحلبة في حلقة 8 مارس من إمباكت حيث تحالف مع أبيس لهزيمة إيه. جيه. ستايلز وريك فلير عندما ثبت أبيس ستايلز. بعد ذلك أنقذ جيف هاردي العائد هوجان وأبيس من اعتداء ستايلز وفلير وديزموند وولف. وتحولت القصة إلى مواجهة بين فريق فلير وفريق هوجان حيث انضم جاريت وروب فان دام الذي ظهر لأول مرة إلى فريق هوجان بينما انضم بير ماني (جيمس ستورم وروبرت رود) وستينج إلى فريق فلير. وفي حدث لوكداون في 18 أبريل هزم فريق هوجان (هولك هوجان، أبيس، جيف جاريت، جيف هاردي وروب فان دام) فريق فلير (ريك فلير، ستينج، ديزموند وولف، روبرت رود وجيمس ستورم) في مباراة ليثال لوكداون.

#### إمورتل (2010–2011)

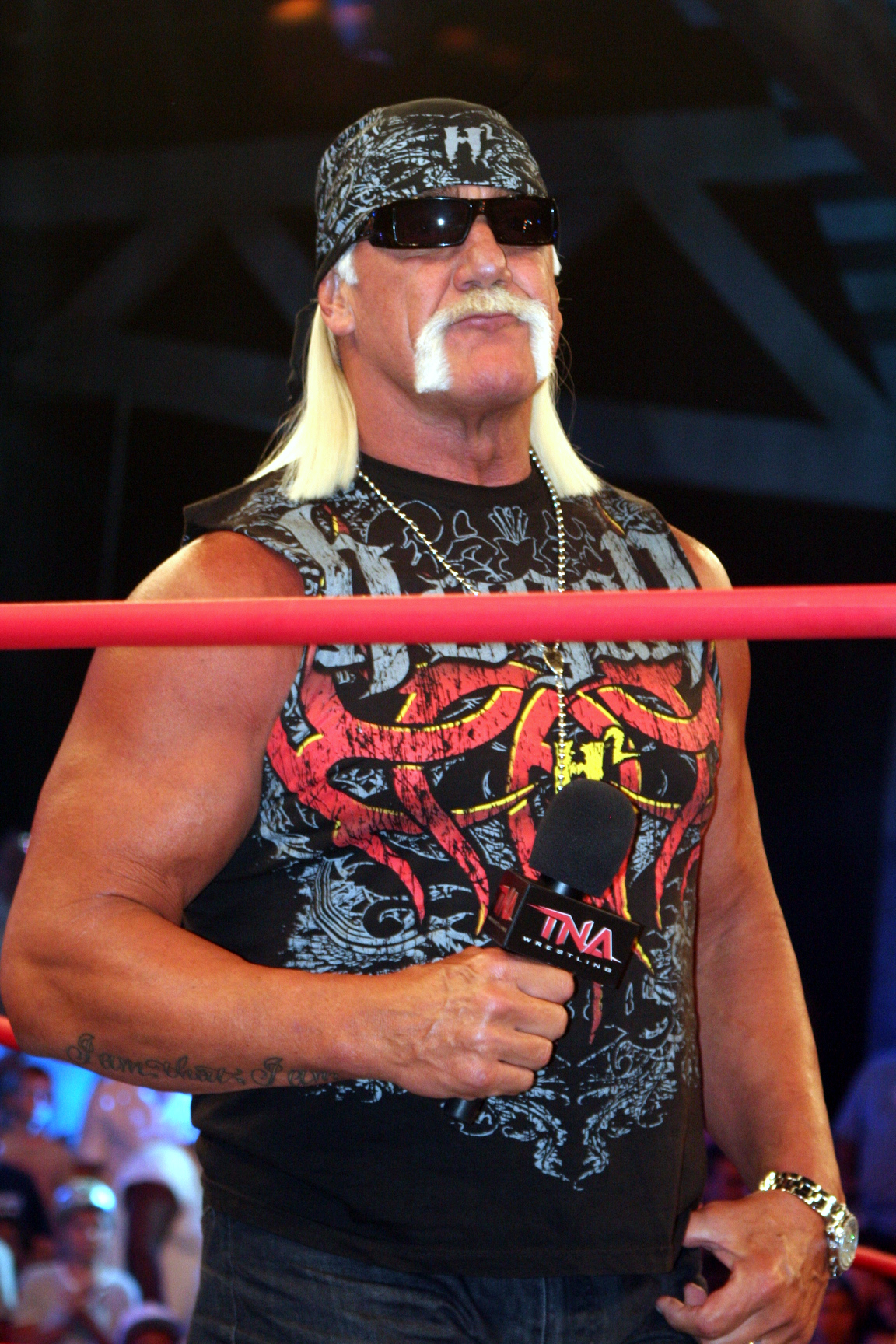
هوجان في يوليو 2010.

في حلقة 17 يونيو من برنامج إمباكت انتهى تحالف هوجان مع أبيس بشكل مفاجئ عندما تحول أبيس لشخصية شريرة. لاحقا ادعى أبيس أنه كان تحت سيطرة كيان قادم إلى إمباكت ريسلينغ. في الشهر التالي تعاون هوجان مع بيشوف وجيف جاريت وساموا جو ضد ستينج وكيفن ناش الذين زعموا معرفتهم بأن هوجان وبيشوف يحيكون شيئا ما. خلال هذه الفترة شن أبيس هجوما جامحا اعتدى خلاله على روب فان دام لدرجة أجبرته على التخلي عن بطولة إمباكت ريسلينغ للوزن الثقيل ووصل الأمر إلى مداهمة رئيسة إمباكت ريسلينغ ديكسي كارتر مما دفعها لتوقيع أوراق قدمها بيشوف تقضي بفصل أبيس من إمباكت ريسلينغ بعد مباراته مع فان دام في حدث باوند فور جلوري يوم 10 أكتوبر. كان من المقرر أن يخوض هوجان مباراة مع جاريت وجو ضد ستينج وناش ودي أنجلو دينيرو في باوند فور جلوري لكنه اضطر لغياب الحدث بسبب جراحة في الظهر. ظهر في نهاية الحدث وساعد جيف هاردي في الفوز ببطولة إمباكت ريسلينغ للوزن الثقيل الشاغرة منضما إلى هاردي وبيشوف وأبيس وجاريت متحولا لشخصية شريرة خلال العملية. في حلقة 14 أكتوبر من إمباكت كشف أن بيشوف خدع كارتر وأن الأوراق التي وقعتها قبل أسبوع لم تكن لفصل أبيس بل لتسليم الشركة له ولهوجان. في هذه الأثناء شكل تحالف بيشوف وهوجان الجديد المسمى الآن "إمورتل" تحالفا مع مجموعة "فورتشن" التابعة لريك فلير. عادت ديكسي كارتر في حلقة 25 نوفمبر من برنامج رياكشن وأبلغت هوجان وبيشوف أن القاضي أصدر أمرا قضائيا لصالحها ضد الاثنين لعدم امتلاكهما صلاحية التوقيع معلقة هوجان من إمباكت ريسلينغ لفترة غير محددة. خلال غيابه خضع هوجان في 21 ديسمبر لجراحة دمج فقرات خطيرة قد تنهي مسيرته.
عاد هوجان إلى إمباكت ريسلينغ في حلقة 3 مارس 2011 من برنامج إمباكت معلنا نفسه المالك الجديد لإمباكت ريسلينغ بعد فوزه في المعركة القضائية ضد ديكسي كارتر. في أبريل بدأ يلمح إلى عودة محتملة إلى الحلبة لمواجهة بطل إمباكت ريسلينغ للوزن الثقيل ستينج. في حلقة 12 مايو من البرنامج الذي أعيدت تسميته إلى إمباكت ريسلينج فقد هوجان السيطرة على البرنامج لصالح ميك فولي الذي كشف نفسه كمستشار الشبكة الذي كان يتسبب في مشاكل لإمورتل منذ استيلاء هوجان وبيشوف على الشركة. تم إنهاء هذه الزاوية بعد ثلاثة أسابيع عندما غادر فولي إمباكت ريسلينغ. خلال الأشهر التالية استمر هوجان في التدخل في مباريات ستينج مما كلفه بطولة إمباكت ريسلينغ للوزن الثقيل أولا في هاردكور جستيس يوم 7 أغسطس حيث جند كورت أنجل لإمورتل خلال العملية ثم في حلقة 1 سبتمبر من إمباكت ريسلينج وأخيرا في نو سوريندر يوم 11 سبتمبر. في حلقة 15 سبتمبر من إمباكت ريسلينج هزم ستينج عضو إمورتل ريك فلير ليحصل على الحق في مواجهة هوجان في باوند فور جلوري يوم 16 أكتوبر. في 4 أكتوبر أبلغ أن هوجان وقع عقد تمديد مع إمباكت ريسلينغ. بعد التظاهر بالاعتزال من المصارعة المحترفة قبل هوجان المباراة في باوند فور جلوري في حلقة 6 أكتوبر من إمباكت ريسلينج ووافق أيضا على إعادة إمباكت ريسلينغ إلى ديكسي كارتر في حال فوز ستينج بالمباراة.
هزم ستينج هوجان في حدث "باوند فور جلوري" ما أنهى قصته كرئيس لإمباكت ريسلينغ. بعد المباراة هاجم فريق "إمورتل" ستينج لكن هوجان انقلب عليهم وساعد ستينج متحولا بذلك إلى شخصية خيرة. في الحلقة التالية من "إمباكت ريسلينج" ظهر هوجان مرتديا ألوانه الشهيرة الأحمر والأصفر مرة أخرى حيث اعترف بأخطائه وأثنى على ستينج لفوزه.

#### العداوة مع آيسز آند إيتس (2012–2013)

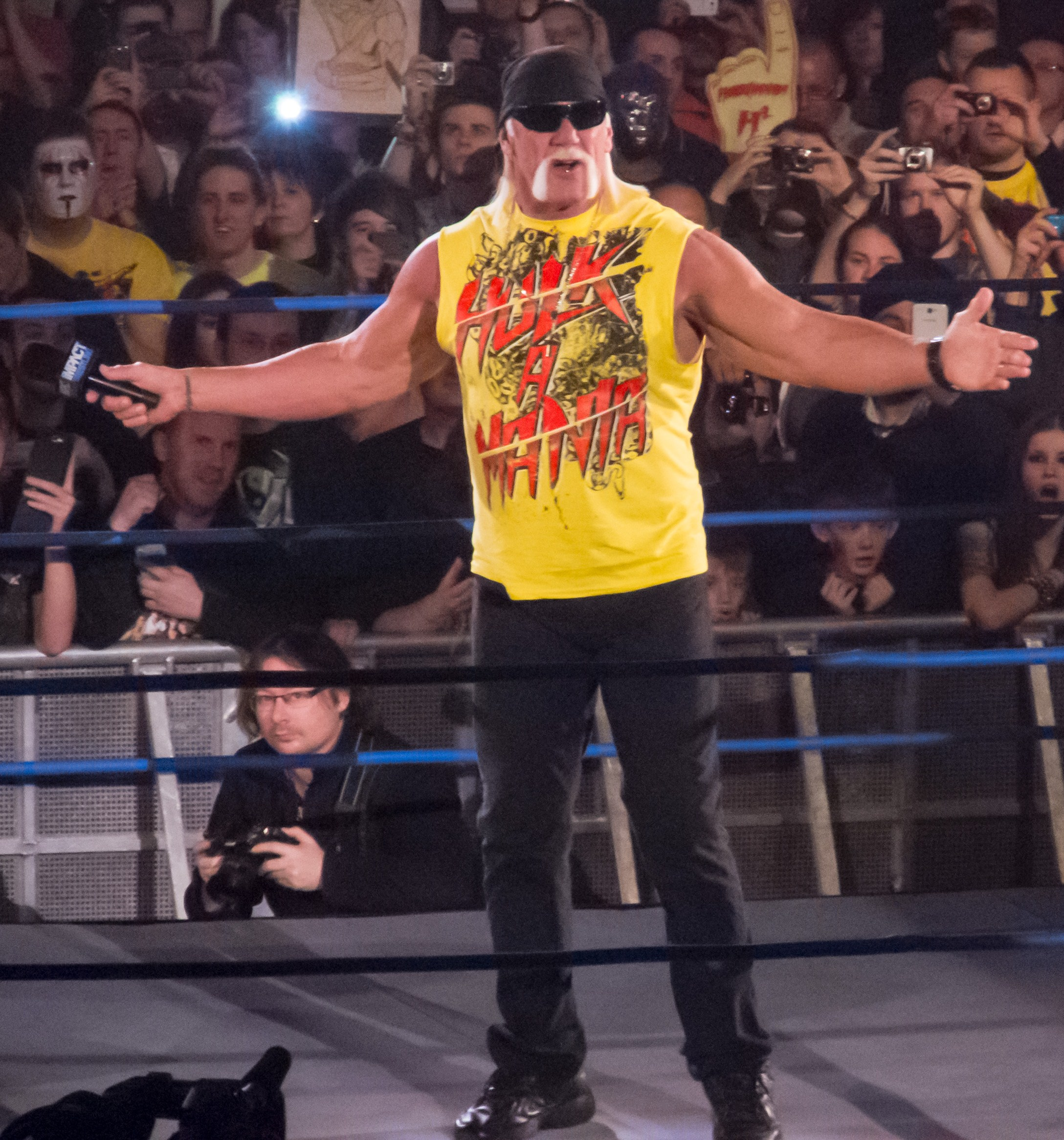
هالك هوجان في تسجيلات عرض إمباكت ريسلينغ في ويمبلي، إنجلترا، 26 يناير 2013.

خلال جولة إمباكت ريسلينغ بالمملكة المتحدة في 26 و27 يناير 2012 عاد هوجان إلى الحلبة في عروض منزلية بمدينتي نوتنغهام ومانشستر. حيث انتصر هو وجيمس ستورم وستينج على بوبي رود وبولي راي وكورت أنجل في مباراة فرق سداسية كحدث رئيسي بكلا العرضين وكان الأخير آخر مباراة لهوجان في مسيرته. عاد هوجان إلى برنامج إمباكت ريسلينج في 2 فبراير عندما تم الكشف عن أنه مدرب جاريت بيشوف. وفي حلقة 29 مارس من إمباكت ريسلينج عاد هوجان وقبل عرض ستينج ليحل محله كمدير عام جديد للبرنامج.
في يوليو بدأ هوجان برفقة ستينج عداء مع مجموعة غامضة من الرجال المقنعين أطلقوا على أنفسهم اسم "آيسز آند إيتس". وهجوم المجموعة على هوجان في حلقة 12 يوليو من إمباكت ريسلينج استخدم كذريعة لغيابه عن الشاشة حيث كان مقررا أن يخضع لعملية جراحية أخرى في الظهر.
في نوفمبر دخل هوجان في قصة درامية مع بولي راي بعد أن كشف أوستن أريز عن علاقة سرية بين راي وابنة هوجان بروك. وبعد أن رآهما يتعانقان في مرآب للسيارات خلال حلقة 20 ديسمبر من إمباكت ريسلينج علق هوجان مشاركة راي لفترة غير محددة في حلقة 3 يناير 2013 من البرنامج. في الأسبوع التالي على إمباكت ريسلينج وبعد أن أنقذ راي بروك من محاولة اختطاف من قبل آيسز آند إيتس قبلت بروك خطبته. رغم معارضة هوجان إلا أنه شارك في مراسم زفافها في الحلقة التالية حيث قام تاز أحد شاهدَي العريس بمقاطعة الحفل وكشف عن نفسه كعضو في آيسز آند إيتس مما أدى إلى هجوم المجموعة على هوجان وراي وبقية الشهود.
في حلقة 31 يناير من إمباكت ريسلينج أعاد هوجان تفعيل مشاركة راي ليتمكن من مواجهة آيسز آند إيتس. ثم عين هوجان راي كالمتحدي الأول لبطولة إمباكت ريسلينغ للوزن الثقيل في حلقة 21 فبراير من البرنامج. في حدث لوكداون يوم 10 مارس خان راي هوجان بعد أن ساعده آيسز آند إيتس في هزيمة جيف هاردي والفوز باللقب العالمي وكشف عن نفسه كرئيس للمجموعة. بعد الحدث ألقى هوجان باللوم على ستينج لفوز راي باللقب إذ كان ستينج هو من شجعه على منح راي فرصة التحدي. عاد ستينج وأنقذ هوجان من هجوم شنه آيسز آند إيتس في حلقة 25 أبريل. وفي الأسبوع التالي تصالح الاثنان. في حلقة 3 أكتوبر رفض هوجان عرضا من ديكسي كارتر ليكون شريكها في الأعمال واستقال وكان ذلك لإخراجه رسميا من القصص بعد انتهاء عقده مع إمباكت ريسلينغ.

### العودة الرابعة إلى دبليو دبليو إي (2014–2015)

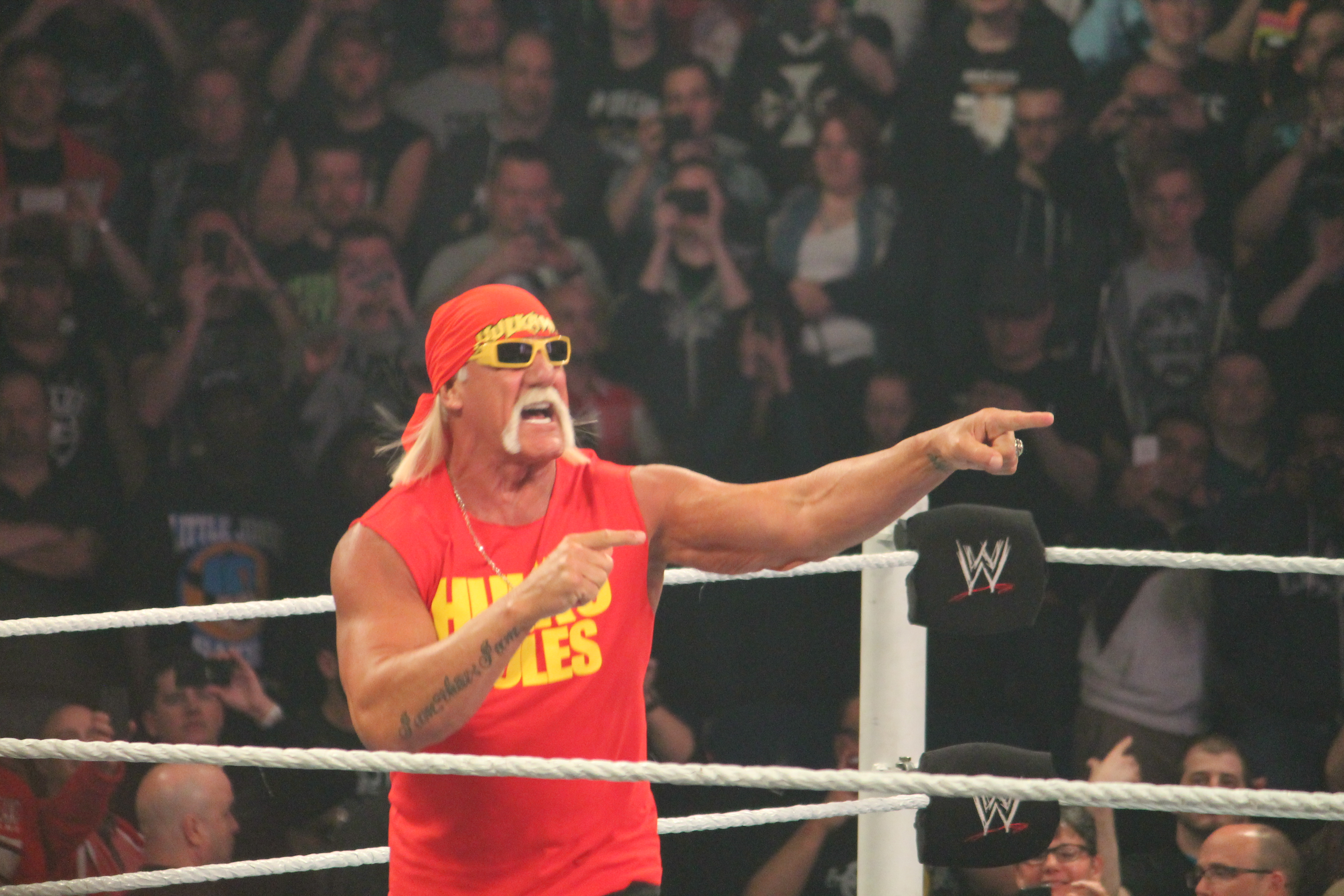
عاد هوجان إلى دبليو دبليو إي.

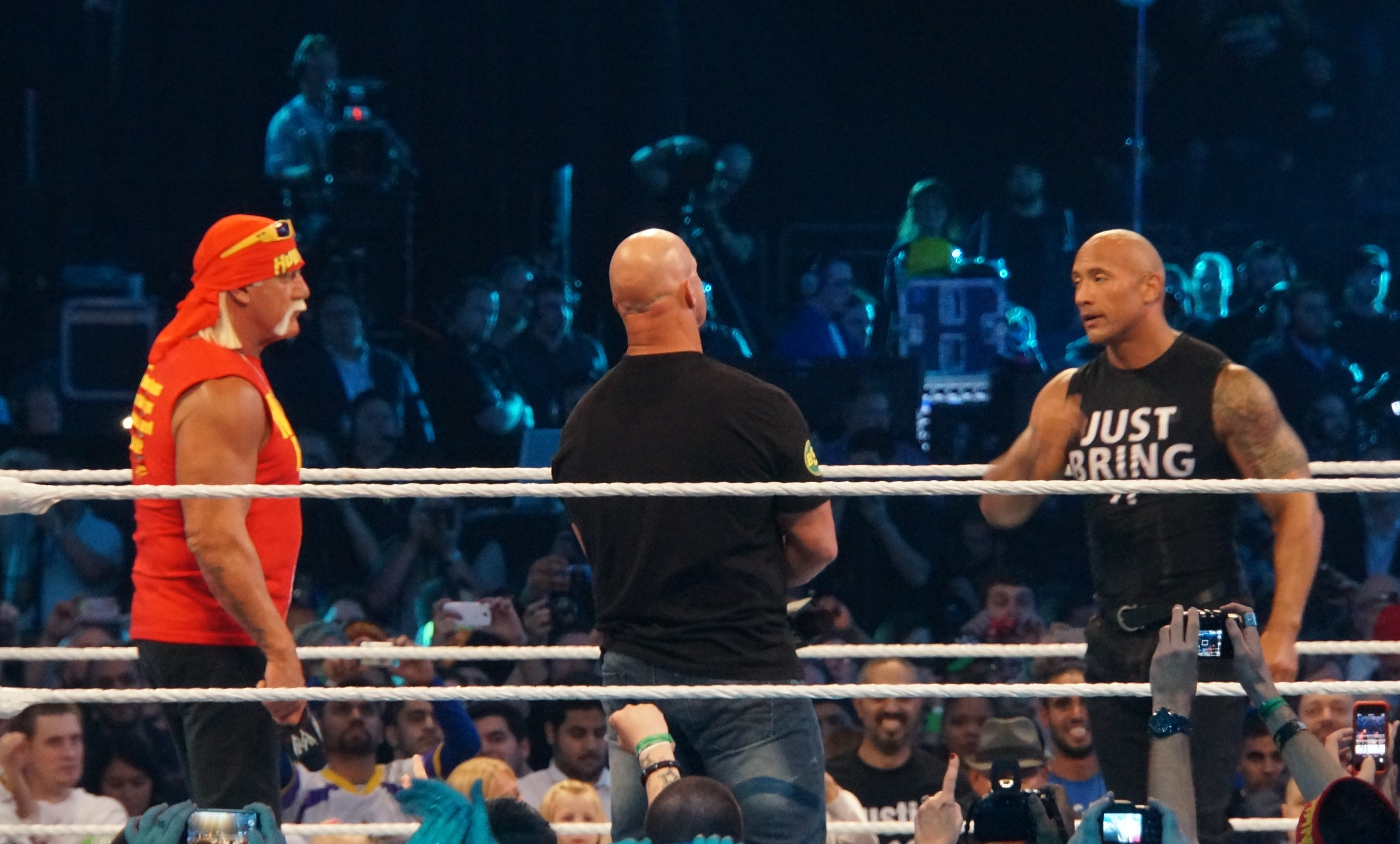
هوجان (يسار) مع ستون كولد ستيف أوستن وذا روك في راسلمينيا 30 في أبريل 2014.

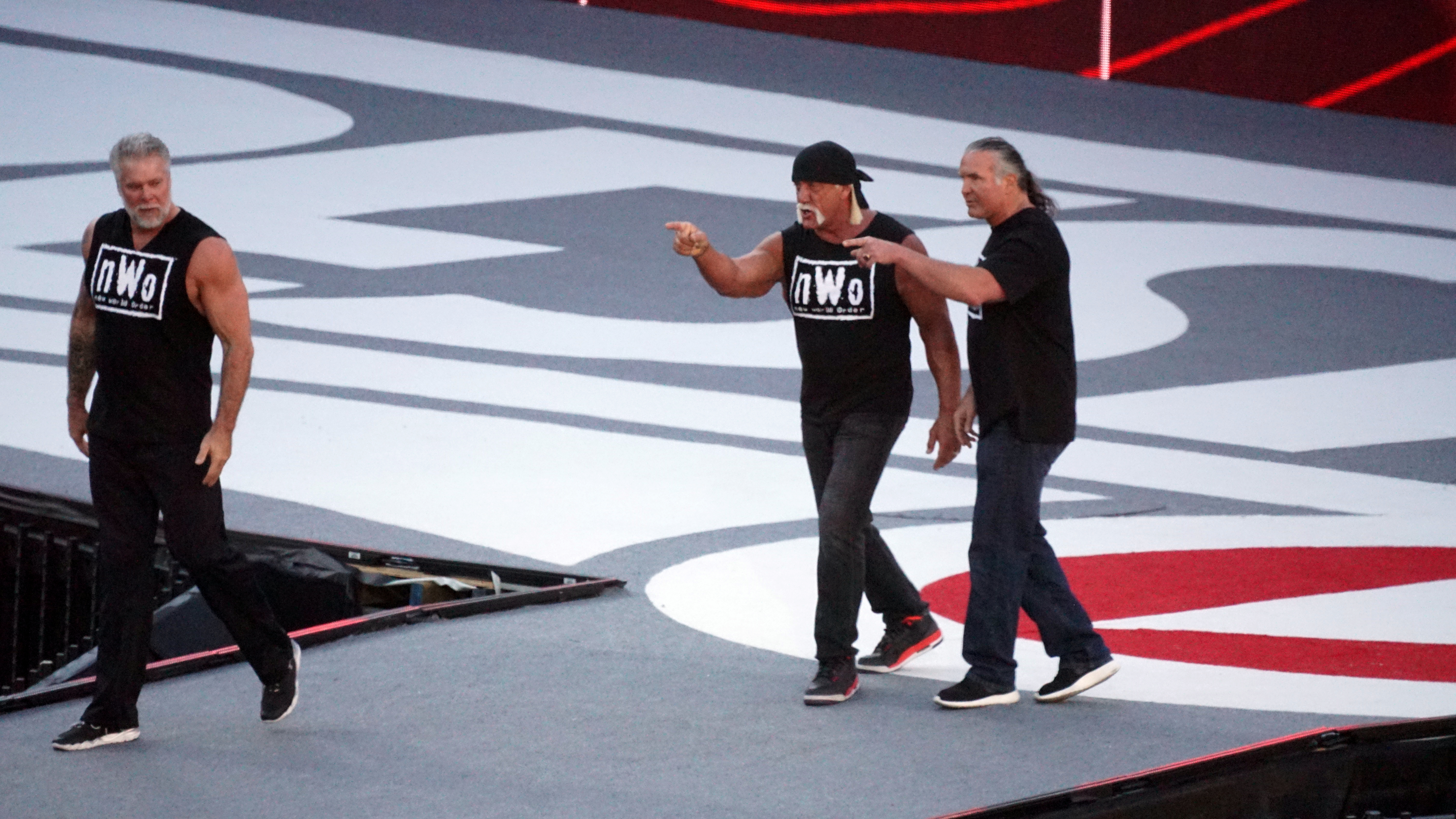
أعضاء نيو ورلد أوردر هالك هوجان مع كيفن ناش وسكوت هول في راسلمينيا 31 في مارس 2015.

في 24 فبراير 2014 ظهر هولك هوجان في حلقة من برنامج "راو" لأول مرة داخل الحلبة منذ ديسمبر 2007 للترويج لشبكة دبليو دبليو إي. ثم عاد في حلقة 24 مارس من "راو" لتقديم الضيوف الخاصين أرنولد شوارزنيجر وجو مانجانييلو وذلك للترويج لفيلمهم الجديد "سابوتاج".
في حدث راسلمينيا 30 في أبريل 2014 استضاف هولك هوجان الحفل حيث ظهر في بداية العرض لتحميس الجمهور. وخلال كلمته الترويجية أخطأ بالإشارة إلى "سوبردوم" المكان الذي يقام فيه الحدث باسم "سيلفردوم" مما أصبح موضوعا للنكات طوال الليل. انضم لاحقا إليه ستون كولد ستيف أوستن وذا روك حيث أنهوا كلمتهم الترويجية بشرب البيرة معا داخل الحلبة. لاحقا خلال العرض تشارك هوجان لحظة خاصة مع مستر تي وبول أورندورف ورودي بايبر في إشارة إلى أول نسخة من راسلمينيا.
في 27 فبراير 2015 تم تكريم هوجان في ماديسون سكوير جاردن خلال فعالية دبليو دبليو إي حية حملت عنوان "ليلة تقدير هولك هوجان" حيث علق لافتة تذكارية خاصة تكريما لمسيرته في المصارعة والمواجهات التاريخية التي خاضها في هذه الساحة. ثم ظهر هوجان في حلقة 23 مارس من برنامج "راو" حيث تفوق هو وسنوب دوج على كورتيس أكسل الذي كان يروج لـ"أكسل مينيا". في 28 مارس قام هوجان بإدخال "ماتشو مان" راندي سافيج بعد وفاته إلى قاعة مشاهير دبليو دبليو إي لعام 2015. وفي الليلة التالية في راسلمينيا 31 تدخل هوجان وسكوت هول وكيفن ناش (الممثلين لفريق نيو ورلد أوردر) في مباراة ستينج ضد تريبل إتش لصالح ستينج حيث واجهوا أعضاء فريق دي-جينرايشن إكس وهم بيلي غان وإكس-باك ورود دوغ وشون مايكلز.

#### فضيحة العنصرية والمغادرة
في يوليو 2015 كشفت مجلة "ناشيونال إنكوايرر" وموقع "رادار أونلاين" عن تسجيل مسرب لهولك هوجان يعود لعام 2007 يحتوي على تعليقات عنصرية ضد السود. وفي التسجيل، يسمع هوجان يعبر عن اشمئزازه من فكرة أن تواعد ابنته رجلا أسود مستخدما بشكل متكرر مصطلح "نيغر" العنصري. كما اعترف هوجان بأنه "عنصري إلى حد ما".
بمجرد انتشار التسجيلات وإثارة فضيحة إعلامية قدم هوجان اعتذارا عن تصريحاته واصفا إياها بأنها "ألفاظ مسيئة ولا تتفق مع معتقداته الشخصية". أعرب ثلاثة مصارعين سود عملوا مع هوجان في كل من دبليو دبليو إف وبطولة العالم للمصارعة عن تأييدهم له. قال فيرجيل: "لم يعطني هوجان أي سبب يدعوني للاعتقاد بأنه عنصري" بينما صرح دينيس رودمان بأنه "بالتأكيد ليس عنصريا" وأضاف كامالا: "لا أعتقد أن هوجان قصد الإساءة بهذا الكلام. هوجان أخي ما دام يريد ذلك". أما المصارعون السود العاملون في دبليو دبليو إي فقد قدموا تعليقات مختلفة. أعرب مارك هنري عن ارتياحه لموقف دبليو دبليو إي "الذي لا يتسامح مع العنصرية" معبرا عن شعوره بالأذى والاستياء من أسلوب هوجان ولهجته. بينما قال بوكر تي إنه أصيب بالصدمة ووصف التصريحات بأنها مؤسفة.
في 24 يوليو أنهت دبليو دبليو إي عقدها مع هوجان معلنة التزامها "بتقبل وتكريم الأفراد من جميع الخلفيات". بيد أن محامي هوجان ذكر أن موكله اختار الاستقالة طوعا. وفي اليوم السابق أزالت دبليو دبليو إي جميع الإشارات إلى هوجان تقريبا من موقعها الإلكتروني بما في ذلك:
- إدراجه كحكم في برنامج تاف إنوف.
- منتجاته من متجر دبليو دبليو إي.
- ملفه الشخصي من صفحة قاعة المشاهير (مع الإبقاء على ذكره في موسوعة دبليو دبليو إي الرسمية الصادرة أكتوبر 2016).

كما توقفت مبيعات شخصيته القابلة للتحميل في لعبة دبليو دبليو إي تو كي 15 واستبعدت شخصيته من اللعبة القادمة دبليو دبليو إي تو كي 16 أثناء مرحلة التطوير.
ردا على الجدل توقفت شركة ماتيل عن إنتاج دمى هوجان المتحركة كما أزيلت منتجاته من المتاجر الإلكترونية لـ"تارجت" و"تويز آر أس" و"وولمارت". وفي 28 يوليو أفاد موقع "رادار أونلاين" بأن هوجان استخدم أيضا ألفاظا معادية للمثليين في التسجيل الجنسي المسرب. وبعد أيام كشفت تقارير أن هوجان استخدم لغة عنصرية في مكالمة عام 2008 مع ابنه نيك الذي كان مسجونا آنذاك معربا عن أمله في ألا يبعثوا كذكور سود في حياة أخرى. وفي 31 أغسطس أجرى هوجان مقابلة مع "إيه بي سي" طلب فيها الصفح عن تعليقاته العنصرية معزوا ذلك إلى تحيز عرقي اكتسبه من الحي الذي نشأ فيه. ادعى هوجان أن مصطلح "نيغر" كان متداولا بين أصدقائه في تامبا بلا تحفظ وهو ما نفاه جيرانه السابقون.
في الفترة التالية عبر العديد من الأمريكيين الأفارقة المرتبطين بعالم المصارعة عن دعمهم الجزئي لهوجان منهم: ذا روك ودينيس رودمان وبوكر تي وكامالا وفيرجل ومستر تي ومارك هنري وبيج إي ودي أنجلو دينيرو الذي أكد مسامحته لهوجان الذي رأى أنه ترك "أثرا إيجابيا على الإنسانية" لأكثر من ثلاثة عقود.

### العودة الخامسة إلى دبليو دبليو إي (2018–2025)
في 15 يوليو 2018 تم "إعادة" هوجان إلى قاعة مشاهير دبليو دبليو إي (رغم عدم وجود أي بيان رسمي سابق بفصله). وفي نفس الليلة دعي لكواليس حدث دبليو دبليو إي باي-بر-فيو "إكستريم رولز" وتم ذكره باختصار في العرض التمهيدي للحدث. عاد هوجان إلى الشاشة في 2 نوفمبر 2018 كمضيف لحدث كراون جول. وفي 7 يناير 2019 عاد إلى راو لتقديم تحية لـ"مين جين" أوكيرلوند الذي توفي قبل خمسة أيام.
في 6 أبريل 2019 أدخل هوجان شريكه في فريق "ميغا-مانياكس" وصديقه القديم بروتوس "ذا باربر" بييفكيك إلى قاعة المشاهير. وفي الليلة التالية في راسلمينيا 35 ظهر مفاجأة في بداية العرض مع مضيفة راسلمينيا أليكسا بليس لترحيب الجماهير حيث سخر من زلته في راسلمينيا 30 عندما أخطأ في تسمية "سوبردوم" بـ"سيلفردوم". في حلقة 17 يونيو 2019 من راو عرضت دبليو دبليو إي مقابلة مع هوجان عن فريق كأس العالم للسيدات الأمريكي. وفي حلقة 30 سبتمبر 2019 من راو كشف هو وريك فلير عن مباراة فرق من 10 رجال لحدث كراون جول. حيث فاز فريقه في الحدث بحضور هوجان بجانب الحلبة.
أعرب هوجان علنا عن أمله في خوض مباراة أخيرة في دبليو دبليو إي بما في ذلك خلال مقابلة مع لوس أنجلوس تايمز. وفي 9 ديسمبر 2019 أعلن عن إدخال هوجان إلى قاعة المشاهير للمرة الثانية كعضو في "نيو وورلد أوردر" برفقة زملائه السابقين كيفن ناش وسكوت هول وشون والتمان.
أعلن في حلقة 19 مارس 2021 من سماكداون أن هوجان سيشارك في تقديم راسلمينيا 37 مع تايتس أونيل. قام هوجان بافتتاح ليلتي راسلمينيا 37 برفقة أونيل وظهر في عدة مقاطع مع بيلي مما أدى لعودة توأم بيلا اللتين هاجمتا بيلي كما تم تقديمه خلال احتفال قاعة المشاهير مع ناش وهول ووالتمان.
في 23 يناير 2023 ظهر هوجان مباشرة برفقة جيمي هارت لافتتاح عرض راو إز 30 الذي احتفل بالذكرى الثلاثين لبرنامج راو. وفي 22 يناير 2024 احتفلت دبليو دبليو إي بالذكرى الأربعين لـ"هولكامانيا" بظهور هوجان في لقطات مسجلة مسبقا. في 6 يناير 2025 ظهر هوجان مباشرة خلال العرض الأول لراو على نتفليكس مرة أخرى برفقة هارت وسط صفير استهجان من الجمهور حيث كان يروج لعلامة بيره الجديدة "ريال أمريكان بير" في آخر ظهور له في حدث مصارعة محترفة قبل وفاته.

### الإرث

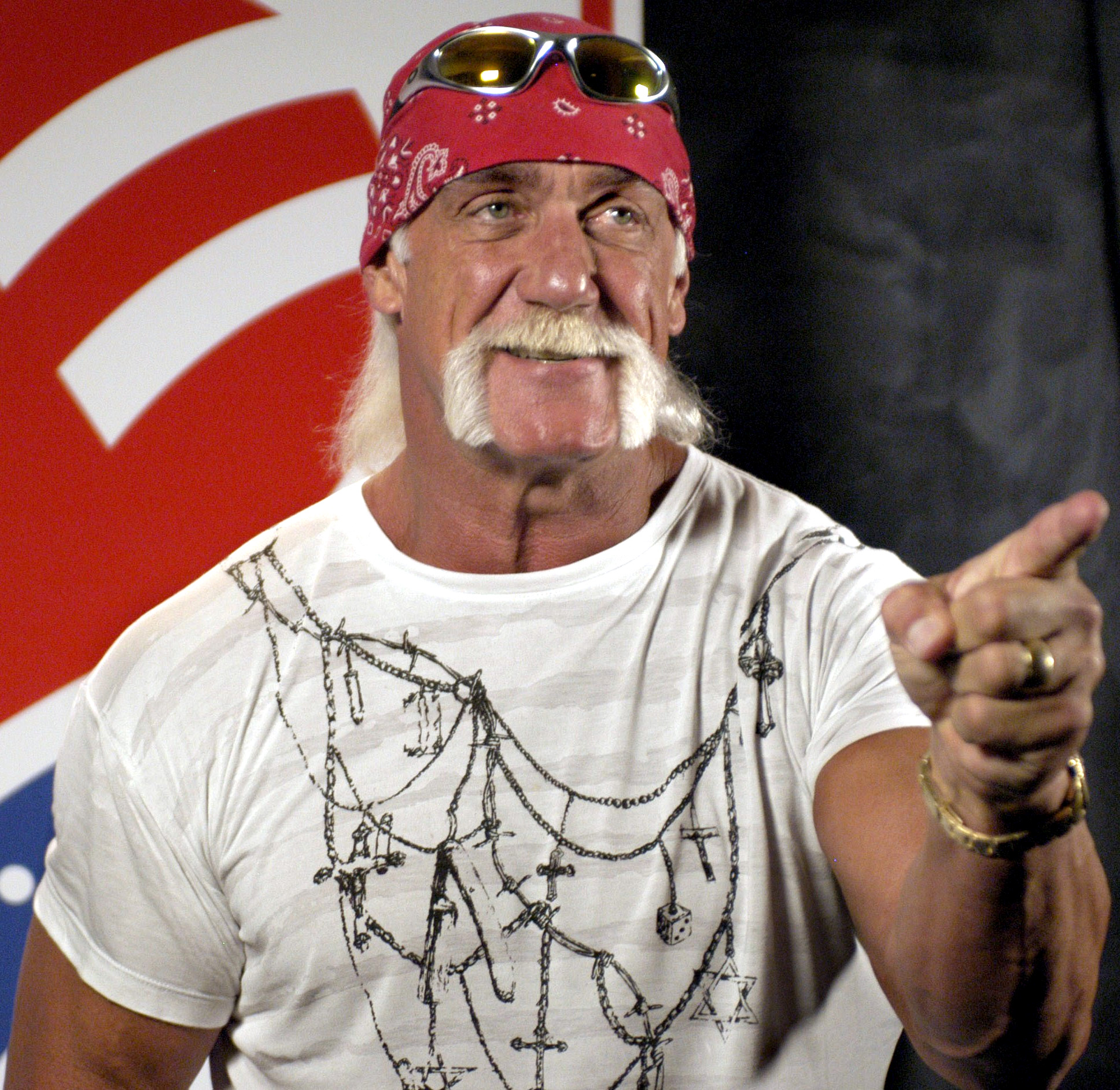
هوجان في أغسطس 2005.

يعتبر هولك هوجان أحد أكبر الجاذبات الجماهيرية في تاريخ المصارعة المحترفة وكان عاملا رئيسيا في نجاح توسعات فنس مكماهون لشركته. فقد صرح المؤرخ والصحفي المتخصص في المصارعة ديف ميلتزر قائلا: "لا يمكن المبالغة في تقدير أهمية هوجان في تاريخ هذه الصناعة. لقد بيعت تذاكر عروض المصارعة بسببه أكثر من أي شخص آخر على الإطلاق". وصنفه موقع قاعدة بيانات الأفلام على الإنترنت كأكبر جاذب جماهيري في تاريخ المصارعة المحترفة حيث حل في المركز الأول ضمن قائمة ضمت 60 مصارعا آخر.
أكد المصارع كودي رودز في مناسبات عديدة أن مباراة هوجان ضد ذا روك في راسلمينيا 18 هي أعظم مباراة في تاريخ المصارعة وأنها تجسد جوهر المصارعة المحترفة بكل معانيها.
أبدع عضو قاعة مشاهير دبليو دبليو إي بريت هارت انتقادات متكررة لقدرات هوجان في المصارعة حيث صرح عام 2021 أنه "لا يميز بين حركة هيدلوك ومصباح السيارة" ووصفه بأنه "محدود للغاية". مع ذلك كان هارت قد أشاد سابقا بهوجان باعتباره "بطلا" في عيون الجماهير كما امتدح مظهره الخارجي قائلا: "انظر إلى هولك هوجان طوله 6 أقدام و8 بوصات (203 سنتيمتر) بذراعين ضخمين إنه مظهر مذهل. عندما يدخل الغرفة يتوقف الجميع عن الكلام. كأنه يحمل أرجلا مكان كتفيه وأذرعه بحجم أرجل شخص عادي".
من جانبه رأى الكاتب السابق فنس روسو الذي كان هوجان قد رفع ضده دعوى قضائية سابقا عام 2022 أن على المزيد من المصارعين محاكاة أسلوب هوجان بدلا من تقليد بهلوانيات المصارعين المعاصرين.
اعترف هوجان نفسه سابقا بأنه يحتل "المركز الثاني" خلف ريك فلير الذي وصفه بأعظم مصارع في التاريخ.
لكن كريس جيريكو خالف هذا الرأي في بودكاست عام 2023 قائلا: "هوجان كان أداؤه أفضل من فلير على الأقل في تجربتي. دائما كانت مبارياتي مع هوجان رائعة لأنه فهم شخصيته تماما سواء كبطل محبوب أو شرير. كان عظيما في فهم جمهوره ولم يكن يفعل أي شيء غير ضروري. تلك الفترة كانت من أجمل مراحل مسيرتي".
في 20 فبراير 2019 أعلن أن كريس هيمسوورث سيجسد شخصية هوجان في فيلم سيرة ذاتية بإخراج تود فيليبس. لكن في 2024 أعلن فيليبس إلغاء المشروع.

## التأييدات والمشاريع التجارية

### المأكولات والمشروبات
أسس هوجان ومول مطعما باسم "باستامانيا" في مول أوف أمريكا ببلومنغتون بولاية مينيسوتا. افتتح المطعم خلال عطلة عيد العمال عام 1995 وحظي بترويج مكثف في برنامج بطولة العالم للمصارعة "مانداي نايترو". وقد قدم المطعم الذي لم يستمر أكثر من عام أطباقا مثل "هولك-يو" و"هولك-أ-رو".
في مقابلات ببرنامجي "ذا تونايت شو" و"ليت نايت مع كونان أوبراين" ادعى هوجان أنه عرض عليه أولا الترويج لما عرف لاحقا بـ"شواية جورج فورمان" لكنه فوت الفرصة لعدم رده في الوقت المناسب. لكن لا توجد أدلة مباشرة تدعم هذا الادعاء. بدلا من ذلك روج هوجان لخلاط عصير باسم "ثاندر ميكسر" ثم لشواية باسم "هولك هوجان ألتيمايت جريل" التي سحبت طوعيا عام 2008 بسبب خطر الاشتعال.
في 2006 أطلق هوجان مشروب "هوجان إنرجي" بالتعاون مع شركة سوكو إنرجي. كما استخدم اسمه وصورته في خط منتجات "برجر هولكستر" (همبرغر وبرجر دجاج) المجهزة بالميكروويف في متاجر وولمارت. وفي 1 نوفمبر 2011 أطلق موقع "هوجان نيوتريشن" المتخصص بالمكملات الغذائية.
في ليلة رأس السنة 2012 افتتح مطعم "هوجانز بيتش" على الواجهة البحرية في تامبا لكنه أزال اسمه منه في أكتوبر 2015. لاحقا افتتح "هوجانز هانجآوت" في كليرووتر بيتش.
عام 2024 دخل هوجان مجال المشروبات الكحولية بإطلاق "ريال أمريكان بير" (نوع من البيرة الخفيفة).

### الشؤون المالية
في سبتمبر 2008 كشفت التقارير أن صافي ثروة هوجان بلغ حوالي 30 مليون دولار. لكن في سبتمبر 2011 أفصح هوجان أن أسلوب حياته الباذخ وتكاليف طلاقه كلفاه مئات الملايين من الدولارات وكادا أن يدفعاه للإفلاس.

### الانتماء السياسي
أعلن هولك هوجان تأييده لدونالد ترامب في الانتخابات الرئاسية خلال المؤتمر الوطني الجمهوري لعام 2024. كما ألقى كلمة بارزة في تجمع ترامب الانتخابي بمدينة ماديسون سكوير جاردن بنيويورك عام 2024.

### أعمال أخرى
في أكتوبر 2007 نقل هوجان جميع العلامات التجارية المتعلقة به إلى شركته المسؤولة "هوجان هولدينغز ليميتد" والتي تشمل: هولك هوجان، "هوليوود" هولك هوجان، هولكستر، هوجان نوز جريلين، هولكامانيا.كوم، وهولكابيديا.كوم.
في أبريل 2008 أعلن هوجان عن منح ترخيصه لشركة تطوير الألعاب جيم لوفت لإنشاء لعبة "هولكامانيا ريسلينج" للهواتف المحمولة. وأكد في بيان صحفي أن اللعبة ستكون "وفية لتجربته في المصارعة" وتضم حركاته الكلاسيكية مثل "الخنق المزدوج" و"الضربة القوية بالحبل". وفي 2010 شارك هوجان مع تروي آيكمان في إعلانات لشركة رينت-أ-سنتر.
في 24 مارس 2011 ظهر هوجان بشكل مفاجئ في برنامج أمريكان أيدول مفاجئا معجبي المصارعة بول مكدونالد وجيمس دوربين. وفي 15 أكتوبر 2010 أعلنت شركة إنديمول جيمز يو كي (فرع مجموعة إنديمول للإنتاج) عن شراكة مع بيسكوف هارفي إنترتينمنت لإنتاج لعبة قمار إلكترونية بعنوان "هولكامانيا" تضم مقاطع فيديو لهوجان.
في أكتوبر 2013 تعاون هوجان مع شركة تك أسيستس لإطلاق خدمة استضافة مواقع إلكترونية باسم "هوستامانيا". ولترويج الخدمة صدر إعلان يسخر فيه هوجان من إعلانات جودادي.كوم لجان-كلود فان دام وفيديو أغنية "ركن بال" لمايلي سايروس. وفي 21 نوفمبر 2013 ظهر هوجان مع جودادي.كوم في بث مباشر على جوجل بلس ناقشوا فيه هوستامانيا والمعجبين والأعمال.
أصبح هوجان موزعا لشركة التسويق الشبكي فيسالوس ساينسز بعد بحثه عن فرص عمل خارج المصارعة. كما دعم جمعية السكري الأمريكية.
في 2025 ظهر في الفيلم الوثائقي "راسلمينيا 9: المشهد" الذي صدر على بيكوك في 11 أبريل 2025.
أسس هوجان بالشركة "ريال أمريكان فريستايل" في أبريل 2025 وشغل منصب مفوض المنظمة.

## وسائل الإعلام الأخرى

### التمثيل

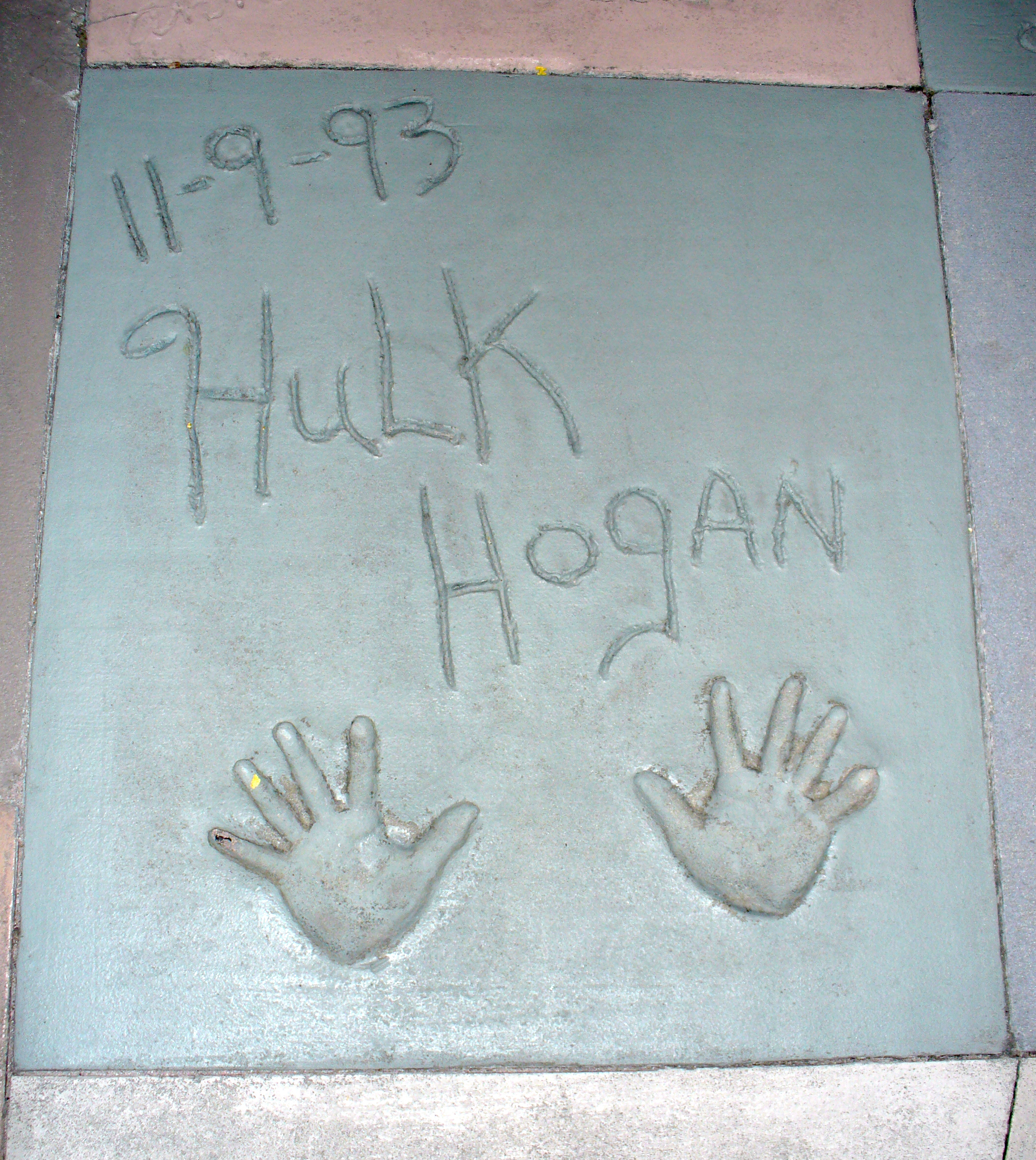
بصمات يد هالك هوجان أمام لعبة ذا غريت موفي رايد في منتزه ديزني هوليوود ستوديوز الترفيهي التابع لعالم والت ديزني.

أدت الشعبية الكبيرة لهوجان خارج عالم المصارعة إلى مشاركته في العديد من الأعمال التلفزيونية والسينمائية. في بداية مسيرته الفنية جسد دور "ثاندرلبس" في فيلم روكي 3 (1982). كما ظهر في فيلم نو هولدز باريد (1989) قبل أن يشارك في أفلام عائلية مثل: سوبيربان كوماندو (1991)، مستر ناني (1993)، سانتا وذ ماسلز (1996)، و3 نينجاس: هاي نون آت ميجا ماونتن (1998).
شارك هوجان عام 1992 في إعلانات مزيل العرق رايت جارد. كما قام ببطولة مسلسله التلفزيوني الخاص ثاندر إن بارادايس عام 1994. وهو النجم الرئيسي في فيلم ذا ألتيمايت ويبون (1998) الذي ظهر فيه بروتوس بييفكيك بشكل قصير.
في 1997 لعب هوجان دور البطولة في الفيلم التلفزيوني الأصلي لشبكة تي إن تي أسولت أون ديفلز آيلاند حيث جسد دور قائد وحدة كوماندوز مع الممثلين المخضرمين كارل وذرز وشانون تويد. كما كان إيريك بيشوف منتجا تنفيذيا للفيلم. كان من المقرر تحويل الشخصيات إلى مسلسل ولكن تم إنتاج جزء ثان بعد عامين بعنوان أسولت أون ديث ماونتن. في 1995 ظهر في برنامج كيدز أغينست كرايم على قناة تي بي إن.
كما ظهر هوجان في أدوار قصيرة في أفلام مابتس فروم سبيس، جريملينز 2: ذا نيوباتش (النسخة السينمائية)، وسباي هارد حيث جسد شخصيته الحقيقية. كما جسد دور زيوس في فيلم ليتل هيركيوليز إن 3دي. ظهر هوجان أيضا في مسلسل ذا إي-تيم (في 1985 و1986) مع رودي بايبر. وفي 1999 شارك في مسلسل سدنلي سوزان. في 2001 ظهر ضيفا في حلقة من مسلسل جوال تكساس ووكر.
في السنوات اللاحقة نشط هوجان في مجال الدبلجة الصوتية حيث شارك في مسلسلات مثل روبوت تشيكن وأمريكان داد كما كان أحد الممثلين الرئيسيين في مسلسل تشاينا، إيلينوي على قناة كرتون نيتورك/أدلت سويم.

### برامج الواقع والتقديم التلفزيوني
في 10 يوليو 2005 أطلقت قناة في إنش 1 برنامج الواقع "هوجان نوز بيست" الذي ركز على حياة هوجان وزوجته ليندا آنذاك وابنيه بروك ونيك. وفي يوليو 2008 بث البرنامج الفرعي "بروك نوز بيست" الذي سلط الضوء بشكل أساسي على حياة ابنته بروك.
في 2008 قدم هوجان النسخة الجديدة من برنامج "أمريكان جلاتييتورز" على قناة إن بي سي. كما قدم وحكم برنامج الواقع قصير العمر "هولك هوجانز سيليبرتي تشامبيونشيب ريسلينج". وفي 17 نوفمبر 2010 كان له برنامج خاص بعنوان "فايندينج هولك هوجان" على قناة شبكة إيه أند إي.
عام 2015 شارك هوجان كحكم في الموسم السادس من برنامج "تاف إنوف" برفقة بيج ودانيال براين ولكن بسبب الفضيحة التي تعرض لها تم استبداله بذا ميز بعد الحلقة الخامسة.

### الموسيقى والإذاعة
أصدر هوجان ألبوما موسيقيا بعنوان حكم هالك تحت اسم "هولك هوجان وفرقة رِجال المصارعة" والذي ضم أيضا جيمي "فم الجنوب" هارت وزوجته السابقة ليندا وجاي جاي ماجواير. رغم التقييمات السلبية وصل الألبوم إلى المرتبة 12 في قائمة بيلبورد لأفضل أغاني الأطفال عام 1995. كما أصدرت فرقة "غرين جيلي" أغنية ثنائية مع هوجان وهي نسخة من أغنية غاري غليتر أنا زعيم العصابة (أنا). كما ظهر هوجان في عدة مقاطع موسيقية منها فيديو أغنية دوللي بارتون قفل على قلبي (ذات الطابع المصارعي) حيث لعب دور "ستارلايت ستاربرايت". كما ظهر هو وابنته بروك بشكل عابر في فيديو أغنية ضغط للمغني بيللي بالاشتراك مع جينيوين.
كان هوجان ضيفا دائما في البرنامج الإذاعي بوبا إسفنجة الحب بل وكان شاهد زفاف بوبا في حفل زفافه عام 2007. وفي 12 مارس 2010 أطلق برنامجه الإذاعي الخاص هوجان غير خاضع للرقابة على قناة هاوارد 101 في راديو سيريوس الفضائي.

### المنتجات الاستهلاكية
يُوثّق موقع The Wrestling Figure Checklist أن هولك هوغان قد صُنع له 171 نموذجًا مختلفًا من تماثيل الأكشن (الدمى التمثيلية)، وذلك خلال الفترة الممتدة من ثمانينيات القرن العشرين وحتى العقد الأول من الألفية الثانية. وقد تنوّعت هذه التماثيل في أشكالها وتصاميمها، وأُنتجت من قِبل عدد من الشركات والمصانع التابعة لعروض المصارعة المختلفة على مرّ السنوات.

## الظهور الإعلامي

### الأفلام
| السنة | الاسم                                | الدور                    | الملاحظات          |
| ----- | ------------------------------------ | ------------------------ | ------------------ |
| 1982  | روكي 3                               | ثاندرليبس                |                    |
| 1989  | نو هولدز باريد                       | ريب توماس                |                    |
| 1990  | غريملينز 2: الدفعة الجديدة           | شخصيته الحقيقية          | ضيف شرف            |
| 1991  | كوماندوز الضواحي                     | شيل رامزي                |                    |
| 1993  | السيد المربية                        | شون أرمسترونغ            |                    |
| 1993  | ثاندر في الجنة                       | راندولف ج. "إعصار" سبنسر | مباشرة إلى الفيديو |
| 1996  | تجسس صعب                             | عضو آخر في فريق ستيل     | ضيف شرف            |
| 1996  | نادي العميل السري                    | راي تشيس                 |                    |
| 1996  | سانتا مع العضلات                     | بليك ثورن                |                    |
| 1998  | جزيرة ماكينزي                        | جو ماكغراي               |                    |
| 1998  | 3 نينجا: منتصف النهار في ميجا ماونتن | ديف دراغون               |                    |
| 1998  | السلاح النهائي                       | بن كاتر                  |                    |
| 1999  | الدمى المتحركة من الفضاء             | شخصيته الحقيقية          | ضيف شرف            |
| 2009  | هرقل الصغير                          | زيوس                     |                    |
| 2011  | غنوميو وجولييت                       | تيرافيرمينيتور في أو     | دور صوتي           |

### التلفزيون
| السنة     | الاسم                                | الدور                                             | الملاحظات                                                                                          |
| --------- | ------------------------------------ | ------------------------------------------------- | -------------------------------------------------------------------------------------------------- |
| 1984      | جولدي والدببة                        | ماك ماكينا                                        | فيلم تلفزيوني                                                                                      |
| 1985–1986 | فريق النخبة                          | شخصيته الحقيقية                                   | حلقتان: ("بادي سلام"، "المشكبة مع هاري")                                                           |
| 1985–1986 | مصارعة الروك أند ريسلينغ لهولك هوجان | شخصيته الحقيقية                                   | أجزاء الحركة الحية فقط                                                                             |
| 1994      | ثاندر في الجنة                       | راندولف ج. "إعصار" سبنسر                          | الدور الرئيسي؛ 22 حلقة                                                                             |
| 1995      | الفضاء الشبح الساحل إلى الساحل       | شخصيته الحقيقية                                   | حلقة واحدة ("النائم")                                                                              |
| 1996      | بيواتش                               | شخصيته الحقيقية                                   | حلقة واحدة: ("Bash at the Beach")                                                                  |
| 1997      | الهجوم على جزيرة الشيطان             | مايك مأكبرايد                                     | فيلم تلفزيوني                                                                                      |
| 1999      | فجأة سوزان                           | شخصيته الحقيقية                                   | حلقتان ("في هذه الزاوية... سوزان كين!: الجزء الأول" و"في هذه الزاوية... سوزان كين!: الجزء الثاني") |
| 1999      | الهجوم على جبل الموت                 | مايك مأكبرايد                                     | فيلم تلفزيوني                                                                                      |
| 2001      | جوال تكساس ووكر                      | بومر نايت                                         | حلقة واحدة: ("شارع القسم")                                                                         |
| 2005–2007 | هوجان يعرف الأفضل                    | شخصيته الحقيقية                                   | مسلسل تلفزيوني واقعي                                                                               |
| 2006–2016 | الدجاجة الآلية                       | نفسه، أبراهام لنكولن، شجرة العطاء، بيج فوت، مختلف | 4 حلقات                                                                                            |
| 2008      | بطولة مصارعة المشاهير لهولك هوجان    | شخصيته الحقيقية                                   | مسلسل تلفزيوني واقعي                                                                               |
| 2008–2009 | بروك تعرف أفضل                       | شخصيته الحقيقية                                   | مسلسل تلفزيوني واقعي                                                                               |
| 2011–2015 | تشاينا، إيلينوي                      | العميد                                            | الطاقم الرئيسي                                                                                     |
| 2012      | أميريكان داد!                        | شخصيته الحقيقية                                   | حلقة واحدة: ("ستاني تندرغراس")                                                                     |
| 2012      | الوسيطون                             | شخصيته الحقيقية                                   | حلقة واحدة ("النار!")                                                                              |
| 2014      | الثمانينيات تسمى                     | شخصيته الحقيقية                                   | إعلان راديو شاك لبطولة سوبر بول 48                                                                 |
| 2015      | سموش                                 | شخصيته الحقيقية                                   | حلقة واحدة                                                                                         |
| 2019      | عائلة جولدبيرج                       | شخصيته الحقيقية                                   | حلقة واحدة ("ريسلمانيا")                                                                           |
| 2022      | معسكر دبليو دبليو إي                 | شخصيته الحقيقية                                   | حلقتان ("واقعية جون سينا"، "حفلة بيتزا فينس")                                                      |

### ألعاب الفيديو

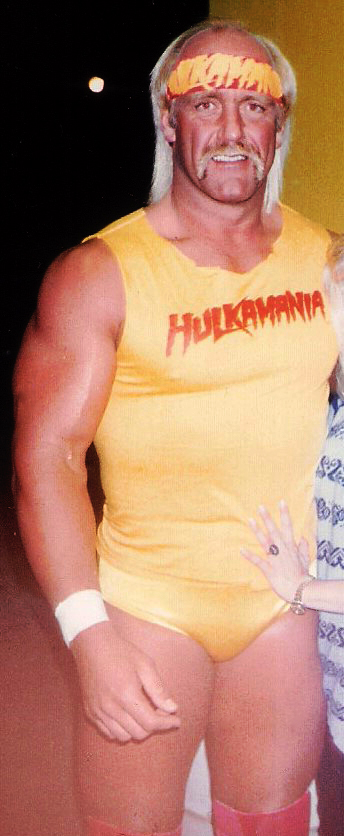
هالك هوجان في عام 1988.

قدم هوجان صوته لشخصية "أنجيل دي لا مويرتي" في لعبة 2011 "ساينتس رو 3" كعضو في فريق "القديسين". وفي أكتوبر 2011 أصدر لعبة فيديو بعنوان "الحدث الرئيسي لهولك هوجان".
كما ظهرت شخصية تشبهه (تحمل اسم ريكس كوان دو) كشرطي يمكن للاعب التحكم به في لعبة "هذه هي الشرطة".
يظهر هوجان بشخصيتيه (هولك هوجان وهوليوود هوجان) في ألعاب المصارعة المرخصة التالية:

#### دبليو دبليو إي
| السنة | الاسم                                     | الملاحظات |
| ----- | ----------------------------------------- | --- |
| 1987  | مصارعة الدوري الصغير                      | أول ظهور لألعاب الفيديو غلاف رياضي                                                                                 |
| 1989  | دبليو دبليو إف راسلمنيا                   | غلاف رياضي |
| 1989  | دبليو دبليو إف سوبر ستارز                 | غلاف رياضي |
| 1990  | دبليو دبليو إف راسلمنيا شالينج            | غلاف رياضي |
| 1991  | دبليو دبليو إف راسلمنيا                   | غلاف رياضي |
| 1991  | دبليو دبليو إف مهرجان المصارعة العالمي    | غلاف رياضي |
| 1992  | دبليو دبليو إف سوبر راسلمنيا              | غلاف رياضي |
| 1992  | جولة دبليو دبليو إف الأوروبية             | |
| 1992  | دبليو دبليو إف سوبر ستارز 2               | غلاف رياضي |
| 1992  | دبليو دبليو إف راسلمنيا: ستيل كايج شالينج | غلاف رياضي |
| 1993  | رويال رامبل                               | ظهر هوجان في إصدار ميجا درايف من اللعبة (وكان أيضا على الغلاف) لكنه لم يظهر في إصدار سوبر نينتندو إنترتينمنت سيستم |
| 1993  | دبليو دبليو إف كينغ أوف رينغ              | غلاف رياضي |
| 2002  | دبليو دبليو إف راسملمنيا إكس8             | غلاف رياضي |
| 2002  | دبليو دبليو إي رود تو ريسلمانيا إكس8      | |
| 2002  | دبليو دبليو إي سماك داون! شت يور ماوث     | كان هوجان على غلاف نسخة خط تناوب الطور من اللعبة، ولكن ليس نسخة معيار اللجنة الوطنية لنظام التلفزة                 |
| 2003  | دبليو دبليو إي كراش أور                   | |
| 2003  | دبليو دبليو إي راسلمينيا 19               | |
| 2003  | دبليو دبليو إي راو 2                      | |
| 2005  | دبليو دبليو إي يوم الحساب 2               | |
| 2005  | دبليو دبليو إي سماكداون ضد رو 2006        | |
| 2006  | دبليو دبليو إي سماكداون ضد رو 2007        | |
| 2009  | دبليو دبليو إي أساطير راسلمينيا           | غلاف رياضي |
| 2011  | دبليو دبليو إي جميع النجوم                | غلاف رياضي |
| 2013  | دبليو دبليو إي تو كي 14                   | |
| 2014  | دبليو دبليو إي البطاقة الخارقة            | |
| 2014  | دبليو دبليو إي تو كي 15                   | غلاف رياضي في إصدار هالكمانيا من اللعبة كان هوغان محتوى قابلا للتنزيل وتمت إزالته بعد فضيحته العنصرية              |
| 2015  | دبليو دبليو إي إمورتل                     | |
| 2017  | دبليو دبليو إي أبطال                      | أصيف في عام 2019                                                                                                   |
| 2019  | دبليو دبليو إي تو كي 20                   | |
| 2020  | دبليو دبليو إي تو كيه ساحات المعارك       | |
| 2022  | دبليو دبليو إي تو كي 22                   | غلاف رياضي في إصدار نيو ورلد أوردر للأبد من اللعبة                                                                 |
| 2023  | دبليو دبليو إي تو كي 23                   | |
| 2024  | دبليو دبليو إي تو كي 234                  | غلاف رياضي في إصدار 40 عام من راسلمينيا من اللعبة                                                                  |
| 2025  | دبليو دبليو إي تو كي 235                  | |

#### بطولة العالم للمصارعة
| السنة | الاسم                                         | الملاحظات  |
| ----- | --------------------------------------------- | ---------- |
| 1997  | دبليو سي دبليو فيرسيس ذا ورلد                 | غلاف رياضي |
| 1997  | دبليو سي دبليو فيرسيس. إن دبليو أو: وورلد تور | غلاف رياضي |
| 1998  | دبليو سي دبليو نيترو                          | غلاف رياضي |
| 1998  | دبليو سي دبليو/إن دبليو أو ريفينج             | غلاف رياضي |
| 1999  | دبليو سي دبليو/إن دبليو أو ثاندر              | غلاف رياضي |
| 1999  | دبليو سي دبليو مايهيم                         |            |
| 2000  | دبليو سي دبليو باكستيج أسولت                  |            |

#### إمباكت ريسلينغ
| Year | Title                          | Notes |
| ---- | ------------------------------ | --- |
| 2010 | إمباكت ريسلينغ! عبور الخط      | ظهر هوجان في إصدار نينتندو دي أس من اللعبة (وكان أيضا على الغلاف) لكنه لم يظهر في إصدار بلاي ستيشن بورتبل |
| 2011 | إمباكت ريسلينغ! تأثير المصارعة | |

#### أساطير المصارعة
| السنة | الاسم                     | الملاحظات  |
| ----- | ------------------------- | ---------- |
| 2001  | أساطير المصارعة           | غلاف رياضي |
| 2002  | أساطير المصارعة 2         | غلاف رياضي |
| 2004  | المواجهة: أساطير المصارعة | غلاف رياضي |

## الحياة الشخصية والوفاة

### القضايا القانونية

#### دعوى بيلزر

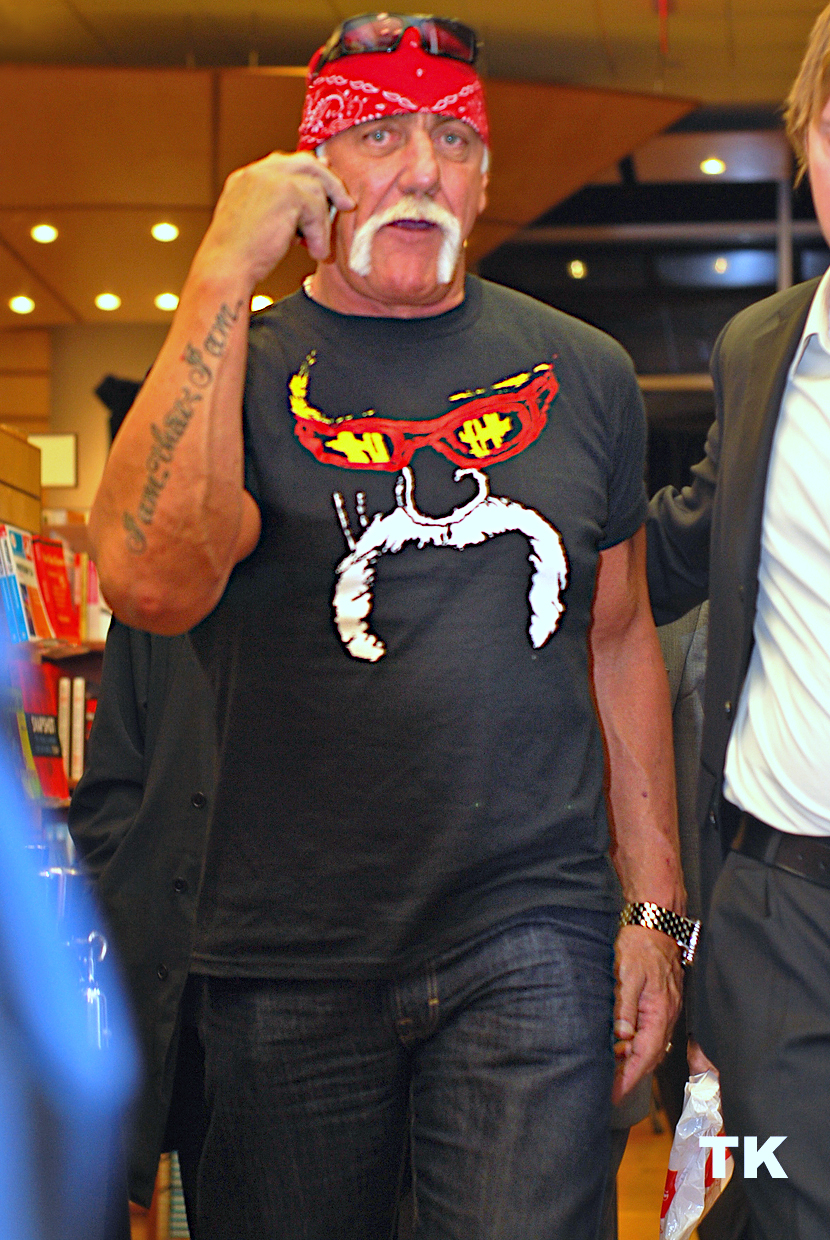
هوجان في تورنتو في عام 2009.

في 27 مارس 1985 قبل أيام قليلة من انطلاق أول عرض راسلمينيا طلب ريتشارد بيلزر في برنامجه التلفزيوني "هوت بروبيرتيز" من هوجان أن يوضح إحدى حركاته المميزة في المصارعة. بعد رفض متكرر من هوجان مع إصرار بيلزر قام هوجان بوضع بيلزر في حركة معدلة من خنق المقصلة مما تسبب في إغماء بيلزر. وعندما تركه هوجان اصطدم رأس بيلزر بالأرض مما تسبب في جرح بفروة الرأس تطلب إدخاله المستشفى لفترة وجيزة. رفع بيلزر دعوى قضائية ضد هوجان بقيمة 5 ملايين دولار ثم تسويا النزاع خارج المحكمة.
في بث 20 أكتوبر 2006 لبرنامج "بابا ذا لوف سبونج شو" (بحضور هوجان في الاستوديو) زعم أن قيمة التسوية بلغت 5 ملايين دولار نصفها من هوجان والنصف الآخر من فنس مكماهون. لكن خلال ظهوره في 23 يونيو 2008 على برنامج "ذا هوارد ستيرن شو" في إذاعة سيريوس ساتلايت راديو أشار بيلزر إلى أن المبلغ الحقيقي للتسوية كان أقرب إلى 400 ألف دولار.

#### شهادة هوجان في محاكمة مكماهون
في عام 1994 وبعد حصوله على حصانة قانونية أدلى هوجان بشهادته في محاكمة فنس مكماهون المتعلقة بشحنات المنشطات التي تلقاها الطرفان من طبيب اتحاد دبليو دبليو إف جورج ت. زاهوريان الثالث. تحت القسم اعترف هوجان بأنه كان يتناول المنشطات الابتنائية منذ عام 1976 لاكتساب الحجم والوزن لكنه أكد أن مكماهون لم يبع له هذه المواد المخدرة ولم يأمره بتعاطيها.
أثبتت الشهادة التي قدمها هوجان أنها كانت مكلفة للغاية لقضية الحكومة ضد مكماهون. وبسبب هذه الشهادة بالإضافة إلى قضايا اختصاص قضائي تمت تبرئة مكماهون من جميع التهم.

#### اتهام بالاعتداء الجنسي ودعوى ابتزاز
في يناير 1996 اتهم هولك هوجان بالاعتداء الجنسي من قبل سيدة أعمال تبلغ من العمر 29 عاما ووقعت الحادثة المزعومة خلال عطلة عيد العمال عام 1995. يزعم أن الحادث وقع أثناء أول تسجيل لبرنامج دبليو سي دبليو مونداي نايترو في مول أوف أمريكا بمدينة مينيابوليس.
ادعت المرأة أنها كانت تساعد هوجان في بيع منتجات مطعمه "باستامانيا" وعندما ذهبت لتسليم البضائع المتبقية له في غرفته الفندقية بعد العرض أجبرها هوجان على ممارسة الجنس الفموي معه. كما زعمت امتلاكها أدلة على أن هوجان اغتصب امرأة أخرى.
أرسلت المرأة ومحاميها خطابا إلى هوجان يعرض تسوية القضية ماليا قبل نشرها علنا فرفع هوجان دعوى ضدها بتهمة الابتزاز. من جانبه نفى جين أوكيرلوند هذه الاتهامات مؤكدا أنه كان برفقة هوجان طوال اليوم. وفي عام 1997 رفعت المرأة دعوى مضادة ضد هوجان.

#### دعوى جاوكر
في أبريل 2012 انتشر شريط جنسي يظهر هولك هوجان مع هيذر كليم الزوجة المنفصلة لشخصية الراديو "بابا ذا لوف سبونج" على الإنترنت. وفي 4 أكتوبر 2012 نشرت موقع "جاوكر" مقطعا قصيرا من الفيديو. في الفيديو يمكن سماع بابا يقول إن الزوجين يمكنهما "فعل ما يريدان" بينما هو سيكون في مكتبه. وفي نهاية الفيديو يمكن أيضا سماعه يقول لهيذر: "إذا احتجنا إلى التقاعد يوما ما فهذه هي تذكرتنا".
اعترف هوجان لاحقا في برنامج هوارد ستيرن على الراديو الفضائي بأنه "كان خيارا سيئا ونقطة ضعف كبيرة" في حياته مضيفا: "كنت مع بعض الأصدقاء واتخذت قرارا خاطئا. هذا دمرني لم أشعر بهذا الألم من قبل".
في 15 أكتوبر 2012 رفع هوجان دعوى قضائية ضد بابا وهيذر كليم بتهمة انتهاك خصوصيته. وتم الإعلان عن تسوية مع بابا في 29 أكتوبر 2012. بينما قدمت كليم اعتذارا علنيا لهوجان.
في ديسمبر 2012 قضت محكمة اتحادية أمريكية بأن نشر جاوكر للمقطع لا ينتهك قانون حقوق النشر الأمريكي. ثم أضاف هوجان هيذر كليم كمدعى عليها مما سمح بإعادة رفع الدعوى في محكمة ولاية فلوريدا حيث كان كلاهما مقيمين هناك. هذه الدعوة الجديدة اتهمت بانتهاك الخصوصية والتسبب المتعمد والإهمالي في ألم عاطفي وطالبت بتعويضات قدرها 100 مليون دولار.
في 1 أكتوبر 2015 أفادت صحيفة "نيويورك بوست" أن قاض في فلوريدا منح هوجان حق الوصول إلى أنظمة الكمبيوتر الخاصة بجاوكر للسماح لخبير فحص أنظمتها ومكاتبها.
رفع هوجان لاحقا دعوى قضائية ضد جاوكر بقيمة 100 مليون دولار بتهمة التشهير وانتهاك الخصوصية والتسبب في ألم عاطفي وفي 18 مارس 2016 حصل على تعويض قدره 115 مليون دولار. كما منح قاض في فلوريدا في 11 أغسطس 2016 هوجان السيطرة على أصول "إيه. جيه. دوليريو" رئيس تحرير جاوكر السابق الذي كان متورطا في نشر الشريط الجنسي.
ساعد الملياردير بيتر ثيل من وادي السيليكون هوجان في تمويل دعواه ضد جاوكر ميديا.
وفي 2 نوفمبر 2016 توصلت جاوكر إلى تسوية مع هوجان بقيمة 31 مليون دولار.

### ادعاءات ملفقة
واجه هوجان اتهامات متكررة باختلاق تفاصيل من ماضيه بما في ذلك:
1. زعمه أن إلفيس بريسلي كان معجبا كبيرا به (رغم أن بريسلي توفي قبل بدء هوجان مسيرته في المصارعة).
2. ادعاؤه أن "الفرق في التوقيت" أثناء السفر بين الولايات المتحدة واليابان جعله يصارع "400 يوم في سنة واحدة".
3. قوله أن ذا أندرتيكر تسبب في إصابة خطيرة لرقبته في سرفايفر سيريس 1991.
4. زعمه أن كلا من رولينج ستونز وميتاليكا عرضوا عليه الانضمام كعازف جيتار باس.
5. ادعاؤه أنه عرضت عليه بطولة فيلم "ذا ريسلر" (2008) لكنه رفضها.

خلال ظهوره على برنامج "بابا ذا لوف سبونج" ادعى هوجان أن طول قضيبه 10 بوصات (25 سم). لكن أثناء محاكمة جاوكر اعترف في المحكمة أن هذا غير صحيح زاعما أنه كان يتحدث بشخصية "هولك هوجان" وليس باسمه الحقيقي تيري بوليا.

### العائلة

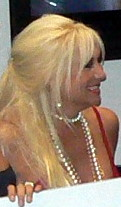
ليندا هوجان.

في عام 1983 تزوج هوجان من زوجته الأولى ليندا كلاريدج. وأنجبا طفلين: ابنة تدعى بروك وابن اسمه نيك. ظهر هوجان مع عائلته في برنامج الواقع "هوجان نوز بيست".
وفقا لمقابلة في مجلة "ناشيونال إنكوايرر" ادعت كريستيان بلانت أن هوجان أقام علاقة غرامية معها عام 2007 أثناء تصوير العائلة لبرنامج "هوجان نوز بيست". كانت بلانت تبلغ 33 عاما آنذاك وعملت مع بروك هوجان على ألبومها عام 2006.
في 20 نوفمبر 2007 قدمت ليندا طلب للطلاق في مقاطعة بينيلاس بولاية فلوريدا. وفي نوفمبر 2008 صرحت ليندا للجمهور أنها اتخذت قرار إنهاء زواجها بعد اكتشافها خيانة هوجان. في سيرته الذاتية عام 2009 اعترف هوجان أن ليندا شكت في خيانته مرات عديدة عندما كان يقيم صداقات مع نساء أخريات لكنه نفى خيانتها. حصل هوجان على حوالي 30% من الأصول السائلة للزوجين في تسوية الطلاق بقيمة تقارب 10 ملايين دولار. ادعى هوجان أنه فكر في الانتحار بعد الطلاق ونسب الفضل لزميلته في برنامج "أمريكان جلاتييتورز" ليلى علي في منعه من تنفيذ ذلك.
بدأ هوجان علاقة مع جينيفر ماكدانييل في أوائل 2008. خطبا في نوفمبر 2009 وتزوجا في 14 ديسمبر 2010 في كليرووتر بولاية فلوريدا. وفي 28 فبراير 2022 أعلن هوجان على تويتر انفصاله عن ماكدانييل.
في يوليو 2023 ارتبط هوجان بمدربة اليوجا سكاي ديلي حيث قدم لها خاتم الخطوبة في حفل زفاف الممثل كورين نيميك. وتزوجا في 22 سبتمبر 2023.

### المعتقدات الدينية
في عام 2007 صرح هوجان قائلا: "اعتمدت على ديني كثيرا. نلت الخلاص عندما كنت في الرابعة عشرة من عمري. قبلت المسيح كمخلص لي. لقد مات على الصليب ودفع ثمن خطاياي. كان بإمكاني أن أسلك الطريق الخطأ. كان بإمكاني أن أدمر نفسي لكنني اخترت الطريق السامي".
وفي 20 ديسمبر 2023 تعمد هوجان في كنيسة إنديان روكس المعمدانية في لارغو بولاية فلوريدا.

### المشاكل الصحية والوفاة
عانى هوجان من العديد من المشاكل الصحية خاصة في ظهره بعد تقاعده من المصارعة نتيجة سنوات من التدريب المكثف بالأثقال والحركات العنيفة في الحلبة.
بعد فشل الإجراءات الطبية في علاج مشاكل ظهره خضع هوجان لعملية دمج فقرات تقليدية في ديسمبر 2010 مما مكنه من العودة إلى نشاطه المهني. كما استخدم معهد "ليزر سباين" اسمه في إعلاناتهم دون إذنه حسبما ادعى.
في يناير 2013 رفع هوجان دعوى قضائية بقيمة 50 مليون دولار ضد المعهد بتهمة الإهمال الطبي زاعما أنهم أقنعوه بالخضوع لست عمليات "غير ضرورية وغير فعالة" في العمود الفقري زادت من آلام ظهره. وأكد أن العمليات الست التي خضع لها خلال 19 شهرا وفرت له راحة مؤقتة فقط.
توفي هوجان إثر توقف القلب في منزله بكليرووتر بولاية فلوريدا في 24 يوليو 2025 عن عمر ناهز 71 عاما. جاءت وفاته بعد شهر من خضوعه لعملية دمج فقرات كبرى حيث نفت زوجته سكاي التقارير التي ربطت الوفاة بمشكلة صحية أكثر خطورة.

## الجوائز والأوسمة
في عام 2008 تم تكريم هوجان بلقب "ملك كرو باكوس" وهي إحدى المنظمات الكرنفالية في نيو أورلينز. خلال زيارته تفقد هوجان مستشفى الأطفال في نيو أورلينز وشارك في الموكب الكرنفالي حيث قام برمي عملات معدنية تحمل صورته. وجاء هذا التكريم جزئيا لأن لقاء هوجان كان أحد أكثر "الأمنيات" التي يطلبها الأطفال المصابون بأمراض مستعصية والمسجلين في مؤسسة "ميك-أ-ويش".
كما تم إدراج هوجان في قاعة مشاهير خريجي "أندية الأولاد والبنات بأمريكا" في 3 مايو 2018.
| السنة | الجائزة                                           | المجموعة                                  | النتيجة | الملاحظات         |
| ----- | ------------------------------------------------- | ----------------------------------------- | ------- | ----------------- |
| 1988  | جائزة اختيار أطفال                                | الرياضي المفضل                            | فاز     |                   |
| 2006  | جائزة اختيار المراهقين                            | تلفزيون – نجم تلفزيون الواقع المفضل (ذكر) | ترشح    | هوجان يعرف الأفضل |
| 2008  | ملك فرقة باخوس                                    | —                                         | فاز     |                   |
| 2018  | قاعة مشاهير خريجي أندية الأولاد والبنات الأمريكية | —                                         | فاز     |                   |

## البطولات والإنجازات

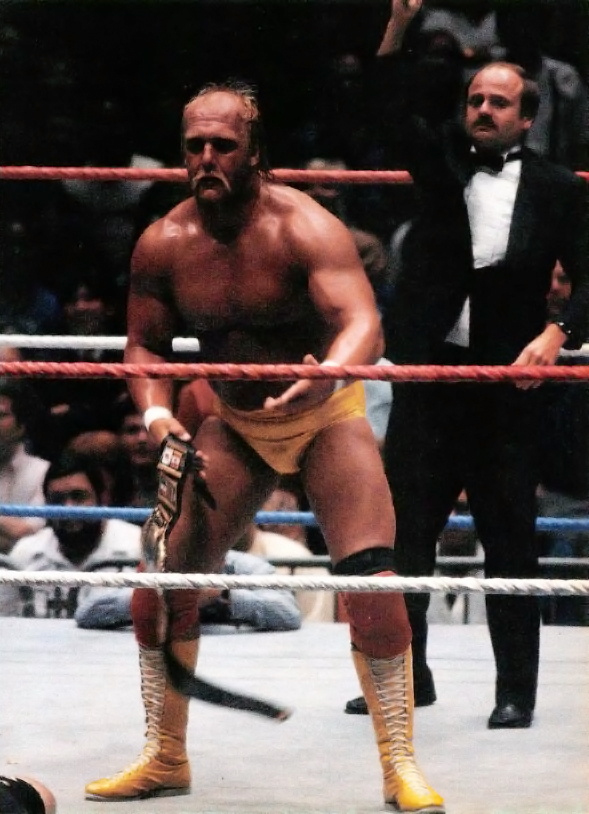
كان هوجان بطل دبليو دبليو إي ست مرات.

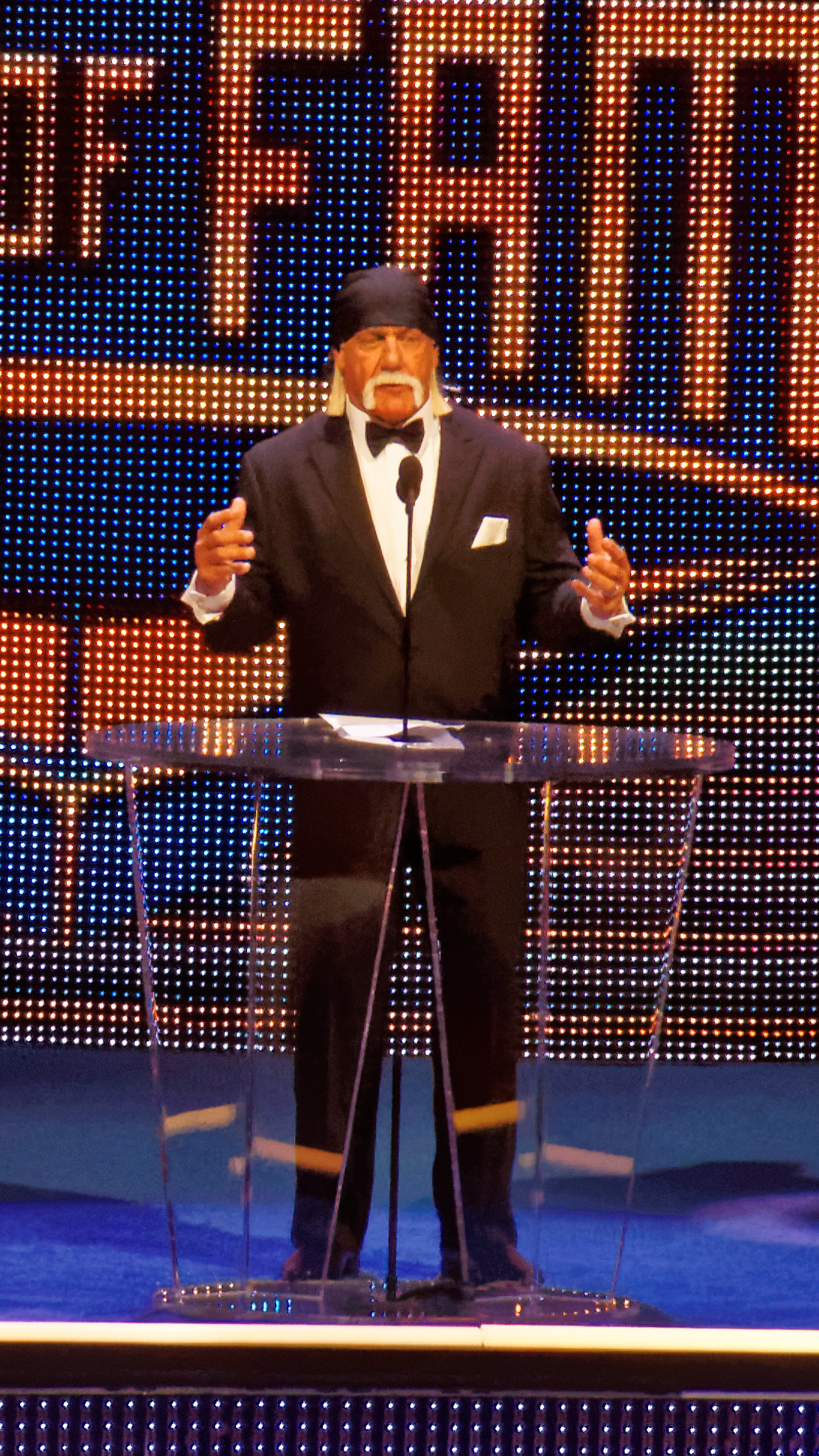
كان هوجان أحد المنضمين إلى قاعة مشاهير دبليو دبليو إي مرتين - في عام 2005 لمسيرته الفردية وفي عام 2021 كعضو في نيو ورلد أوردر.

- كان هوجان بطل دبليو دبليو إي ست مرات. كان هوجان أحد المنضمين إلى قاعة مشاهير دبليو دبليو إي مرتين - في عام 2005 لمسيرته الفردية وفي عام 2021 كعضو في نيو ورلد أوردر.قاعة المشاهير الدولية للمصارعة المحترفة
  - دفعة 2021
- نيو جابان برو ريسلينغ
  - بطولة الجائزة الكبرى الدولية للمصارعة للوزن الثقيل (النسخة الأصلية) (مرة واحدة)
  - بطولة دوري الجائزة الكبرى الدولية للمصارعة (1983)
  - بطولة إم إس جي رابطة العالم للزوجي (1982، 1983) – مع أنطونيو إينوكي
  - أعظم 18 لاعبا في النادي.
- قاعة مشاهير المصارعة المحترفة والمتحف
  - دفعة 2003
- مجلة مجلة المصارعة المحترفة المصورة
  - أفضل عودة في العام (1994، 2002)
  - أفضل عداء في العام (1986) ضد بول أورندورف
  - أفضل مصارع ملهم في العام (1983، 1999)
  - أفضل مباراة في العام (1985) بين السيد تي ورودي بايبر وبول أورندورف في راسلمينيا 1
  - أفضل مباراة في العام (1988) ضد أندريه العملاق في الحدث الرئيسي الأول
  - أفضل مباراة في العام (1990) ضد ذا ألتيميت واريور في راسلمينيا 6
  - أفضل مباراة في العام (2002) ضد ذا روك في راسلمينيا 18
  - أكثر مصارع مكروه في العام (1996، 1998)
  - أكثر مصارع شعبية في العام (1985، 1989، 1990)
  - أفضل مصارع في العام (1987، 1991، 1994)
  - صنف أولا ضمن أفضل 500 مصارع فردي في قائمة مجلة مجلة المصارعة المحترفة المصورة عام 1991.
  - صنف أولا ضمن أفضل 500 مصارع فردي في قائمة مجلة مجلة المصارعة المحترفة المصورة عام 2003.
  - صنف ثانيا ضمن أفضل 100 فريق زوجي في قائمة مجلة مجلة المصارعة المحترفة المصورة مع أنطونيو إينوكي وراندي سافاج عام 2003.
- بطولة المصارعة الجنوبية الشرقية
  - بطولة التحالف الوطني للمصارعة الجنوبية الشرقية للوزن الثقيل (القسم الشمالي) (مرة واحدة).
  - بطولة التحالف الوطني للمصارعة الجنوبية الشرقية للوزن الثقيل (القسم الجنوبي) (مرتان).
- مجلة سبورتس إليستريتد
  - صنف ثانيا ضمن أعظم 20 مصارعا في دبليو دبليو إي على مر العصور.
- مجلة طوكيو الرياضية
  - جائزة أفضل لاعب أجنبي (1983).
  - مباراة العام (1991) ضد جينيشيرو تينريو في 12 ديسمبر 1991.
- بطولة العالم المصارعة
  - بطولة العالم المصارعة العالمية للوزن الثقيل (6 مرات)
- الاتحاد العالمي للمصارعة / اتحاد المصارعة العالمي للترفيه / دبليو دبليو إي
  - بطولة دبليو دبليو إف/دبليو دبليو إي (6 مرات)
  - بطولة دبليو دبليو إي للفرق الزوجية (مرة واحدة) - مع إيدج
  - رويال رامبل (1990، 1991)
  - قاعة مشاهير دبليو دبليو إي (مرتين)
    - فئة 2005 - فردي
    - فئة 2020 - كعضو في منظمة النظام العالمي الجديد
- نشرة ريسلينغ أوبزرفر الإعلامية
  - أقوى مصارع (1983)
  - أفضل وجه محبوب (1982-1991)
  - أفضل ربح في شباك التذاكر (1997)
  - أفضل حيلة (1996) كعضو في منظمة النظام العالمي الجديد
  - أفضل عداوة (1986) ضد بول أورندورف
  - أفضل عداوة (1996) كعضو في منظمة النظام العالمي الجديد ضد بطولة العالم للمصارعة
  - الأكثر جاذبية (1985-1987، 1989-1991)
  - المصارع الأكثر إحراجا (1995، 1996، 1999، 2000)
  - الأكثر إزعاجا (1994، 1995)
  - الأكثر مبالغة في تقديره (1985، 1986، 1994-1998)
  - الأكثر تواضعا (1994، 1995)
  - الأقل تفضيلا لدى القراء (1985، 1986، 1991، 1994-1999)
  - أسوأ عداوة في العام (1991) ضد الرقيب سلوتر
  - أسوأ عداوة في العام (1995) ضد ذا دانجن أوف دوم
  - أسوأ عداوة في العام (1998) ضد ذا واريور
  - أسوأ عداوة في العام (2000) ضد بيلي كيدمان
  - أسوأ مقابلات (1995)
  - أسوأ مصارع (1997)
  - أسوأ مباراة ناجحة في العام (1987) ضد أندريه العملاق في راسلمينيا 3
  - أسوأ مباراة ناجحة في العام (1996) مع راندي سافاج ضد أرن أندرسون، مينغ، ذا بارباريان، ريك فلير، كيفن سوليفان، زد-غانغستا، وذا ألتمت سوليوشن في مباراة أبراج الهلاك في أنسنسورد
  - أسوأ مباراة ناجحة في العام (1997) ضد رودي بايبر في سوبر براول 7
  - أسوأ مباراة ناجحة في العام (1998) ضد ذا واريور في هالوين قاعة مشاهير مجلة هافوك
  - نشرة مراقب المصارعة (دفعة 1996)

## وصلات خارجية
- هولك هوجان على موقع IMDb (الإنجليزية)
- هولك هوجان على موقع ميتاكريتيك (الإنجليزية)
- هولك هوجان على موقع روتن توميتوز (الإنجليزية)
- هولك هوجان على موقع قاعدة بيانات الأفلام العربية
- هولك هوجان على موقع ألو سيني (الفرنسية)
- هولك هوجان على موقع ميوزك برينز (الإنجليزية)
- هولك هوجان على موقع ميوزك برينز (الإنجليزية)
- هولك هوجان على موقع أول موفي (الإنجليزية)
- هولك هوجان على موقع قاعدة بيانات الأفلام السويدية (السويدية)
- هولك هوجان على موقع إن إن دي بي (الإنجليزية)
- هولك هوجان على موقع دبليو دبليو إي (الإنجليزية)
- هولك هوجان على موقع WrestlingData.com (الإنجليزية)
- هولك هوجان على موقع CageMatch worker (الإنجليزية)
- هولك هوجان على موقع قاعدة بيانات المصارعة على الإنترنت (الإنجليزية)
- هولك هوجان على موقع عالم المصارعة على الإنترنت (الإنجليزية)
- هولك هوجان على موقع عالم المصارعة على الإنترنت (الإنجليزية)
- هولك هوجان على موقع قاعة فلوريدا للمشاهير الرياضية (الإنجليزية)
- الموقع الرسمي
 (بالإنجليزية)